# Coye-la-Forêt
Coye-la-Forêt (/kwa.la.fɔ.ʁɛ/ est une commune française située dans le département de l'Oise, en région Hauts-de-France.
Petite cité périurbaine située à l'extrémité nord de l'aire urbaine de Paris, la commune est localisée à 35 km au nord de Paris, entourée par la forêt de Chantilly et au sud de l'agglomération de Chantilly. Elle fait partie intégrante du parc naturel régional Oise-Pays de France.

## Géographie

### Localisation

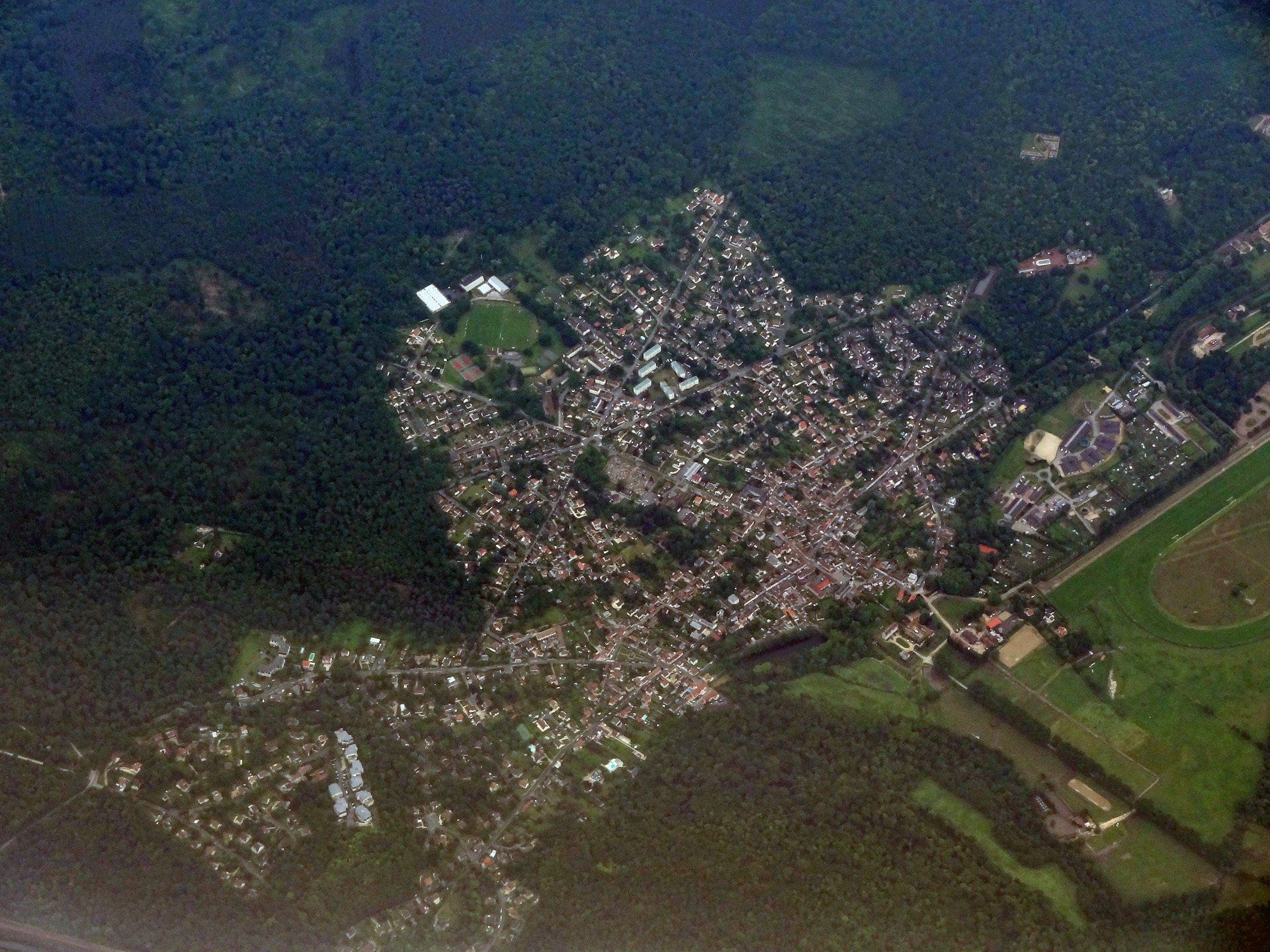
Vue aérienne de Coye-la-Forêt.

Coye-la-Forêt se situe au sud de l'Oise, limitrophe du Val-d'Oise au cœur de la forêt de Chantilly, à une distance orthodromique de 32 km au nord - nord-est de Paris et fait partie du parc naturel régional Oise-Pays de France, créé en 2004.
Elle appartient historiquement au Valois, qui était sous l'Ancien Régime partie intégrante de la province d'Île-de-France, et a été de 1960 à 2016 intégrée à l'ancienne région Picardie. La ville de Coye-la-Forêt, ainsi que la forêt qui l'environne, sont des hauts lieux de tourisme équestre, de randonnée et de cyclotourisme.
Coye-la-Forêt se trouve à 62 kilomètres au sud-est de la préfecture de l'Oise, Beauvais, et à 16 kilomètres au sud-ouest de la sous-préfecture de Senlis.
Elle est localisée à 7 kilomètres au sud de Chantilly, à 52 kilomètres au nord de la cathédrale Notre-Dame de Paris, point zéro des routes de France, à 42 kilomètres au nord de la porte de la Chapelle et à 24 kilomètres au nord-ouest de l'aéroport de Roissy-Charles-de-Gaulle.
La commune se trouve dans l'aire d'attraction de Paris, dans l'unité urbaine de Chantilly et dans le bassin de vie de cette ville, ainsi que dans la zone d'emploi de Creil.

Ambiances de la commune
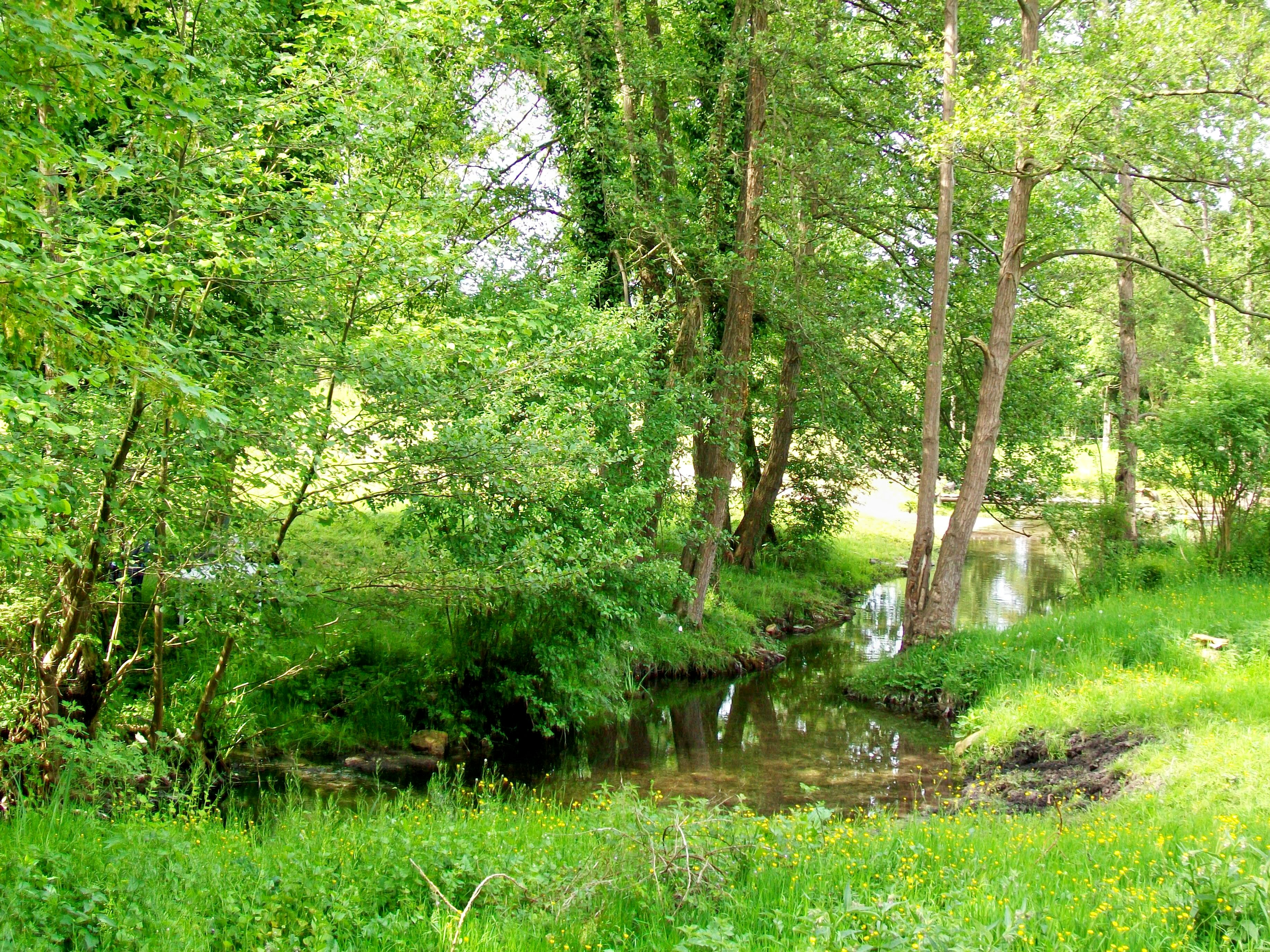
La Thève dans les prairies en aval des étangs de Commelles.
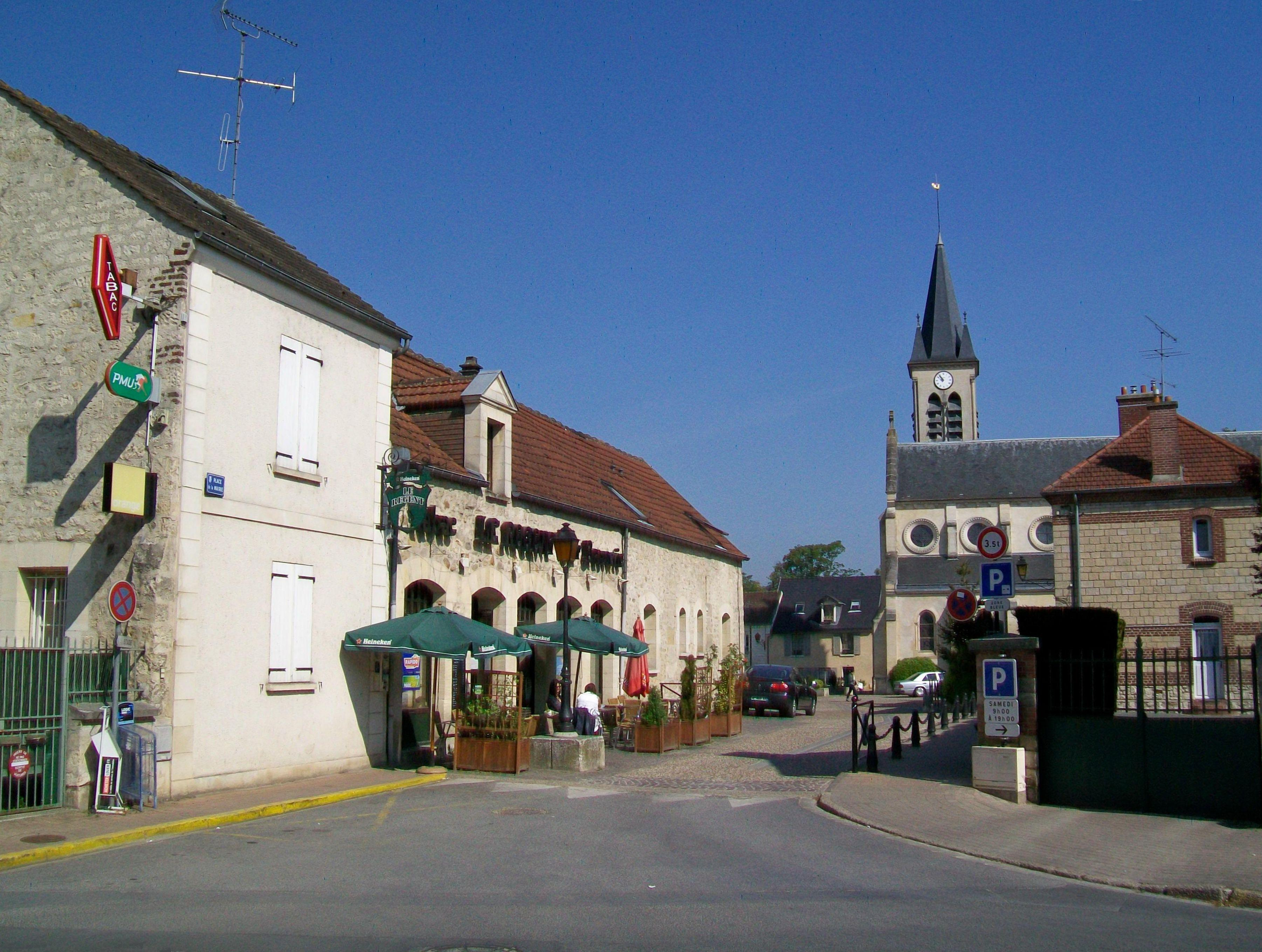
La place de la Mairie, avec l'église et l'école (à dr.).

### Communes voisines
Les communes limitrophes sont Lamorlaye, Chantilly, Orry-la-Ville, Asnières-sur-Oise, Chaumontel et Luzarches.
Coye compte six communes limitrophes, dont Lamorlaye est la ville la plus proche du centre de la commune, avec une distance routière de 3,5 km d'une mairie à l'autre. Lamorlaye remplit pour Coye une fonction centrale sur certains plans ; on y trouve un grand nombre de commerces et un collège. Le nom d'Orry-la-Ville est associé à celui de Coye de par l'appellation de la gare partagée par les deux communes, Orry-la-Ville - Coye-la-Forêt, qui se situe à seulement 500 m des dernières maisons de Coye. Chantilly et Coye se rencontrent sur la rive nord des étangs de Commelles, sur une longueur de 1,1 km seulement.
Alors que les trois communes voisines citées se situent toutes dans l'Oise, les trois autres communes limitrophes appartiennent au département du Val-d'Oise. La plus éloignée est Asnières-sur-Oise (dont le centre est à 12 km par la route), et qui présente la majeure partie du Bois de Bonnet sur son territoire. La limite commune entre Coye et Asnières ne dépasse pas 500 m et correspond à la RD 1016 au sud de Lamorlaye. Par contre, Chaumontel et Luzarches arrivent juste derrière les jardins des dernières maisons de Coye, au sud. Ceci concerne toutes les maisons avenue des Tilles, rue de l'Orée-du-Bois, les rues au sud de l'avenue du Bois-Brandin et l'impasse des Sangliers. Comme particularité, Luzarches et Coye partagent une seconde portion de limite commune, le long de la RD 1016 également, mais plus au sud : en effet, le territoire de Luzarches encercle pratiquement celui de Chaumontel. Du fait du rapprochement des communes valdoisiennes de Coye, seulement une petite partie du secteur sud de la forêt de Chantilly incombe au territoire de Coye : premièrement, le triangle délimité par la RD 1016, la RD 118 au nord et la route forestière « Chemin Noir », et deuxièmement, un hexagone au sud-est du village.

### Géologie et relief
La superficie de la commune est de 6,96 km2 ; son altitude varie de 31  à   126 mètres.
En 1828, Louis Graves indique que « le village est entouré de tous côtés par des coteaux boisés dépendant de la forêt de Chantilly et de celle d'Hérivaux ; un marais assez large où coule la Thève occupe le territoire à l'Ouest, sur Google Books ».
Coye-la-Forêt est une  commune forestière d'une superficie relativement modeste dont le relief est assez varié. Au sud, le village est dominé par deux buttes-témoin en dehors du territoire communal, les Côtes d'Orléans et le Pain de Sucre, cumulant respectivement à 122 m et à 109 m. Le plateau au sud-est de Coye, également en dehors de son territoire, atteint 131 m. Le point culminant de Coye, à 126 m, se trouve à la limite de ce plateau et est partagé avec Orry-la-Ville. À titre de comparaison, le centre-bourg ancien est établi à une altitude autour de 40 m, en plaine, tandis que les autres quartiers s'étalent sur les versants des différentes collines. Les points de vue sur Coye ayant jadis existé ont malheureusement disparu.
Au nord-ouest, le territoire communal est marqué par la plaine alluviale de la Thève, qui atteint l'extrémité nord du village, et du ru Saint-Martin. Au niveau du château, la Thève se divise en outre en « Vieille Thève » canalisé et « Nouvelle Thève ». Les prés partiellement humides et inondables servent de pâturage aux chevaux. Plus en amont, la Thève suit un parcours encastré, dont le site a favorisé la création des étangs artificiels de Commelles. Plus en aval, à partir de Lamorlaye, la vallée de la Thève n'est plus perceptible.
La forêt de Chantilly sans ses parcelles situées dans le Val-d'Oise est protégée par une ZNIEFF type 1 « Massif forestier de Chantilly / Ermenonville », n° national 220014323. Sur Coye, la forêt de Chantilly sans le hexagone au sud-est du village est en outre concernée par le site naturel classé « Domaine de Chantilly », créé par arrêté du 28 décembre 1960 sur la base de la loi du 2 mai 1930 relative à la protection des monuments naturels et des sites de caractère artistique, historique, scientifique, légendaire ou pittoresque. Finalement, l'ensemble de la commune fait partie du vaste site naturel inscrit de la vallée de la Nonette, créé par arrêté du 6 février 1970. Ce site inscrit a préfiguré le parc naturel régional Oise-Pays de France pour sa partie située dans l'Oise, créé par décret du 13 janvier 2004 et incorporant l'ensemble de la commune de Coye.
La plus importante portion de la forêt de Chantilly sur Coye est le secteur entre le village et les étangs de Commelles, découpé par la voie ferrée. La forêt de Chantilly occupe au total 408 ha soit 59 % du territoire communal.

### Hydrographie

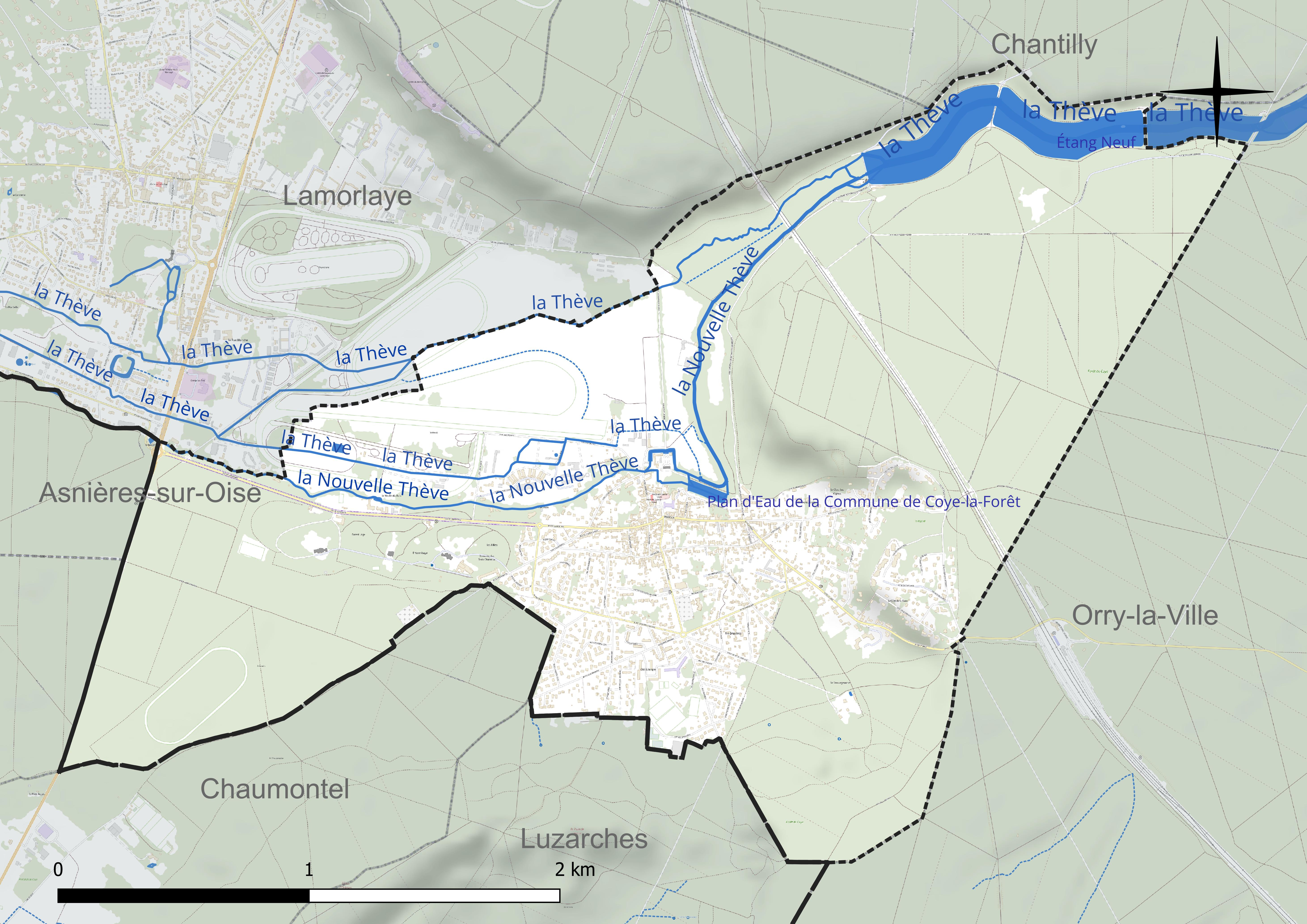
Réseau hydrographique de Coye-la-Forêt.

La commune est drainée par les deux bras de la Thève; le vieille Thève et la nouvelle Thève, qui ont été canalisées pour les besoins du Château de Baillon.
Le Rû Saint-Martin complète ce réseau hydrographique, ainsi que les étangs de Commelles, dans la Forêt de Chantilly.
La Thève, d'une longueur de 34 km, prend sa source dans la commune de Dammartin-en-Goële et se jette  dans l'Oise en rive gauche à Boran-sur-Oise, après avoir traversé 13 communes. Il s'agit donc d'un sous-affluent du fleuve la Seine.
Quatre plans d'eau complètent le réseau hydrographique : le plan d'eau de la commune de Coye-la-Forêt (0,7 ha), les étangs de Comelle, d'une superficie totale de 29,7 ha (17,8 ha sur la commune), l'étang de la Loge (9,2 ha) et l'étang Neuf (8,5 ha).

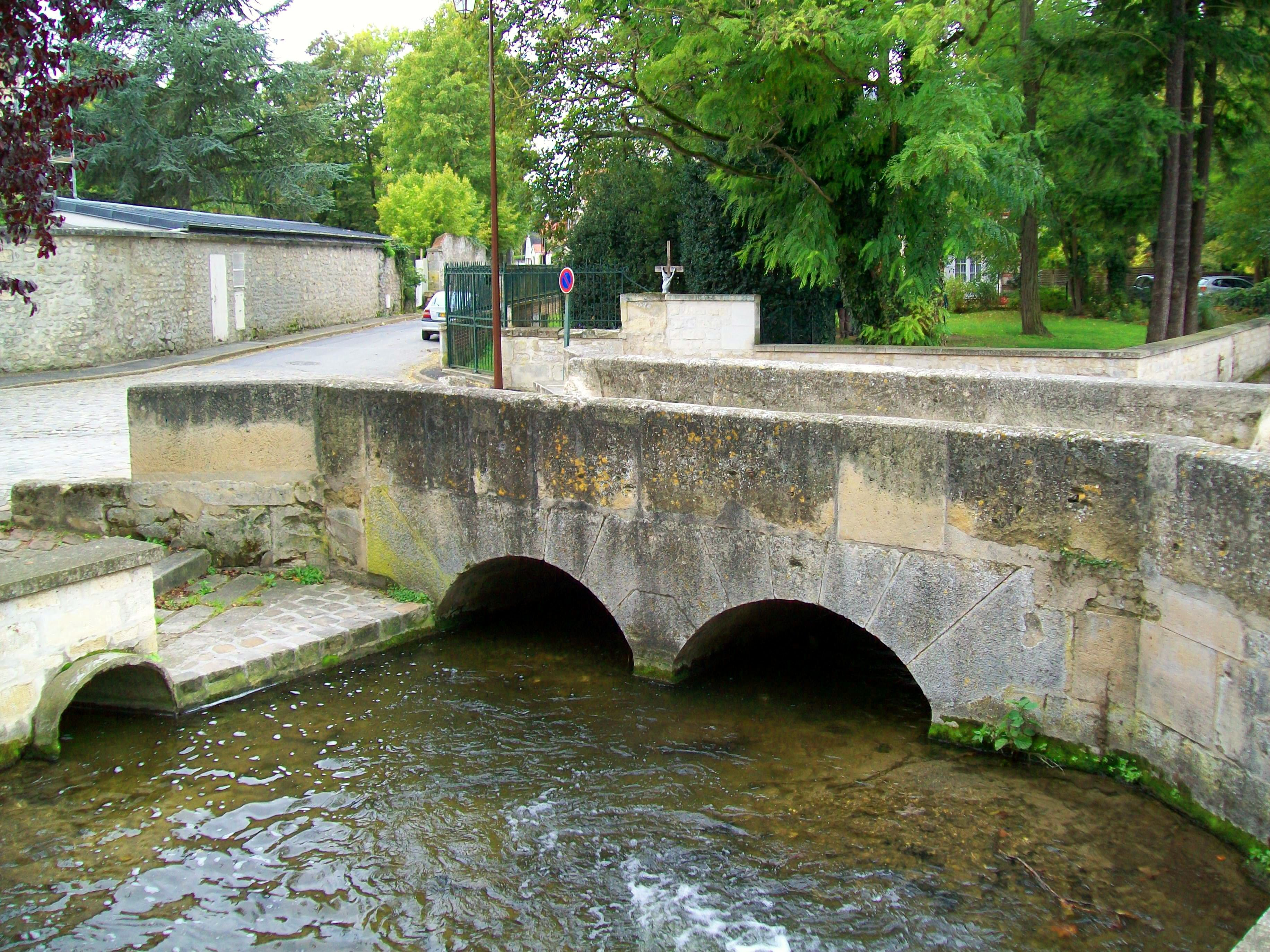
Le petit Pont sur la Thève.
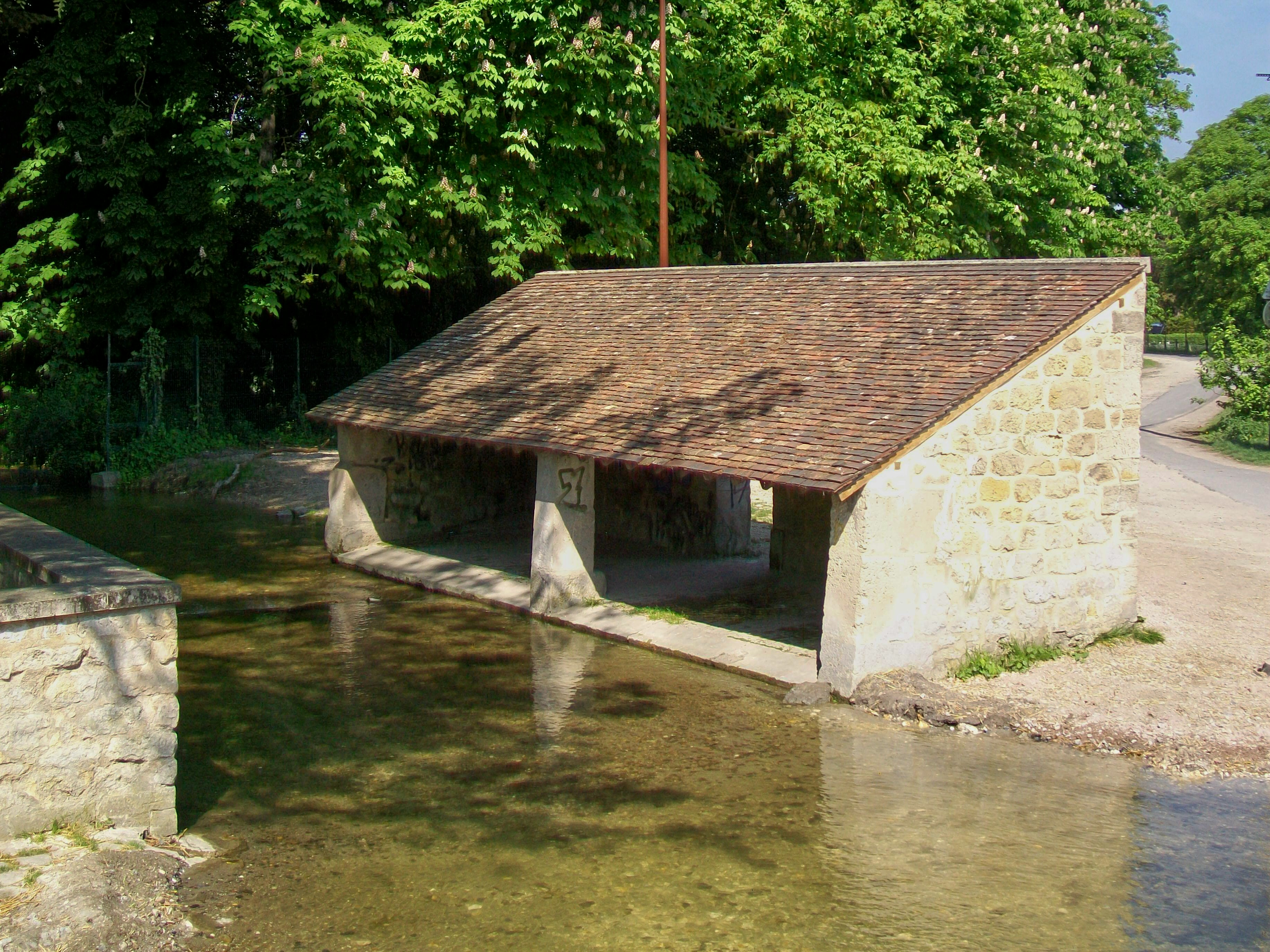
Lavoir de Coye-la-Forêt, près du « petit Pont ».
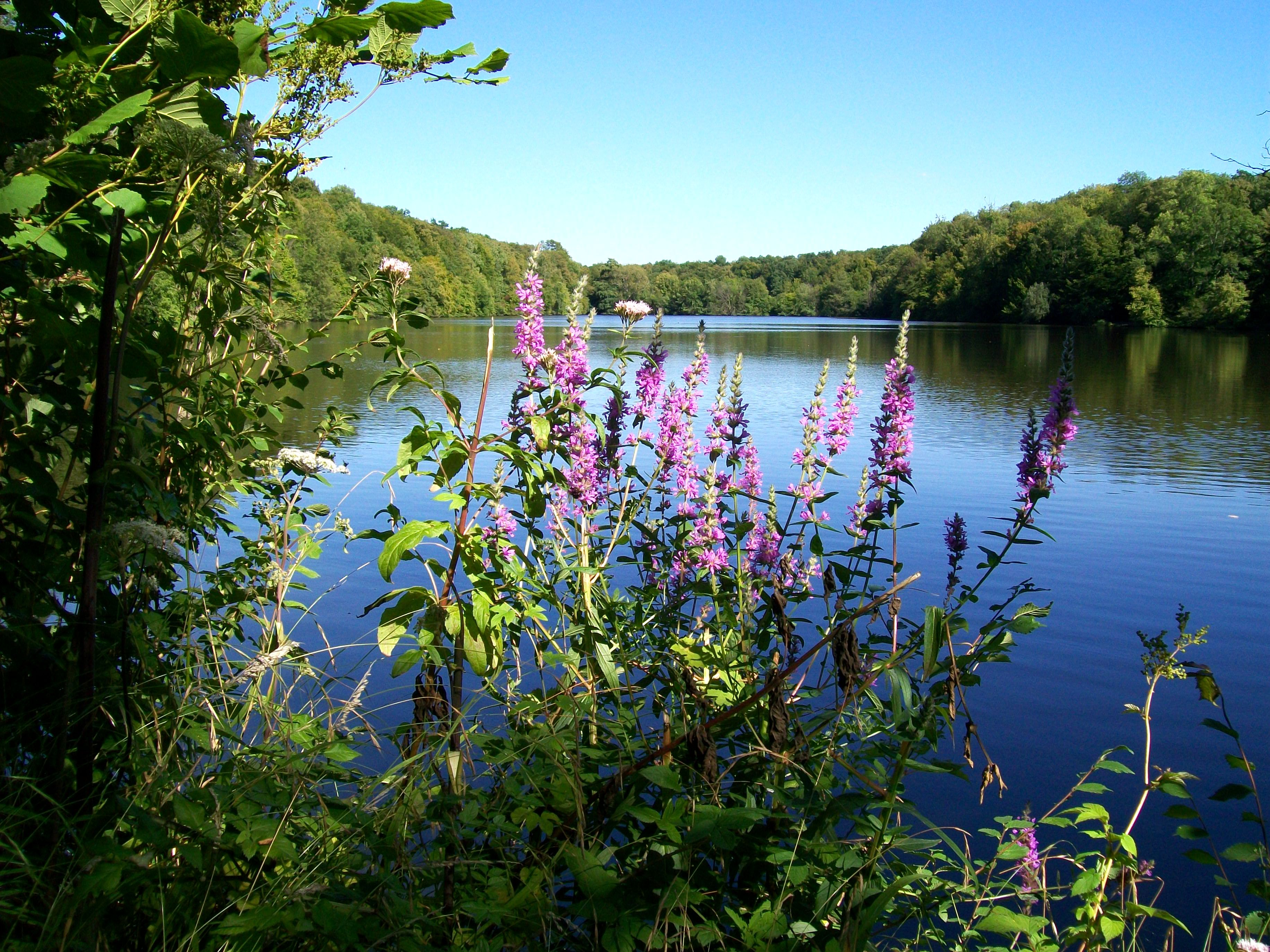
L'étang du Chaperon, l'un des étangs de Commelles, vu depuis la digue entre cet étang et l'Étang Neuf.

### Climat
Pour des articles plus généraux, voir Climat des Hauts-de-France et Climat de l'Oise.
En 2010, le climat de la commune est de type climat océanique dégradé des plaines du Centre et du Nord, selon une étude du CNRS s'appuyant sur une série de données couvrant la période 1971-2000. En 2020, Météo-France publie une typologie des climats de la France métropolitaine dans laquelle la commune est dans une zone de transition entre le climat océanique et le climat océanique altéré et est dans la région climatique Sud-ouest du bassin Parisien, caractérisée par une faible pluviométrie, notamment au printemps (120 à 150 mm) et un hiver froid (3,5 °C).
Pour la période 1971-2000, la température annuelle moyenne est de 11,1 °C, avec une amplitude thermique annuelle de 14,8 °C. Le cumul annuel moyen de précipitations est de 697 mm, avec 10,5 jours de précipitations en janvier et 8,1 jours en juillet. Pour la période 1991-2020, la température moyenne annuelle observée sur la station météorologique la plus proche, située sur la commune de Creil à 13 km à vol d'oiseau, est de 11,2 °C et le cumul annuel moyen de précipitations est de 662,2 mm,. Pour l'avenir, les paramètres climatiques de la commune estimés pour 2050 selon différents scénarios d'émission de gaz à effet de serre sont consultables sur un site dédié publié par Météo-France en novembre 2022.

### Milieux naturels et biodiversité

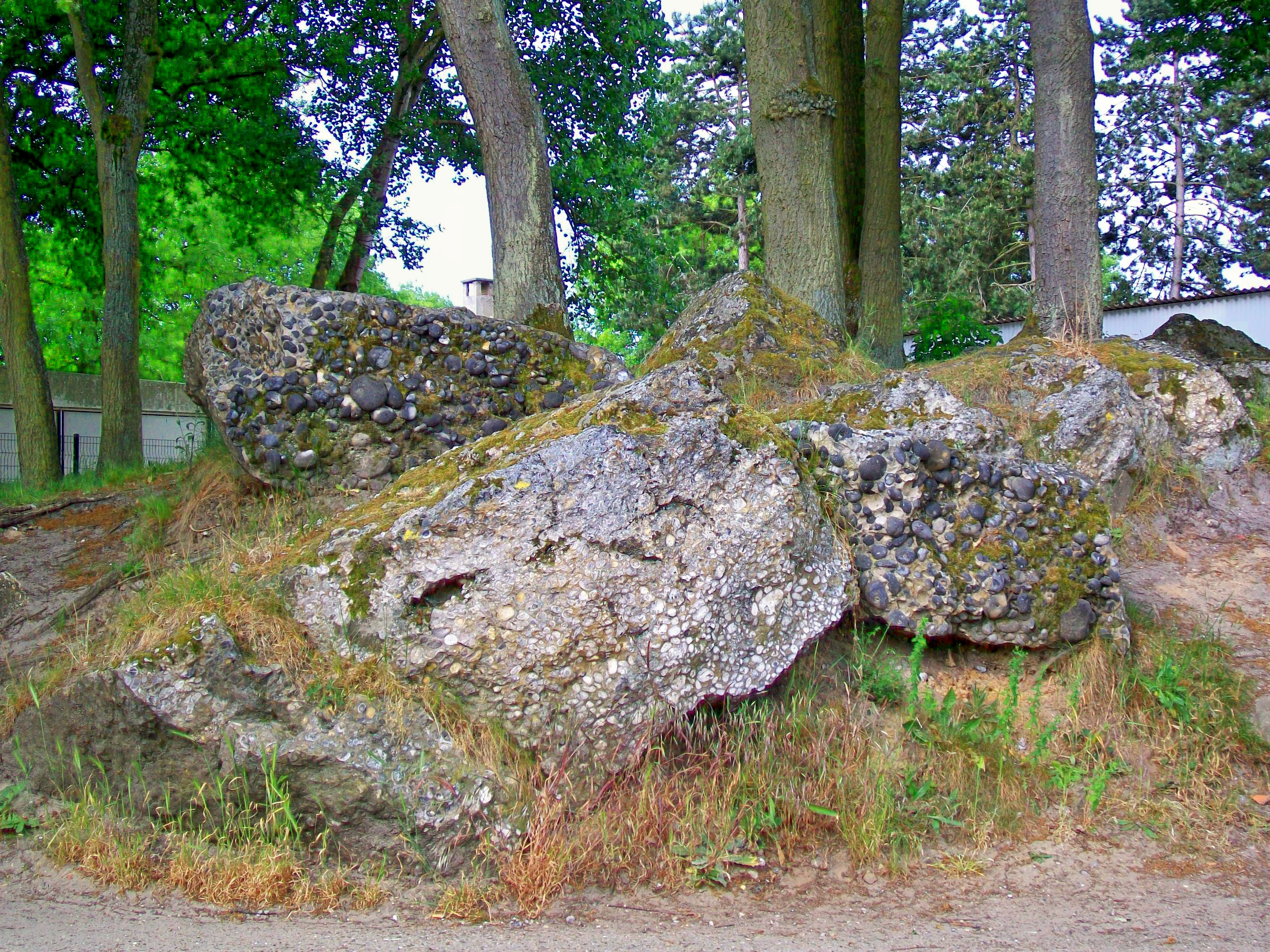
Poudingue de Coye : des cailloux de silex enfermés dans des blocs de grès.

- La forêt de Coye : C'est une partie de la forêt de Chantilly, laquelle compte 6 344 ha au total. On appelle communément « forêt de Coye » le massif qui englobe, au sud des étangs de Commelles, aussi bien les bois d'Orry à l'est que les bois de Luzarches et de Chaumontel au sud, et ceux d'Asnières-sur-Oise (Bois Bonnet) à l'ouest. On remarque plusieurs essences d'arbres : chêne, hêtre, tilleul, châtaignier et résineux. Le sentier botanique de Champoleux qui mène du centre-ville vers les étangs de Commelles invite à la découverte de la flore. La forêt est également bien adaptée à la pratique de la randonnée pédestre et du tourisme équestre.

- Les étangs de Commelles, en forêt de Coye : Succession de quatre étangs aménagés probablement par les moines convers de l'abbaye de Chaalis au cours du XIIIe siècle. C'est l'un des lieux de promenade les plus fréquentés de la forêt de Chantilly.

- Le poudingue de Coye (vestiges) : Des blocs de conglomérat subsistent rue d'Hérivaux, au pied de l'école des Bruyères. Lorsque la mer Thanétienne s'est retirée, il y a quelque 60 millions d'années, le sable s'est aggloméré et transformé en grès, en prenant dans sa masse des galets de silex, pour former des blocs de poudingue. Quelques dizaines de blocs restent en place, la plupart de petite taille ; d'autres blocs ont été entassés et d'autres enlevés lors de la construction de l'école.

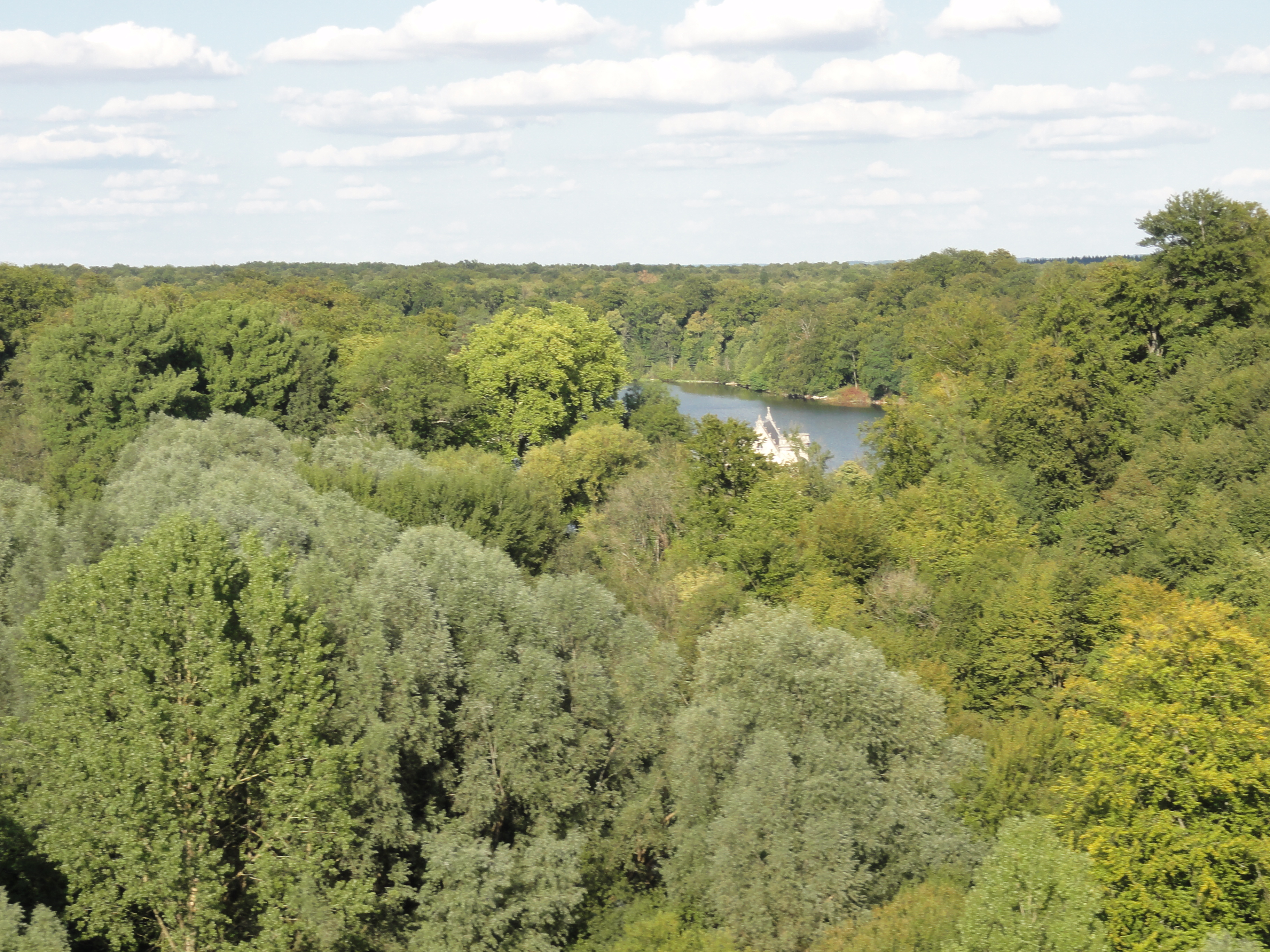
La forêt vue du viaduc ferroviaire.
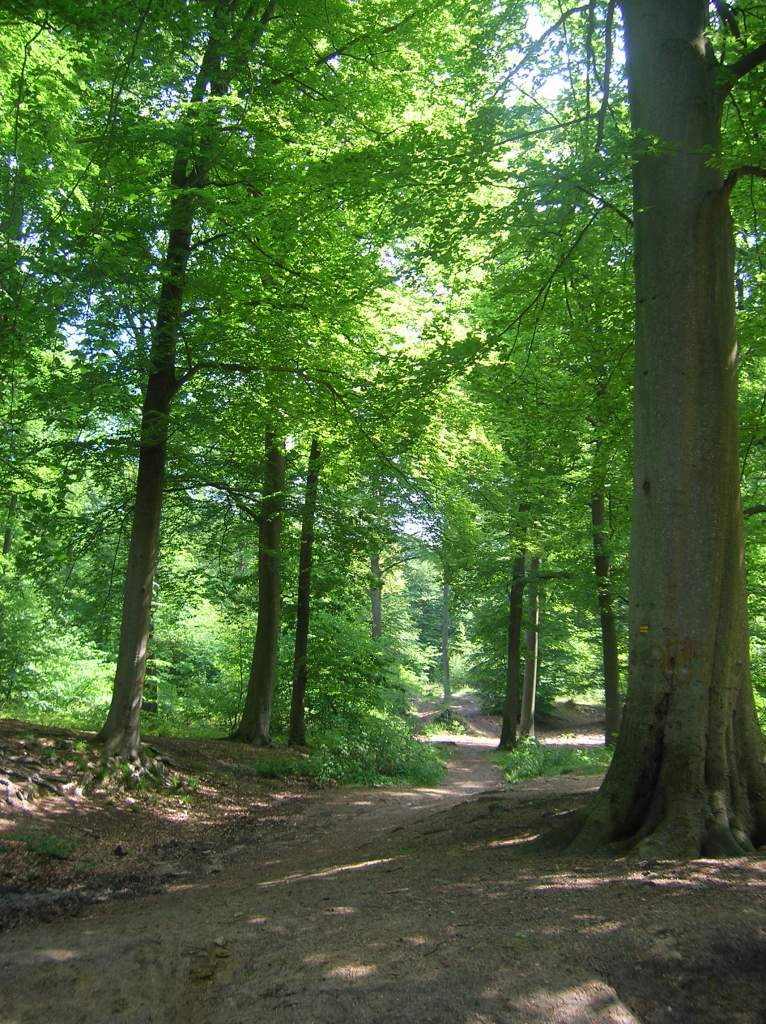
La forêt de Coye.
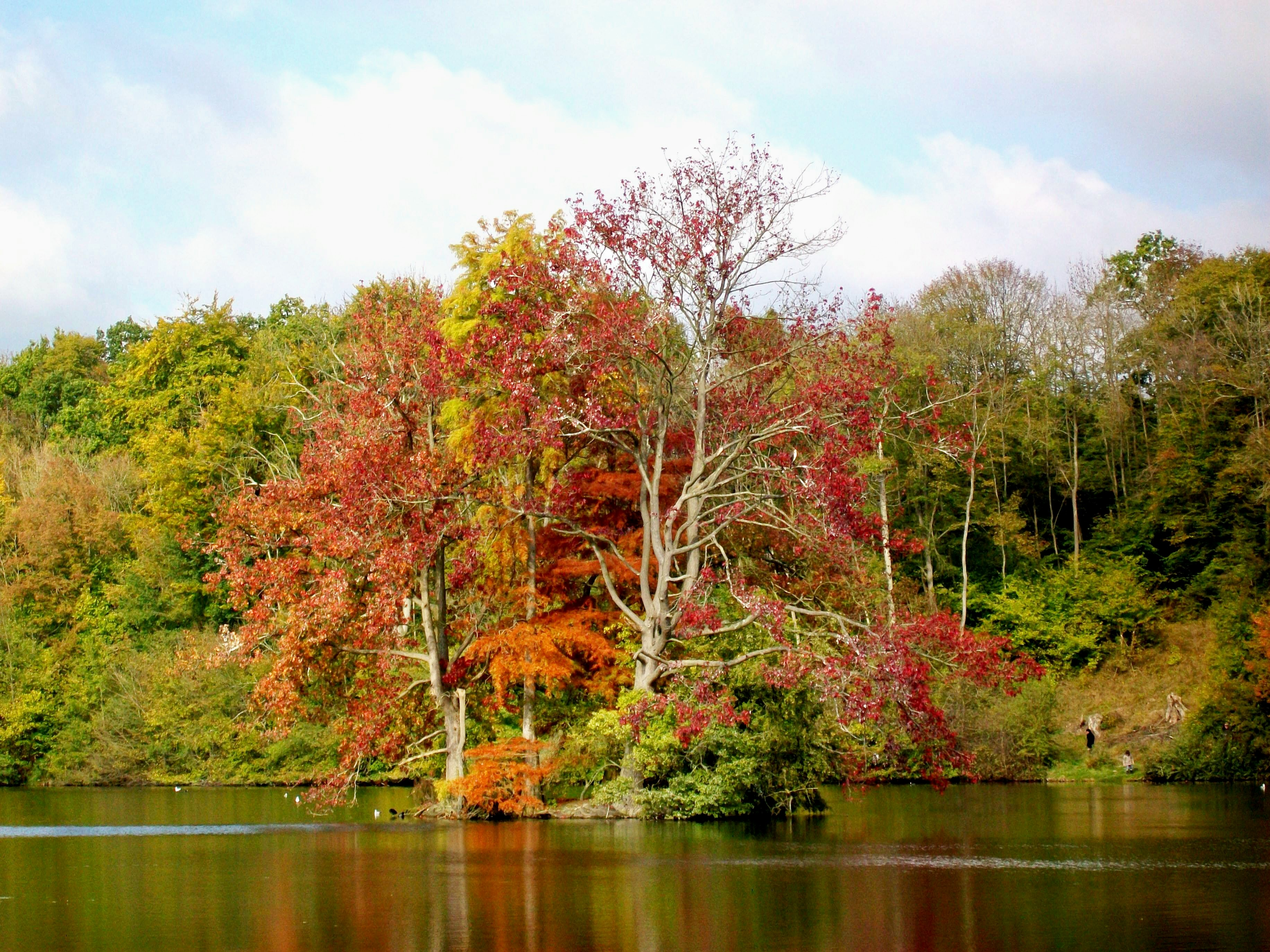
Les étangs de Commelles.

## Urbanisme

### Typologie
Au 1er janvier 2024, Coye-la-Forêt est catégorisée bourg rural, selon la nouvelle grille communale de densité à sept niveaux définie par l'Insee en 2022.
Elle appartient à l'unité urbaine de Chantilly, une agglomération intra-départementale regroupant sept  communes, dont elle est une commune de la banlieue,,. Par ailleurs la commune fait partie de l'aire d'attraction de Paris, dont elle est une commune de la couronne,.

### Occupation des sols

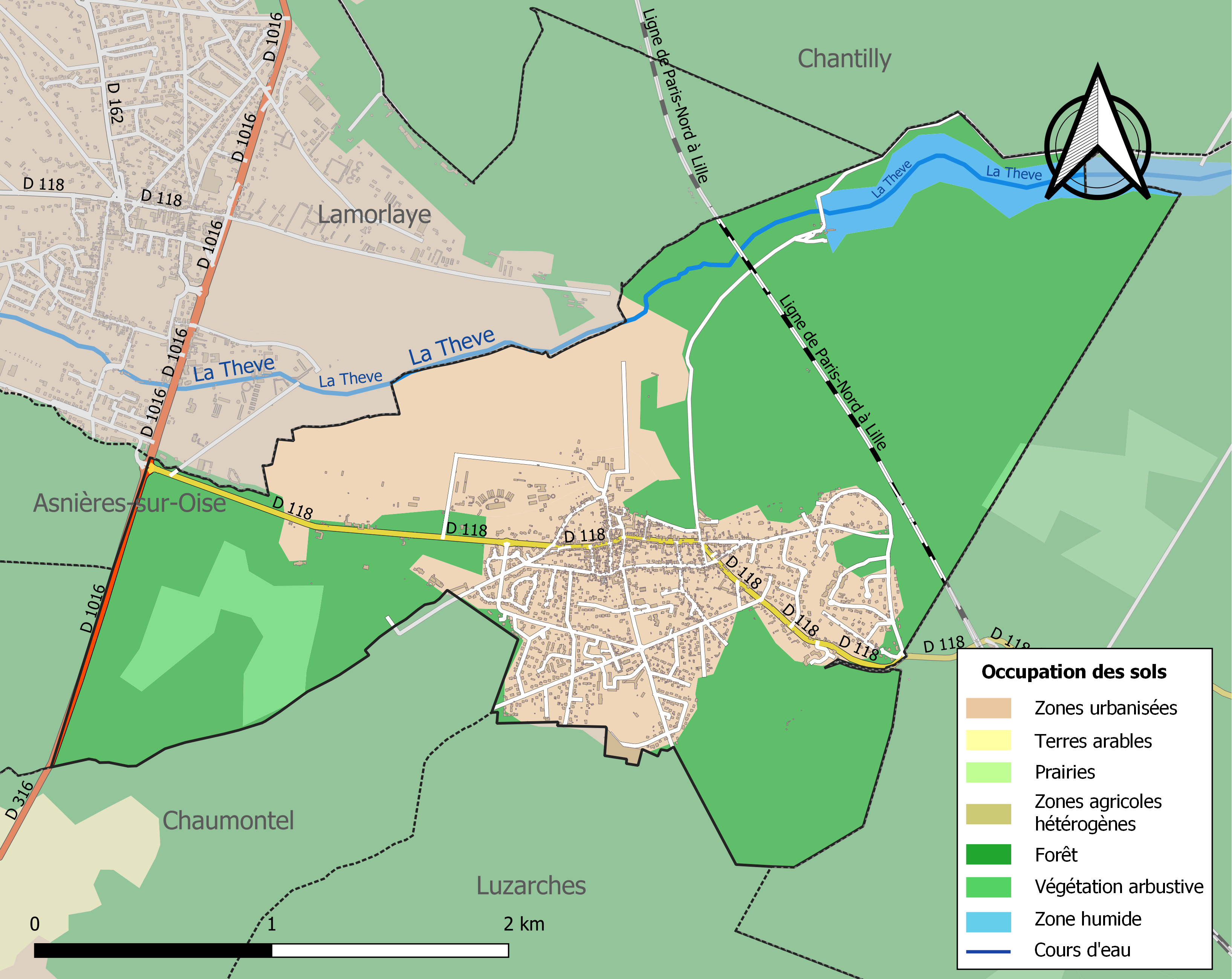
Carte des infrastructures et de l'occupation des sols de la commune en 2018 (CLC).

L'occupation des sols de la commune, telle qu'elle ressort de la base de données européenne d’occupation biophysique des sols Corine Land Cover (CLC), est marquée par l'importance des forêts et milieux semi-naturels (64,5 % en 2018), une proportion sensiblement équivalente à celle de 1990 (64,9 %).
La répartition détaillée en 2018 est la suivante : forêts (60,4 %), zones urbanisées (18,9 %), espaces verts artificialisés, non agricoles (13,4 %), milieux à végétation arbustive et/ou herbacée (4,1 %), eaux continentales (3,2 %).
L'évolution de l’occupation des sols de la commune et de ses infrastructures peut être observée sur les différentes représentations cartographiques du territoire : la carte de Cassini (XVIIIe siècle), la carte d'état-major (1820-1866) et les cartes ou photos aériennes de l'IGN pour la période actuelle (1950 à aujourd'hui).

### Morphologie urbaine

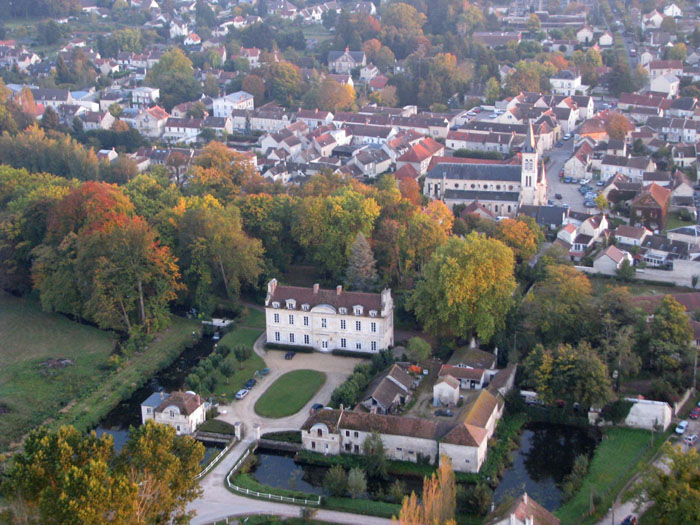
Vue aérienne de Coye la Forêt.
Le château au premier plan

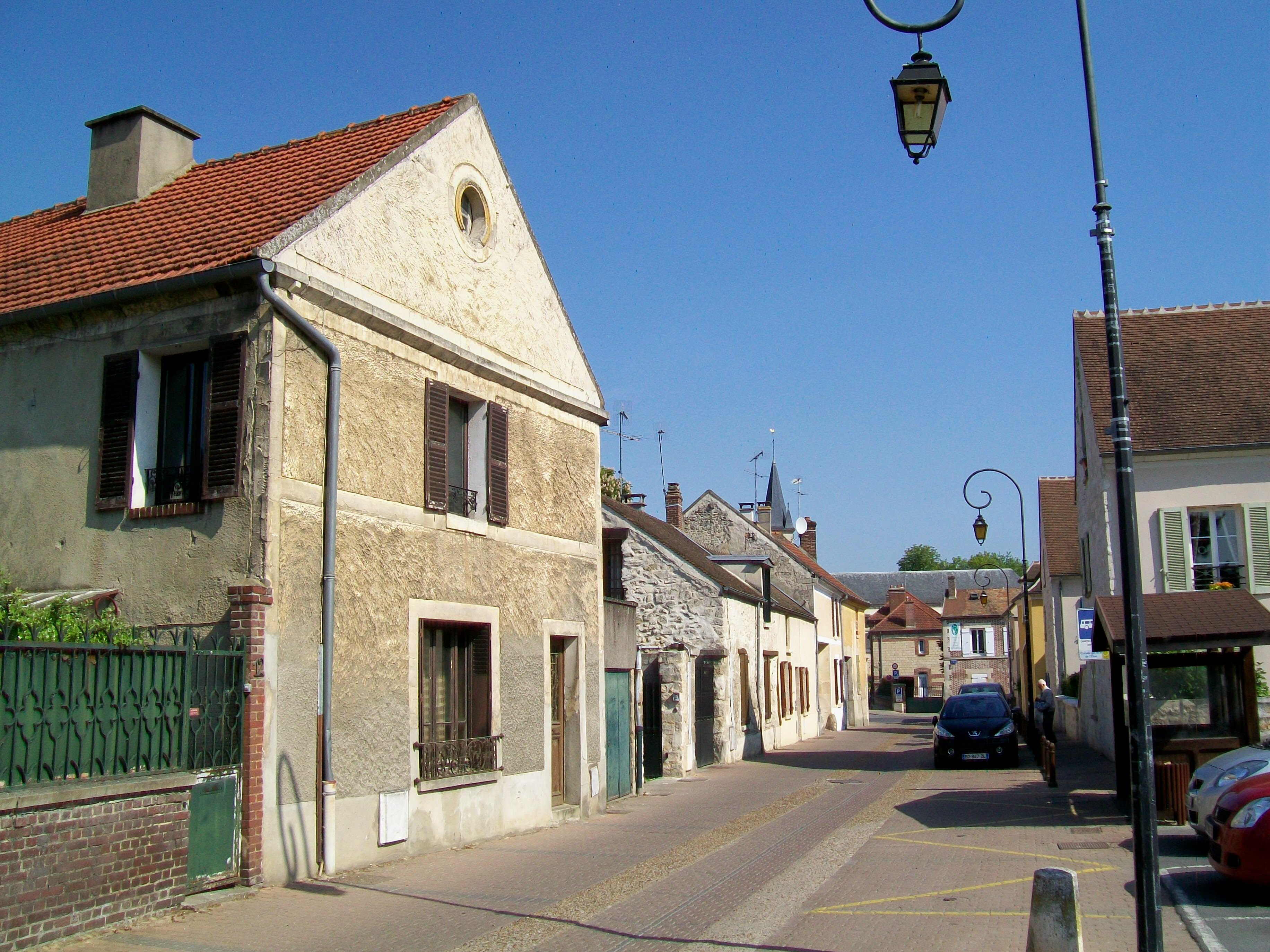
La rue d'Hérivaux, au centre du vieux village.

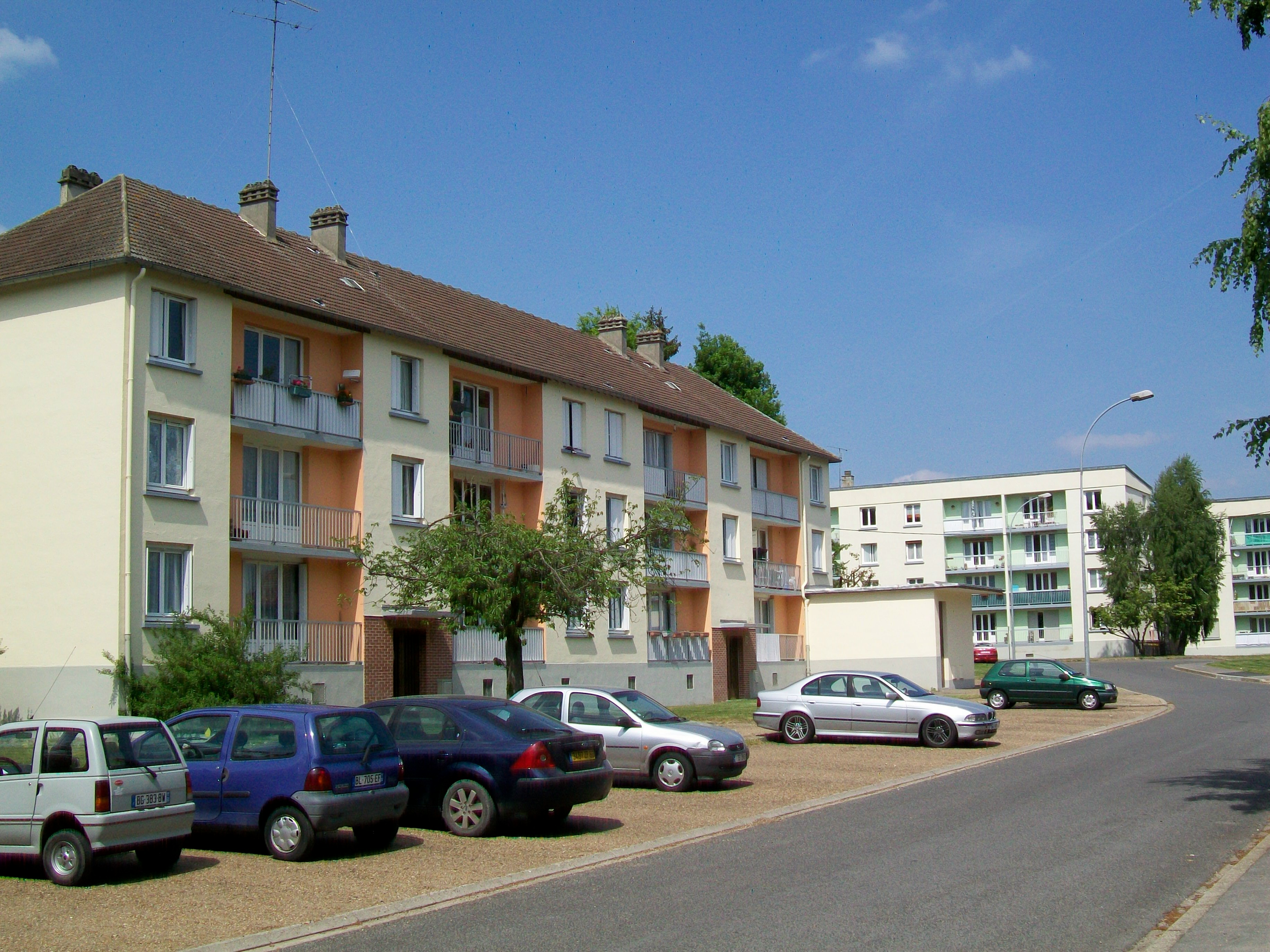
Résidence HLM de la « Cité sous le Roncier ».

Nichée dans une cuvette orientée vers le nord, la commune présente encore des aspects liés à ses origines rurales, et le centre du bourg se compose de rues anciennes bordées de maisons de pays. Les étangs de Commelles, principal lieu d'excursion au sein de la forêt, se situent pour les deux tiers sur le territoire de Coye. La commune est également traversée au nord par la Thève et de multiples rus.

### Habitat et logement
En 2021, le nombre total de logements dans la commune était de 1 999, alors qu'il était de 1 911 en 2016 et de 1 843 en 2011.
Parmi ces logements, 89,7 % étaient des résidences principales, 3,3 % des résidences secondaires et 7 % des logements vacants. Ces logements étaient pour 58,9 % d'entre eux des maisons individuelles et pour 39,6 % des appartements.
Le tableau ci-dessous présente la typologie des logements à Coye-la-Forêt en 2021 en comparaison avec celle de l'Oise et de la France entière. Une caractéristique marquante du parc de logements est ainsi une proportion de résidences secondaires et logements occasionnels (3,3 %) supérieure à celle du département (2,4 %) mais inférieure à celle de la France entière (9,7 %).
| Typologie                                               | Coye-la-Forêt | Oise | France entière |
| ------------------------------------------------------- | ------------- | ---- | -------------- |
| Résidences principales (en %)                           | 89,7          | 90,5 | 82,2           |
| Résidences secondaires et logements occasionnels (en %) | 3,3           | 2,4  | 9,7            |
| Logements vacants (en %)                                | 7             | 7    | 8,1            |

Au sens du recensement, Coye-la-Forêt comptait en 2010 202 logements sociaux (12,5 % du parc des résidences principales), nombre qui a cru à 268 (14,9 %) en 2021

### Voies de communication et transports

#### Voies de communication
Coye-la-Forêt n'est pas concernée par le trafic routier de transit et n'est desservie que par une unique route départementale, la RD 118.
Cette route débouche sur la RD 1016 à l'ouest et la RD 1017 à l'est. Ces deux anciennes routes nationales convergent vers la capitale et donnent accès à la RN 104 (sortie 94b : D316 - Chantilly, Luzarches) pour la première, et à l'Autoroute A1 et l'aéroport Roissy-Charles-de-Gaulle pour la seconde (sortie 7 : Chantilly, Survilliers, Ermenonville, Fosses).

#### Transports en commun
Le centre-ville est situé à 1,5 kilomètre de la gare d'Orry-la-Ville - Coye, localisée au point kilométrique 35 de la ligne de Paris-Nord à Lille et implantée en 1859.
La gare dispose de trois parkings gérés par une structure publique spécifique : le Syndicat intercommunal pour la construction et la gestion des parkings d'Orry-la-Ville (SICGPOV), auquel adhère notamment la commune. Les habitants des communes appartenant au syndicat bénéficient d'une réduction sur l'abonnement.
La gare est desservie par : 
- La ligne D du RER dont elle est un des terminus. Elle permet de desservir depuis Orry-la-Ville - Coye, notamment les gares de Creil, de Chantilly, de Stade de France - Saint-Denis, de Paris - Gare du Nord, de Châtelet - Les Halles, de Paris-Gare-de-Lyon, de Juvisy et de Corbeil-Essonnes.
- Les lignes C10, C11 et C13 des TER Hauts-de-France, qui relient Paris - Gare du Nord (en 19 min) à respectivement Amiens, Compiègne et Saint-Just-en-Chaussée.

Le réseau interurbain de l'Oise dessert la commune par le biais des lignes 644, 6205, 6212, 6213, 6223 et 6233.
La ligne G2 du réseau La Navette relie Lamorlaye à la gare d'Orry-la-Ville - Coye en desservant la commune.
Le réseau de bus Haut Val-d'Oise possède une ligne scolaire (1350), qui relie Viarmes à l'Institut Saint-Dominique situé à Mortefontaine.
Étant située en région Hauts-de-France, la tarification relevant d'Île-de-France Mobilités (IDFM) n'est pas applicable dans la commune et dans la gare.

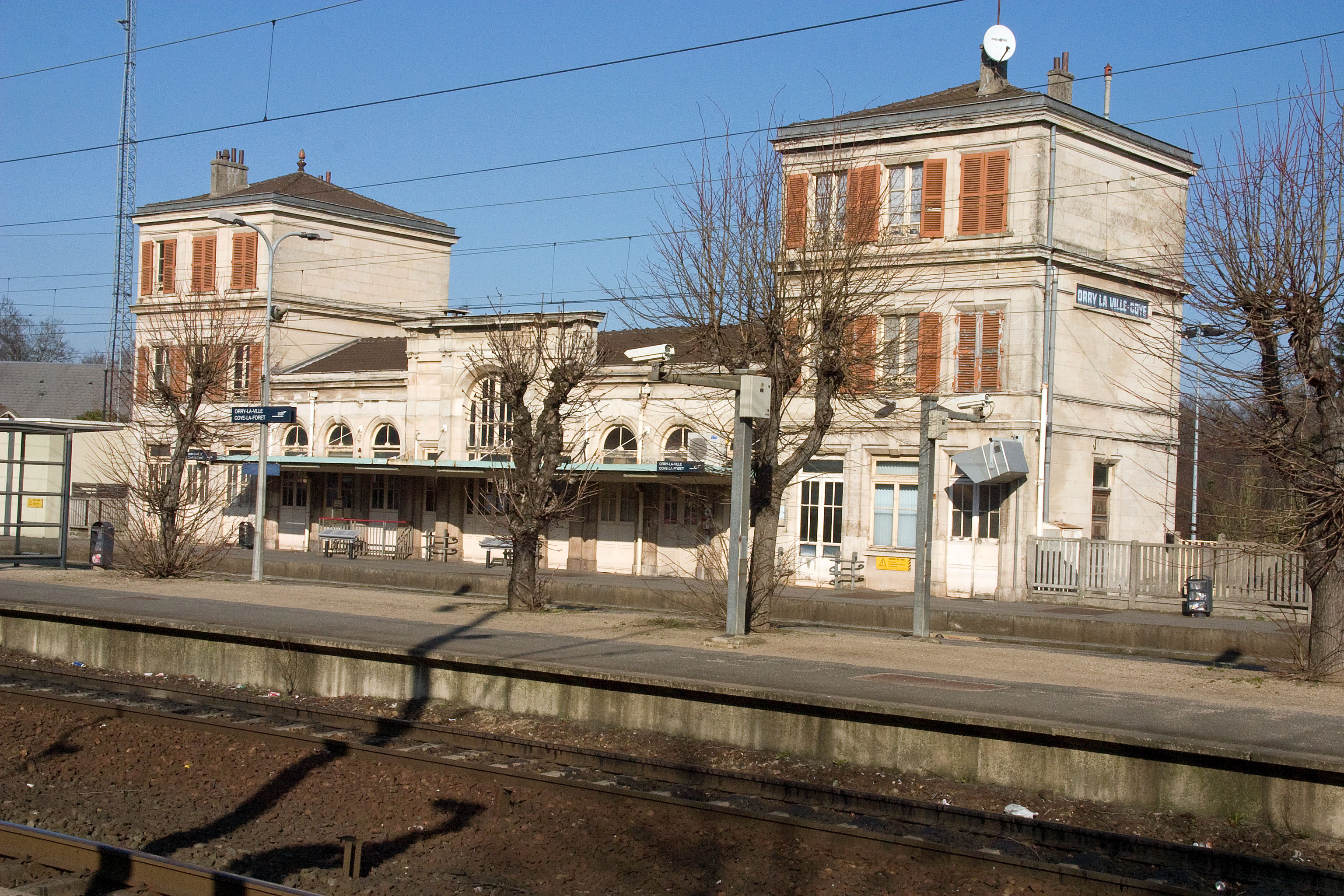
Gare d'Orry-la-Ville - Coye.
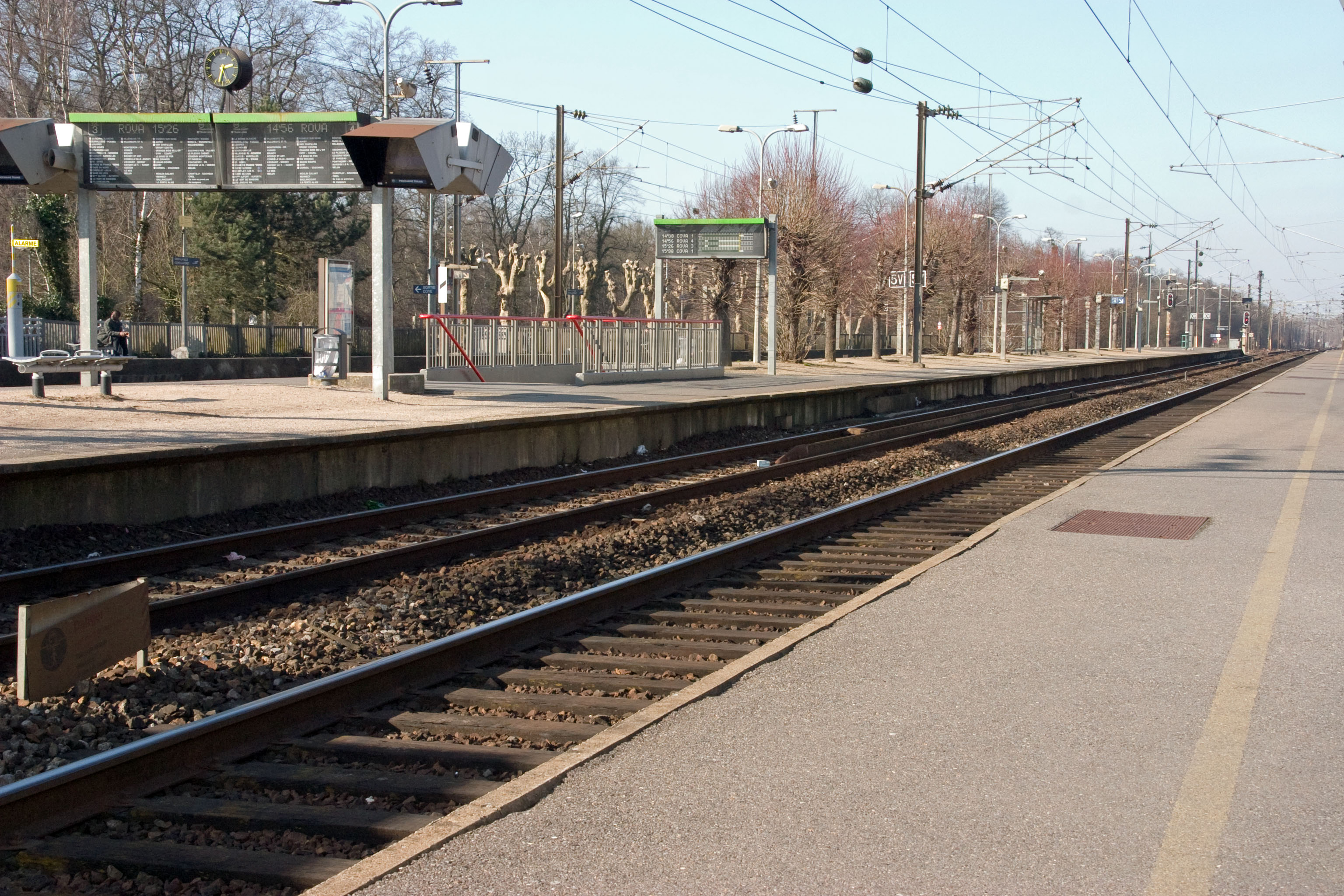
Quais de la gare
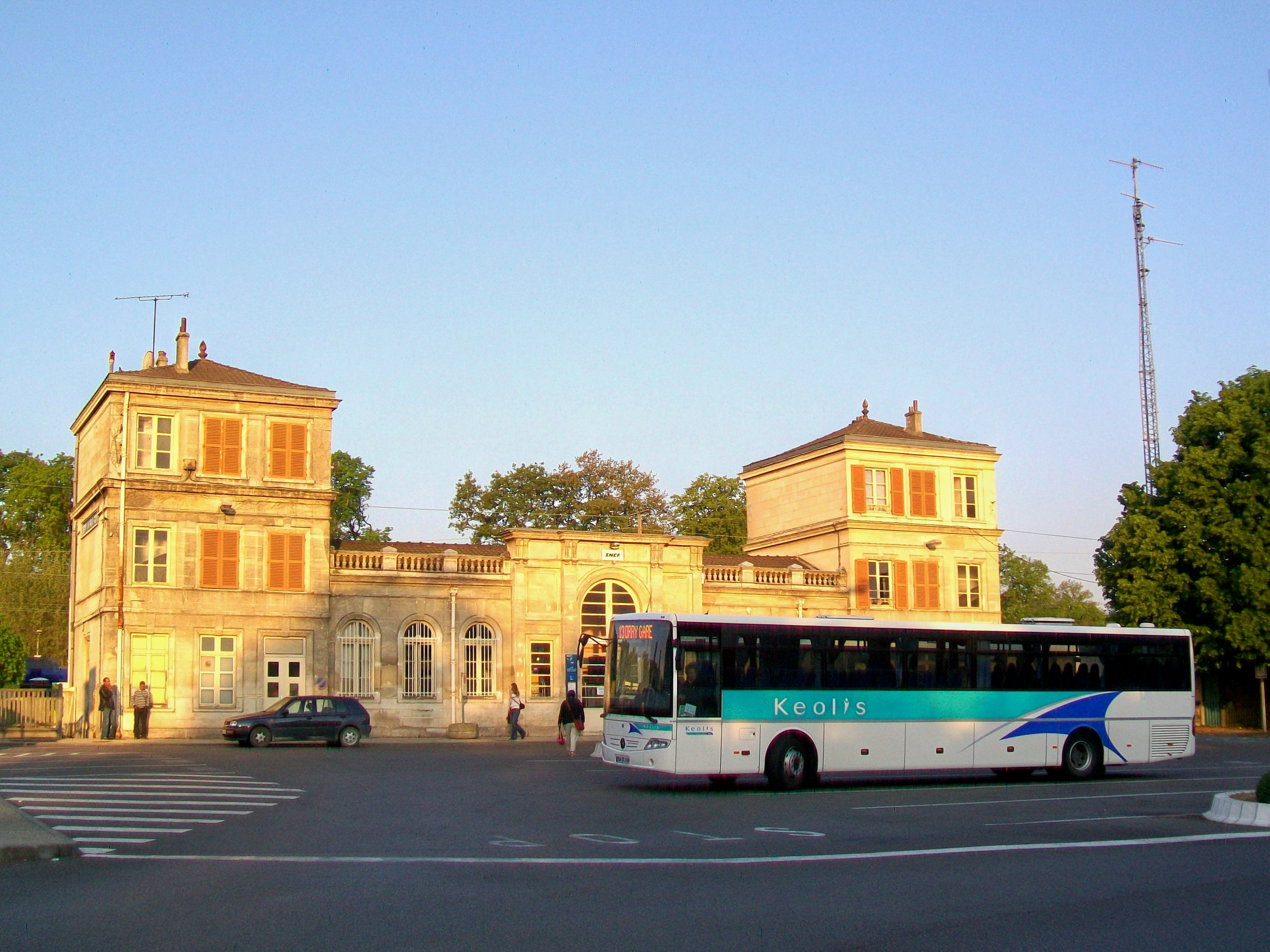
Autocar du réseau interurbain de l'Oise devant la gare d'Orry.

## Toponymie
Le nom de Coye est unique en France. On note successivement les appellations suivantes : Caugia (799), Coie (1138), Couaye (1548), Coye (1667), Coye-la-Forêt (1929).
Caugia est vraisemblablement une graphie de caudia. Ce nom peut s'expliquer soit par l'ancien français coë dérivé du latin cauda « queue » (la forêt de Coye se rattache à la Forêt de Chantilly par une zone boisée qui se resserre entre Coye et Orry-la-Ville), soit par un nom d'homme latin Caudius employé comme adjectif au féminin, villa étant sous-entendu.
La dénomination de La Forêt provient de la proximité avec la Forêt de Chantilly.

## Histoire
Il y a 45 millions d'années, le site actuel de Coye-la-Forêt était baigné par la mer Thanétienne, dont il reste le poudingue de Coye, mélange de sable et de galets de silex solidifiés par l'eau.
D'après les trouvailles archéologiques, il est probable que la région a été occupée par l'homme dès le néolithique, mais la première trace écrite que l'on retrouve concernant Coye ne remonte qu'à 797 : il s'agit de la donation de propriétés appartenant au comte Theudaldix, vassal de Charlemagne, à l'abbaye de Saint-Denis.
Il faut attendre 1138 pour trouver un second document, relatif à l'attribution de revenus de l'église de Coye, au prieuré de Saint-Nicolas d'Acy.
Du VIIIe au XIIe siècle, Coye est une dépendance du château royal de Lamorlaye, puis des Bouteiller de Senlis. La seigneurie est très modeste ; le sol pauvre comporte autant de landes, de bruyères et de fougères que d'arbres maigrichons trop souvent coupés et peu de terres cultivables.
Sous Louis XIV, Coye a pour seigneur Toussaint Rose (1611-1701), un homme situé au cœur de la monarchie puisqu'il occupait la fonction de « Secrétaire de la main » du roi.
Il fut d'abord secrétaire du cardinal de Mazarin avant de devenir  "secrétaire du cabinet" du roi. Celui-ci avait pour fonction d’imiter parfaitement l’écriture royale, signant même “ Louis ”, s’il le fallait. Ainsi, le marquis de Coye exerça cette fonction de "main" du Roi Soleil, quarante ans durant, de mars 1661 à sa mort, en 1701, ce qui interdit d’identifier, avec une totale sûreté, l’auteur véritable des manuscrits attribués à Louis XIV.
« Avoir la plume, écrit Saint-Simon dans ses Mémoires, c’est imiter si exactement l’écriture du roi qu’elle ne se puisse distinguer de celle que la plume contrefait, et écrire en cette sorte toutes les lettres que le roi doit ou veut écrire de sa main, et toutefois n’en veut pas prendre la peine […]. Il n’est pas possible de faire parler un grand roi avec plus de dignité que faisait Rose, ni plus convenablement à chacun, ni sur chaque matière, que les lettres qu’il écrivait ainsi, et que le roi signait toutes de sa main. »

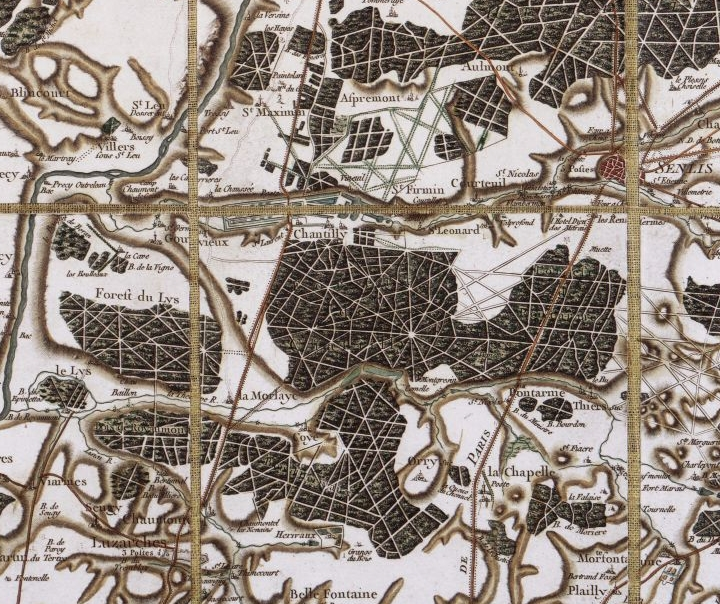
La forêt de Chantilly vers 1780, carte de Cassini.

De son côté, l'abbé de Choisy écrit dans ses Mémoires que Rose, "avait de l'esprit, de la capacité, écrivait facilement, et plaisoit à son maître. Il m'a conté qu'il n'avoit jamais signé pour le Roi qu'une fois en sa vie".
Après la mort de Toussaint Rose, Henri-Jules de Bourbon, seigneur de Chantilly, acquiert la seigneurie de Coye en 1701. Pour occuper la population coyenne, particulièrement pauvre, et éviter qu'elle ne passe son temps à braconner dans ses forêts, il fait installer des entreprises industrielles dans le château : impression d'étoffe, puis fabrique de cartes et filature de coton qui comptera jusqu'à 200 ouvriers au début du XIXe siècle.
Le XIXe siècle sera le siècle d'or des industries coyennes : après la filature de coton, une usine d'impression sur étoffe emploie jusqu'à 300 ouvriers. La création des margotins (petits fagots de bois) occupe à partir de 1850 une centaine d'ouvriers, de même que la fabrication des liens et cordes en tilles. Une usine de fabrication d'objets en acier poli cesse son activité en 1914, mettant fin à l'activité industrielle de Coye.

## Politique et administration

### Rattachements administratifs et électoraux
Rattachements administratifs
Coye-la-Forêt est intégrée depuis 1790 dans le département de l'Oise, au sein de l'arrondissement de Senlis.
Elle faisait partie depuis  1802 du canton de Creil, supprimé par décret du 13 juillet 1973 et Coye est alors rattachée au canton de Chantilly,. Dans le cadre du redécoupage cantonal de 2014 en France, cette circonscription administrative territoriale a disparu, et le canton n'est plus qu'une circonscription électorale.
Rattachements électoraux
Pour les élections départementales, la commune fait partie depuis 2014 d'un nouveau canton de Chantilly.
Pour l'élection des députés, elle fait partie de la quatrième circonscription de l'Oise.

### Intercommunalité

Logo de la CCAC.

La commune fait partie depuis 2014 de la communauté de communes de l'Aire Cantilienne, un établissement public de coopération intercommunale (EPCI) à fiscalité propre créé en 1994 et auquel la commune a transféré un certain nombre de ses compétences, dans les conditions déterminées par le code général des collectivités territoriales..

### Tendances politiques et résultats
Élections présidentielles
Résultats des deuxièmes tours :
- Élection présidentielle de 2007[30] : 62,90 % pour Nicolas Sarkozy (UMP), 37,10 % pour Ségolène Royal (PS). Le taux de participation était de 84,21 %.
- Élection présidentielle de 2012[31] : 59,19 % pour Nicolas Sarkozy (UMP), 40,81 % pour François Hollande (PS). Le taux de participation était de 82,70 %.
- Élection présidentielle de 2017[32] : 76,21 % pour Emmanuel Macron (REM), 23,79 % pour Marine Le Pen (FN). Le taux de participation était de 74,61 %.
- Élection présidentielle de 2022[33] : 70,43 % pour Emmanuel Macron (LREM), 29,57 % pour Marine Le Pen (RN). Le taux de participation était de 77,54 %.

Élections législatives
Résultats des deuxièmes tours ou du premier tour si dépassement de 50 % :
- Élections législatives de 2007[34] : 57,64 % pour Éric Woerth (UMP), 21,64 % pour Martine Charles (PS). Le taux de participation était de 60,01 %.
- Élections législatives de 2012[35] : 60,28 % pour Éric Woerth (UMP), 39,72 % pour Patrick Canon (EÉLV). Le taux de participation était de 55,00 %.
- Élections législatives de 2017[36] : 50,17 % pour Éric Woerth (LR), 49,83 % pour Stéphanie Lozano (LREM). Le taux de participation était de 50,77 %.
- Élections législatives de 2022[37] : 69,44 % pour Éric Woerth (Ensemble), 30,56 % pour Audrey Havez (RN). Le taux de participation était de 49,52 %.

Élections européennes
Résultats des deux meilleurs scores :
- Élections européennes de 2009[38] : 34,17 % pour Dominique Riquet (PR-UMP), 19,08 % pour Hélène Flautre (EÉLV). Le taux de participation était de 46,19 %.
- Élections européennes de 2014[39] : 27,08 % pour Jérôme Lavrilleux (UMP), 21,16 % pour Marine Le Pen (FN). Le taux de participation était de 51,22 %.
- Élections européennes de 2019[40] : 29,61 % pour Nathalie Loiseau (LREM), 19,02 % pour Yannick Jadot (EÉLV). Le taux de participation était de 58,17 %.

Référendums
- Référendum sur le traité de Maastricht de 1992[41] : 59,85 % pour le Oui, 40,15 % pour le Non. Le taux de participation était de 77,70 %.
- Référendum sur la constitution européenne de 2005[42] : 62,51 % pour le Oui, 37,49 % pour le Non. Le taux de participation était de 73,03 %.

Élections régionales
Résultats des deux meilleurs scores :
- Élections régionales de 2010[43] : 47,70 % pour Caroline Cayeux (UMP), 40,27 % pour Claude Gewerc (PS). Le taux de participation était de 50,14 %.
- Élections régionales de 2015[44] : 75,21 % pour Xavier Bertrand (UMP), 24,79 % pour Marine Le Pen (FN). Le taux de participation était de 64,33 %.
- Élections régionales de 2021[45] : 60,30 % pour Xavier Bertrand (Union de la droite), 27,38 % pour Karima Delli (Union de la gauche). Le taux de participation était de 38,29 %.

Élections départementales et cantonales
Résultats des deux meilleurs scores :
- Élections cantonales de 2011[46] : 73,07 % pour Patrice Marchand (UMP), 26,93 % pour Elisabeth Boussard (FN). Le taux de participation était de 41,64 %.
- Élections départementales de 2015[47] : 76,14 % pour Nicole Ladurelle et Patrice Marchand (UMP), 23,86 % pour Anne-Marie Assier et Charles Hourcade (FN). Le taux de participation était de 47,31 %.
- Élections départementales de 2021[48] : 76,14 % pour Patrice Marchand et Isabelle Wojtowiez (LR), 20,45 % pour Philippe-Maurice Leroy et Martine Million (RN). Le taux de participation était de 33,06 %.

Élections municipales
- Lors du premier tour des Élections municipales de 2008, la liste  (DVD) conduite par le maire sortant Philippe Vernier obtient la majorité absolue des suffrages exprimés, avec 952 voix (54,93 %, 22 conseillers municipaux élus), devançant très largement celles menées respectivement par[49] :
- Dominique Ternaux DVG (576 voix, 33,24 %, 4 conseillers municipaux élus) ;
- Guy Decamps (205 voix, 11,83 %, 1 conseiller municipal élu).
Lors de ce scrutin, 37,66 des électeurs se sont abstenus.
- Au premier tour des élections municipales de 2014 dans l'Oise, la liste SE/DVD menée par François Deshayes — soutenu par le maire sortant qui ne se représentait pas[50] —  obtient la majorité absolue des suffrages exprimés, avec 957 voix (52,78 %, 21 conseillers municipaux élus dont 4 communautaires), devançant très largement celles menées respectivement par[51] :
- Guy Decamps 	(DVD, 435 voix, 23,99 %, 3 conseillers municipaux élus) ;
- Alain Mariage (DVG, 421 voix, 23,22 %,	3 conseillers municipaux élus) ;
Lors de ce scrutin, 37,03 % des électeurs se sont abstenus.

- Au premier tour des élections municipales de 2020 dans l'Oise, la liste DVD (LR) menée par le maire sortant François Deshayes obtient la majorité absolue des suffrages exprimés, avec 1 018 voix (70,74 %, 23 conseillers municipaux élus dont 4 communautaires), devançant très largement celles menées respectivement par[52] : 
- Alain Mariage (DVG, 213 voix, 14,80 %, 2 conseillers municipaux élus) ;
- Patrick Lameyre (LREM, 208 voix, 14,45 %, 2 conseillers municipaux élus).
Lors de ce scrutin marqué par la pandémie de Covid-19 en France, 51,26 % des électeurs se sont abstenus.

### Liste des maires
| Période                                  | Période                    | Identité                             | Étiquette | Qualité                                                                                   |
| ---------------------------------------- | -------------------------- | ------------------------------------ | --------- | ----------------------------------------------------------------------------------------- |
| Les données manquantes sont à compléter. |                            |                                      |           |                                                                                           |
| 1789                                     | 1792                       | Guillaume Mandrou de Villeneuve      |           |                                                                                           |
| 1792                                     | 1800                       | Nicolas Graux                        |           |                                                                                           |
| 1800                                     | 1804                       | Louis-Joseph Convenance              |           |                                                                                           |
| 1804                                     | 1805                       | Pierre Puissant                      |           |                                                                                           |
| 1805                                     | 1806                       | Quentin Devaux                       |           |                                                                                           |
| 1806                                     | 1809                       | Nicolas-Joseph Mazille               |           |                                                                                           |
| 1809                                     | 1812                       | Louis Tansard                        |           |                                                                                           |
| 1812                                     | 1812                       | Antoine-Laurent Lecerf               |           |                                                                                           |
| 1812                                     | 1814                       | Alexandre Sagniel                    |           |                                                                                           |
| 1814                                     | 1817                       | Louis-Alexandre Benard               |           |                                                                                           |
| 1817                                     | 1826                       | Laurent Lecerf                       |           |                                                                                           |
| 1826                                     | 1830                       | Nicolas Mazille                      |           |                                                                                           |
| 1830                                     | 1834                       | Denis Lefevre                        |           |                                                                                           |
| 1834                                     | 1851                       | Alexandre Andryane                   |           |                                                                                           |
| 1851                                     | 1877                       | Auguste Leclere                      |           |                                                                                           |
| 1877                                     | 1885                       | Auguste Graux                        |           |                                                                                           |
| 1885                                     | 1888                       | Henri Renard                         |           |                                                                                           |
| 1888                                     | 1892                       | Lucien Casse                         |           |                                                                                           |
| 1892                                     | 1896                       | Georges-Gaston Lescuyer de Savignies |           |                                                                                           |
| 1896                                     | 1901                       | Auguste Caillotin                    |           |                                                                                           |
| 1901                                     | 1912                       | Arthur Vaast                         |           |                                                                                           |
| 1912                                     | 1916                       | Jacques Mirabeau                     |           | Banquier Mort en fonction de ses blessures à Weingarten (Wurtemberg). Mort pour la France |
| 1916                                     | 1919                       | Auguste Caillotin                    |           |                                                                                           |
| 1919                                     | 1924                       | Arthur Vaast                         |           |                                                                                           |
| 1924                                     | 1926                       | Louis Pautet                         |           |                                                                                           |
| 1926                                     | 1929                       | Alexandre Henaut                     |           |                                                                                           |
| 1929                                     | 1937                       | Paul Deschamps                       |           |                                                                                           |
| 1937                                     | 1947                       | Léon Gogibus                         |           |                                                                                           |
| 1947                                     | 1954                       | Marcel Lepinette                     |           |                                                                                           |
| 1954                                     | 1965                       | André Latrasse                       |           |                                                                                           |
| 1965                                     | 1978                       | Gérard Robert                        |           |                                                                                           |
| 1978                                     | 1982                       | Henri Mace                           |           |                                                                                           |
| 1982                                     | 1989                       | Jean-François Gaillouchet            |           |                                                                                           |
| mars 1989                                | juin 1995                  | Gilbert Balayn                       | DVD       |                                                                                           |
| juin 1995                                | mars 2001                  | Guy Lafarge                          | DVD       |                                                                                           |
| mars 2001                                | mars 2014                  | Philippe Vernier                     | DVD       |                                                                                           |
| mars 2014                                | En cours (au 25 mars 2022) | François Deshayes                    | DVD       | Commerçant Président de la CC de l'Aire Cantilienne Réélu pour le mandat 2020-2026.       |

## Équipements et services publics

### Enseignement
La commune relève de l'Académie d'Amiens. Les écoles sont gérées par l’inspection générale de la Direction des services départementaux de l'éducation nationale de Beauvais. La circonscription fait partie du bassin d'éducation et de formation de Clermont-de-l'Oise (Oise centrale).
Deux groupes scolaires sont implantés à Coye-la-Forêt, l'école du Centre et l'école des Bruyères

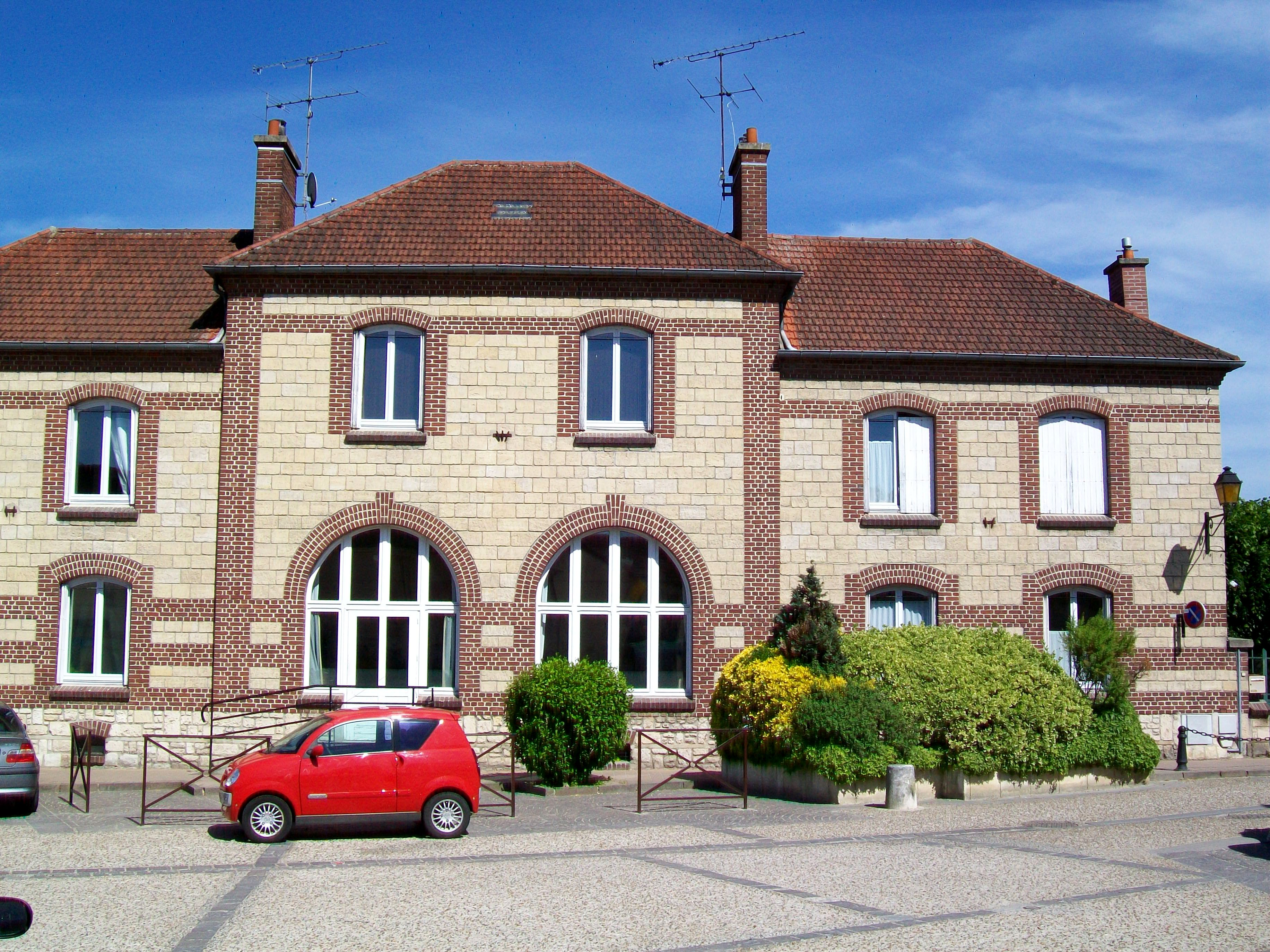
École du Centre.
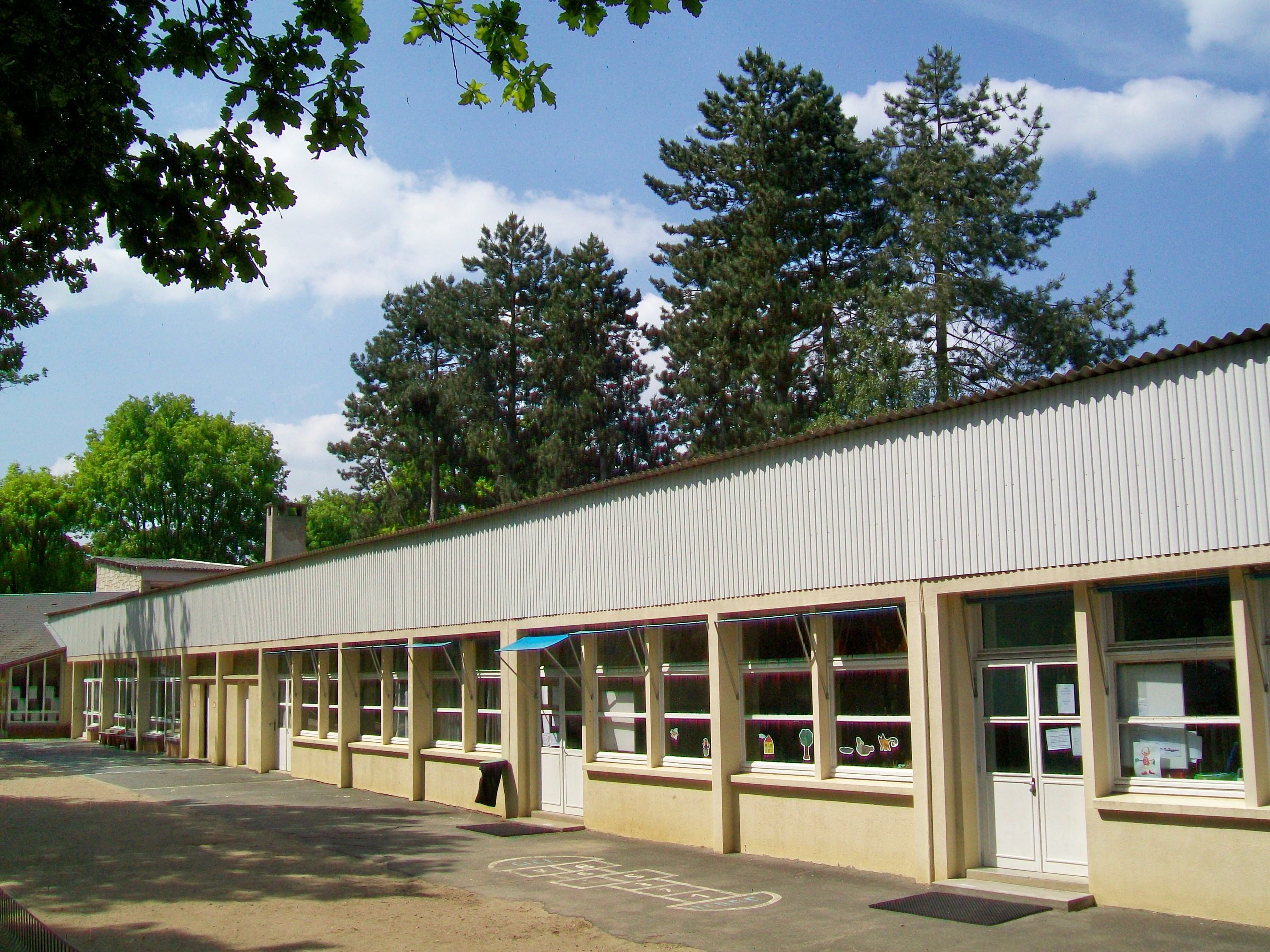
École élémentaire des Bruyères.
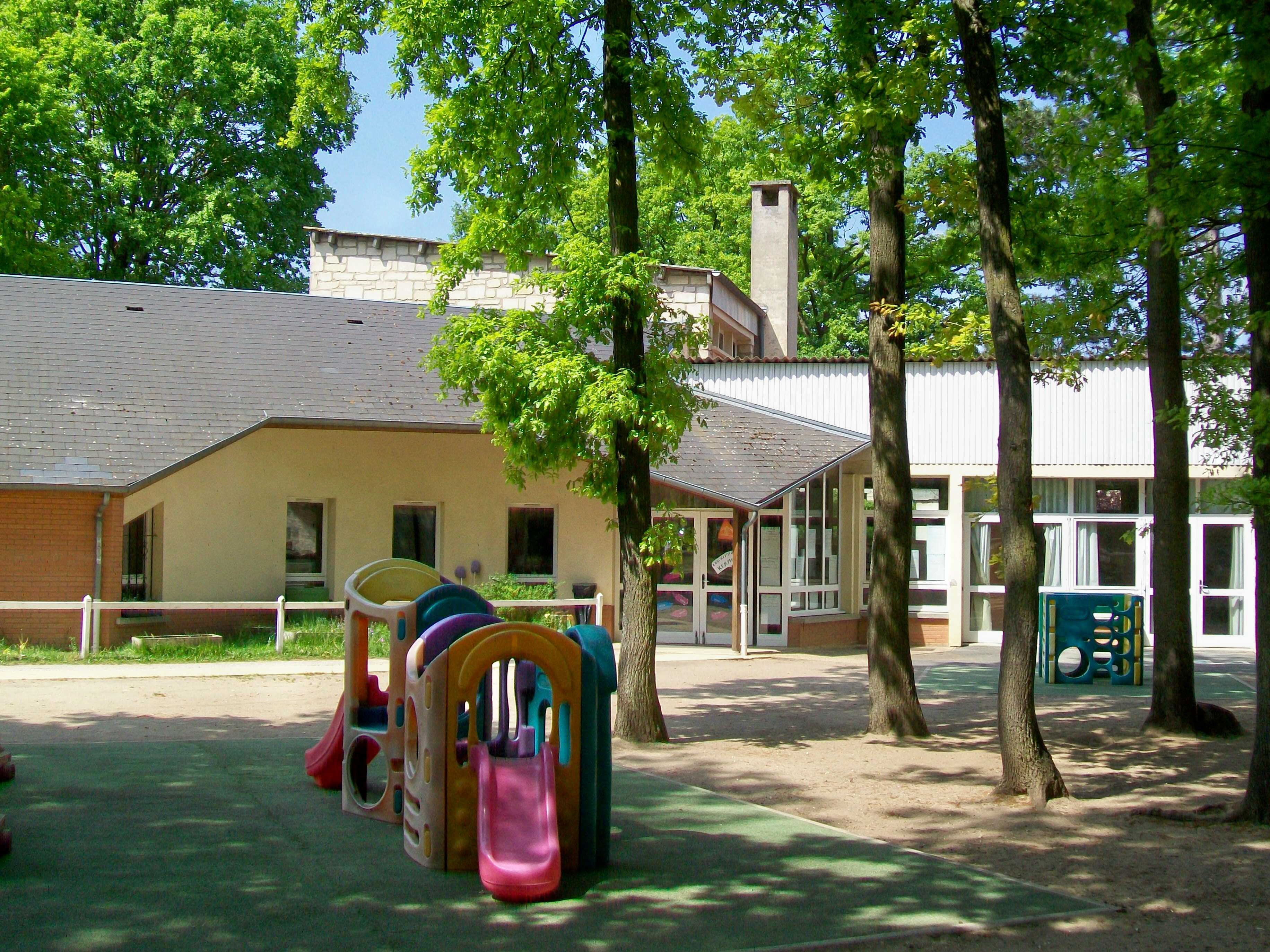
École maternelle des Bruyères.
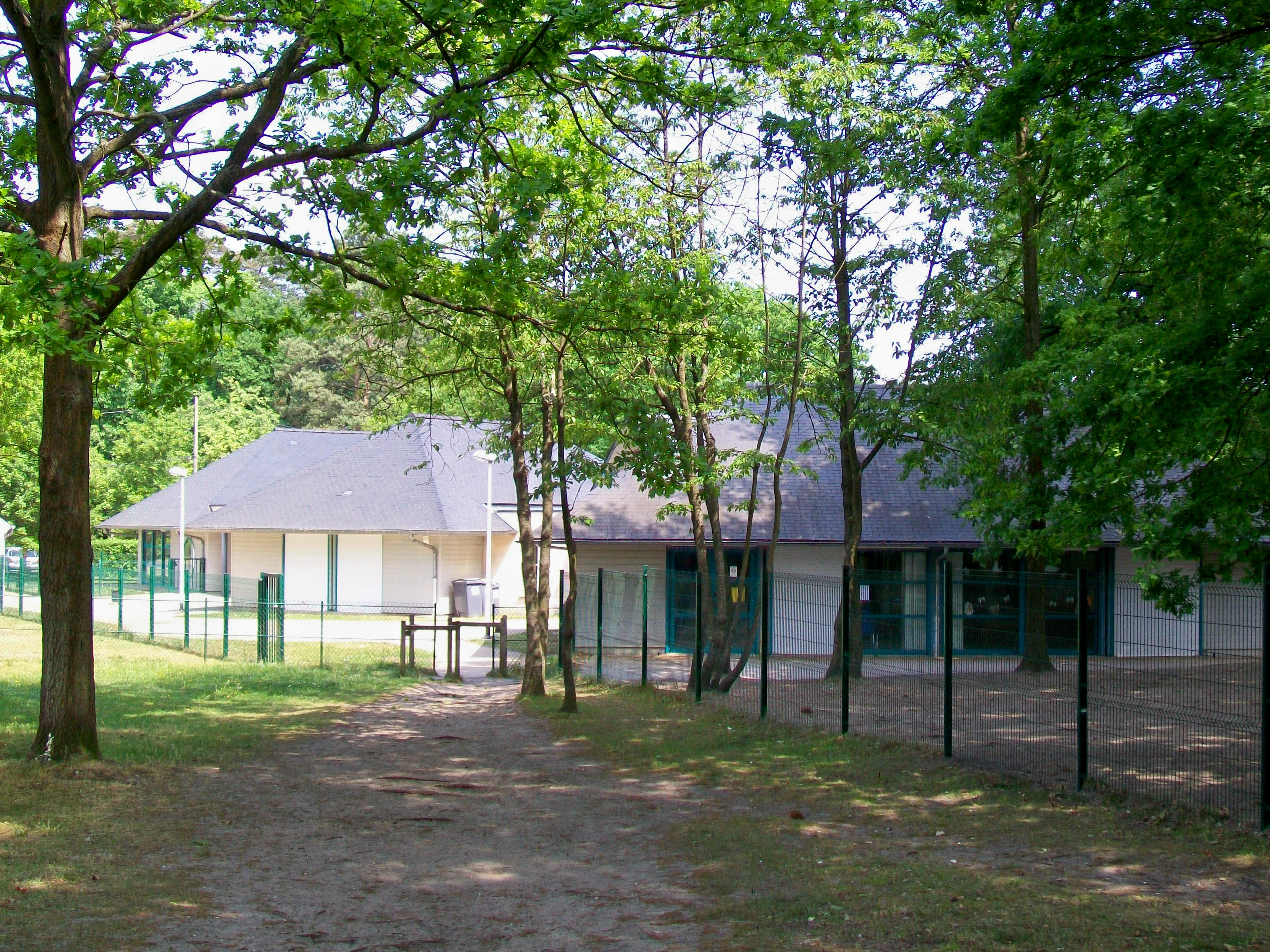
Le restaurant scolaire

Les établissements d'enseignement secondaire sont situés à Lamorlaye (collège Françoise Dolto), à Chantilly (lycée Jean Rostand), à Mortefontaine (Institut privé Saint-Dominique) et à Senlis (Lycée privé Saint-Vincent).
Les établissements universitaires sont situés à Paris, Compiègne (école d'ingénieurs), et Amiens.

### Santé
La ville regroupe plusieurs professionnels de santé et une pharmacie. Elle dispose également d'une maison médicale.
Coye-la-Forêt dépend du Groupe Hospitalier Public Sud Oise (GHPSO) situé à Creil.

### Équipements culturels

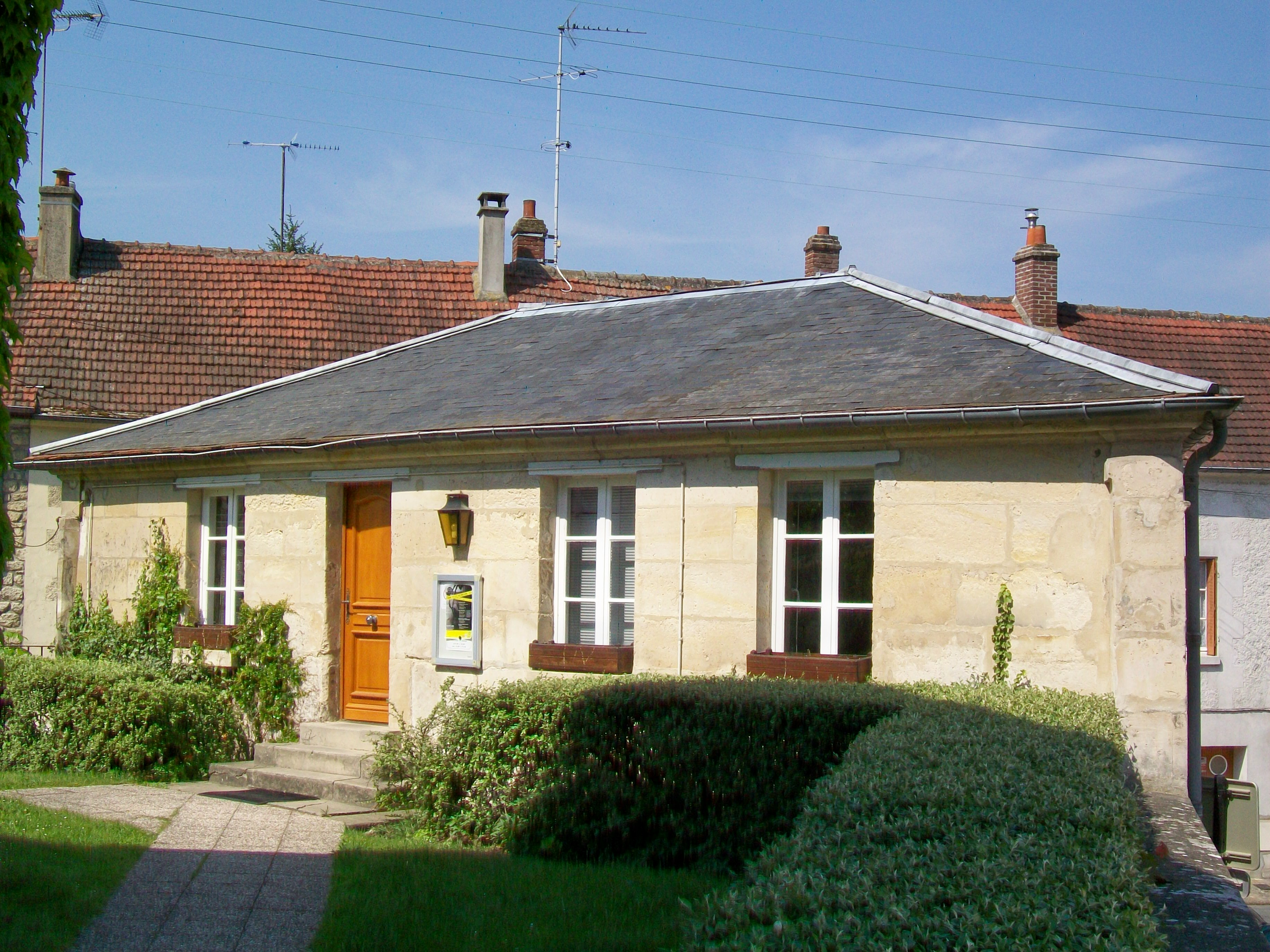
Bibliothèque municipale

- Le Centre Culturel[63], lieu de rencontre et de convivialité, est composé de salles destinées à diverses activités : salle de spectacle pour théâtre, musique et danse, salles pour expositions, manifestations associatives et événements familiaux, salles destinées à la musique.
- La Bibliothèque[64] offre des conférences, des parcours artistiques, et des lectures de contes pour les enfants.

### Équipements sportifs
La vie sportive est très développée, et les installations dont disposent la commune sont conséquentes : 
- Le complexe sportif[65] propose une salle de judo-danse et un tennis couvert.
- La halle aux sports est un gymnase destiné aux activités sportives scolaires et associatives : badminton, basketball, escalade, gymnastique.
- Le terrain extérieur des Bruyères, destiné notamment au football dispose d'une pelouse naturelle.
- Le Centre Aquatique Aqualis de l'Aire Cantilienne est situé à Gouvieux.

### Justice, sécurité, secours et défense
La ville dispose d'une police municipale et d'un système de vidéosurveillance. Elle dépend du groupement de Gendarmerie nationale d'Orry-la-Ville et du centre de secours du SDIS de l'Oise de Lamorlaye (Groupement Sud Oise).
L’organisation juridictionnelle rattache les justiciables de Coye au Tribunal judiciaire de Senlis et au tribunal administratif d'Amiens, tous rattachés à la Cour d'appel d'Amiens. Le tribunal de commerce rattaché est celui de Compiègne.

## Population et société

### Démographie
Les habitants sont appelés les Coyens.

#### Évolution démographique
L'évolution du nombre d'habitants est connue à travers les recensements de la population effectués dans la commune depuis 1793. Pour les communes de moins de 10 000 habitants, une enquête de recensement portant sur toute la population est réalisée tous les cinq ans, les populations de référence des années intermédiaires étant quant à elles estimées par interpolation ou extrapolation. Pour la commune, le premier recensement exhaustif entrant dans le cadre du nouveau dispositif a été réalisé en 2004.

En 2022, la commune comptait 3 868 habitants, en évolution de −0,41 % par rapport à 2016 (Oise : +0,87 %, France hors Mayotte : +2,11 %).
| 1793 | 1800 | 1806 | 1821 | 1831 | 1836 | 1841 | 1846 | 1851 |
| ---- | ---- | ---- | ---- | ---- | ---- | ---- | ---- | ---- |
| 675  | 570  | 687  | 756  | 872  | 852  | 860  | 918  | 929  |

| 1856 | 1861  | 1866  | 1872  | 1876  | 1881  | 1886  | 1891  | 1896  |
| ---- | ----- | ----- | ----- | ----- | ----- | ----- | ----- | ----- |
| 948  | 1 042 | 1 032 | 1 122 | 1 183 | 1 218 | 1 298 | 1 271 | 1 199 |

| 1901  | 1906  | 1911  | 1921  | 1926  | 1931  | 1936  | 1946  | 1954  |
| ----- | ----- | ----- | ----- | ----- | ----- | ----- | ----- | ----- |
| 1 340 | 1 463 | 1 580 | 1 512 | 1 581 | 1 671 | 1 641 | 1 663 | 1 813 |

| 1962  | 1968  | 1975  | 1982  | 1990  | 1999  | 2004  | 2006  | 2009  |
| ----- | ----- | ----- | ----- | ----- | ----- | ----- | ----- | ----- |
| 2 075 | 2 509 | 3 048 | 3 094 | 3 199 | 3 516 | 3 840 | 3 760 | 3 752 |

| 2014  | 2019  | 2022  | - | - | - | - | - | - |
| ----- | ----- | ----- | - | - | - | - | - | - |
| 3 861 | 3 976 | 3 868 | - | - | - | - | - | - |

#### Pyramide des âges
La population de la commune est relativement jeune.
En 2018, le taux de personnes d'un âge inférieur à 30 ans s'élève à 32,7 %, soit en dessous de la moyenne départementale (37,3 %). À l'inverse, le taux de personnes d'âge supérieur à 60 ans est de 23,4 % la même année, alors qu'il est de 22,8 % au niveau départemental.
En 2018, la commune comptait 1 896 hommes pour 2 058 femmes, soit un taux de 52,05 % de femmes, légèrement supérieur au taux départemental (51,11 %).
Les pyramides des âges de la commune et du département s'établissent comme suit.
| Hommes | Classe d’âge | Femmes |
| ------ | ------------ | ------ |
| 0,5    | 90 ou +      | 1,3    |
| 6,5    | 75-89 ans    | 8,2    |
| 15,6   | 60-74 ans    | 14,7   |
| 24,8   | 45-59 ans    | 21,7   |
| 20,2   | 30-44 ans    | 21,2   |
| 15,1   | 15-29 ans    | 16,0   |
| 17,2   | 0-14 ans     | 16,9   |

| Hommes | Classe d’âge | Femmes |
| ------ | ------------ | ------ |
| 0,5    | 90 ou +      | 1,4    |
| 5,5    | 75-89 ans    | 7,6    |
| 15,6   | 60-74 ans    | 16,3   |
| 20,8   | 45-59 ans    | 20     |
| 19,4   | 30-44 ans    | 19,4   |
| 17,6   | 15-29 ans    | 16,2   |
| 20,6   | 0-14 ans     | 19,1   |

### Manifestations culturelles et festivités
- Festival théâtral de Coye-la-Forêt : festival français annuel de théâtre qui se déroule tous les ans à Coye-la-Forêt au mois de mai[72]. C'est l'un des plus anciens du Nord de la France.

### Cultes
L'église catholique  Notre-Dame-de-la-Jeunesse de Coye-la-Forêt dépend du Diocèse de Beauvais et fait partie du Groupement paroissial Thève et Nonette, qui est lié au Doyenné du Pays de France.
Les cultes évangélique (Un Cœur pour Chantilly) et anglican (St. Peter's Church) disposent de lieux de pratique à Chantilly, les cultes protestant, juif et musulman peuvent se pratiquer à Creil et une pagode bouddhiste Wat Sisattanak Theravāda est située à Saint-Leu-la-Forêt.

## Économie

### Emploi et Commerces

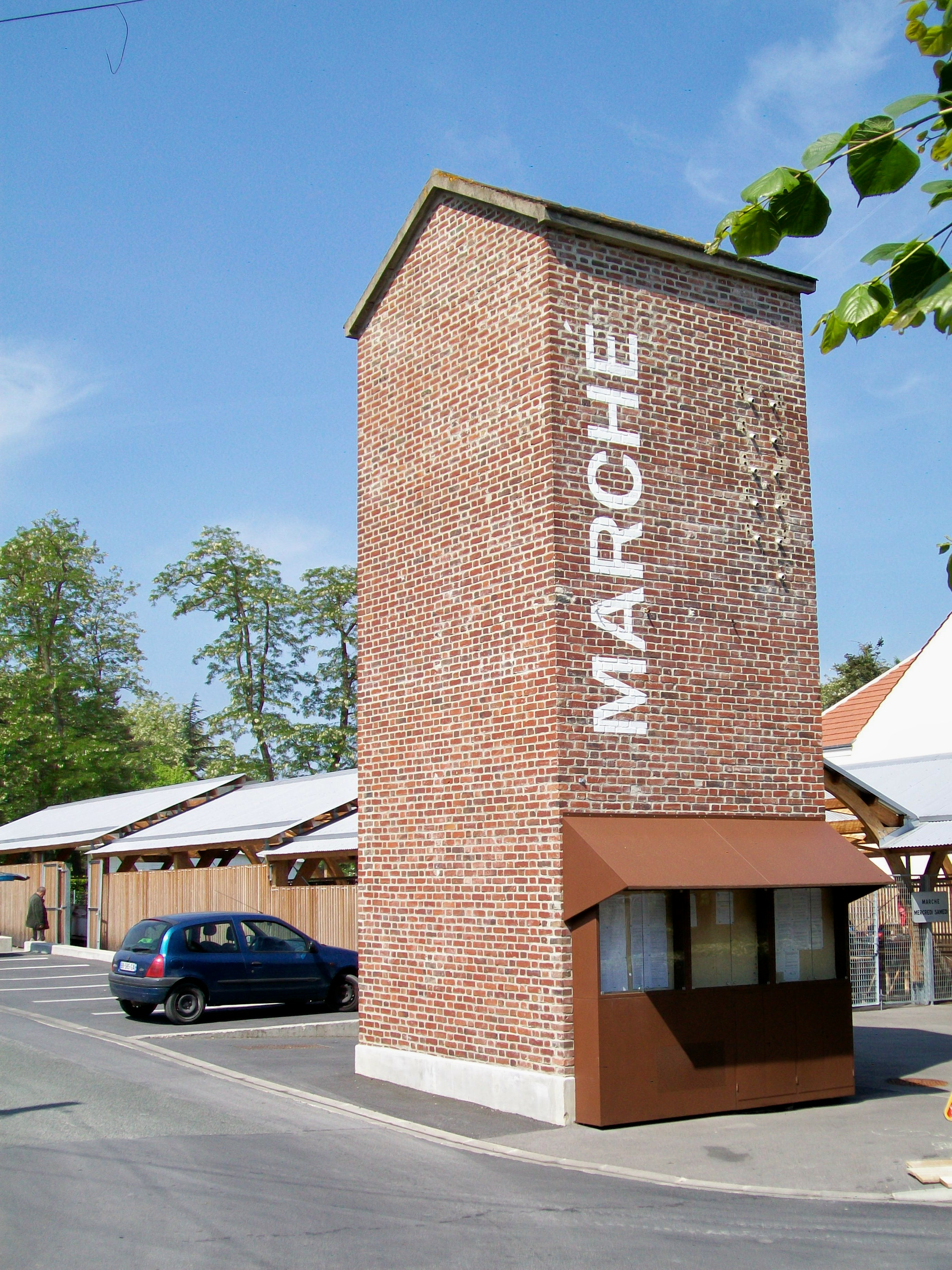
Marché couvert de Coye.

Plusieurs commerces de proximité sont situés à Coye-la-Forêt, notamment en centre-ville, redynamisé en 2019.
La commune abrite un marché couvert le mercredi et le samedi matin.
Commune essentiellement résidentielle, Coye-la-Forêt se situe toutefois à proximité de plusieurs bassins d'emplois, notamment à Chantilly, Plailly (Parc Astérix) et Saint-Maximin-Creil (centre commercial). La plateforme aéroportuaire de l'aéroport de Roissy-Charles-de-Gaulle est localisée à 23 kilomètres de Coye (mais n'est pas accessible en transports en commun) et, par le train et l'autoroute, le bassin de l'aire urbaine de Paris est aisément accessible.

### Revenus de la population et fiscalité
En 2010, le revenu fiscal médian par ménage était de 44 251 €, ce qui plaçait Coye-la-Forêt au 1 003e rang parmi les 31 525 communes de plus de 39 ménages en métropole.

## Culture locale et patrimoine

### Lieux et monuments
Coye-la-Forêt compte deux monuments historiques :
- Le château de Coye, au nord du village, avenue du château (inscrit Monument historique  en 2002, portant sur le salon, le décor intérieur avec des boiseries, les douves, l'écurie, la ferme, le colombier, un pavillon et le parc[75]) : 
En 1655, Toussaint Rose, secrétaire du cabinet de Louis XIV et académicien, achète la seigneurie de Coye « avec maison seigneuriale, cour et colombier » et parvient à agrandir ses terres, en dépit de l'opposition du Grand Condé. 
Rose fait démolir le vieux manoir et le remplace par une nouvelle construction de dimensions relativement modestes, de cinq travées seulement, mais avec une haute toiture imposante. Les dépendances qui limitent l'avant-cour sur trois côtés, rythmés par trois pavillons, sont par contre d'un développement important. 
En 1697, quatre ans avant sa mort, il obtient l'érection de sa terre de Coye en marquisat. Les héritiers le vendent rapidement à Henri-Jules de Bourbon-Condé, et bien que sa puissante famille n'avait pas d'usage pour le château, Louis V Joseph de Bourbon-Condé fait construire un nouveau corps de logis, vers le milieu du XVIIIe siècle, dans un style néoclassique. 
En 1767, une manufacture d'impression sur étoffe est installée dans les dépendances, et le château sert de logement aux dirigeants. Deux ans avant la Révolution française, le prince de Condé vend le château à Guillaume Mandrou de Villeneuve, qui ferme la manufacture et crée une papeterie. De 1795 à 1815, quatre autres changements de propriétaire interviennent successivement, et au début du XIXe siècle, une filature de coton prend le relais. Grâce à une machine à vapeur acquise en 1815 après le rachat par Alexandre Andryane, cette activité perdure plus longtemps, jusqu'en 1840, en dépit de l'incendie de 1829 ruinant le château. L'usine devient une fabrique de chiffons gérée par la société Lomaillet, fonctionnant jusqu'en 1873, année de cessation de l'activité industrielle. 
Le château appartient aujourd'hui à la famille Lescuyer de Savignies qui descend d'Alexandre Andryane. Elle est originaire de Beauvais et son ancêtre, Georges-Gaston Lescuyer de Savignies, a été maire de Coye-la-Forêt, de 1892 à 1896. 
Le logis présente une façade en pierre blanche soigneusement appareillée, qui s'organise autour d'un corps central surmonté d'un fronto curviligne. Entouré de douves, la cour est encadrée par les écuries et les communs, remaniés tout comme le château après l'incendie de 1829. Ils accueillent aujourd'hui des logements. 
L'ensemble reste assez représentatif d'un petit domaine seigneurial de la fin de l'Ancien Régime[76]. Les communs et la façade nord du château sont visibles depuis le domaine public.

Le château de Coye
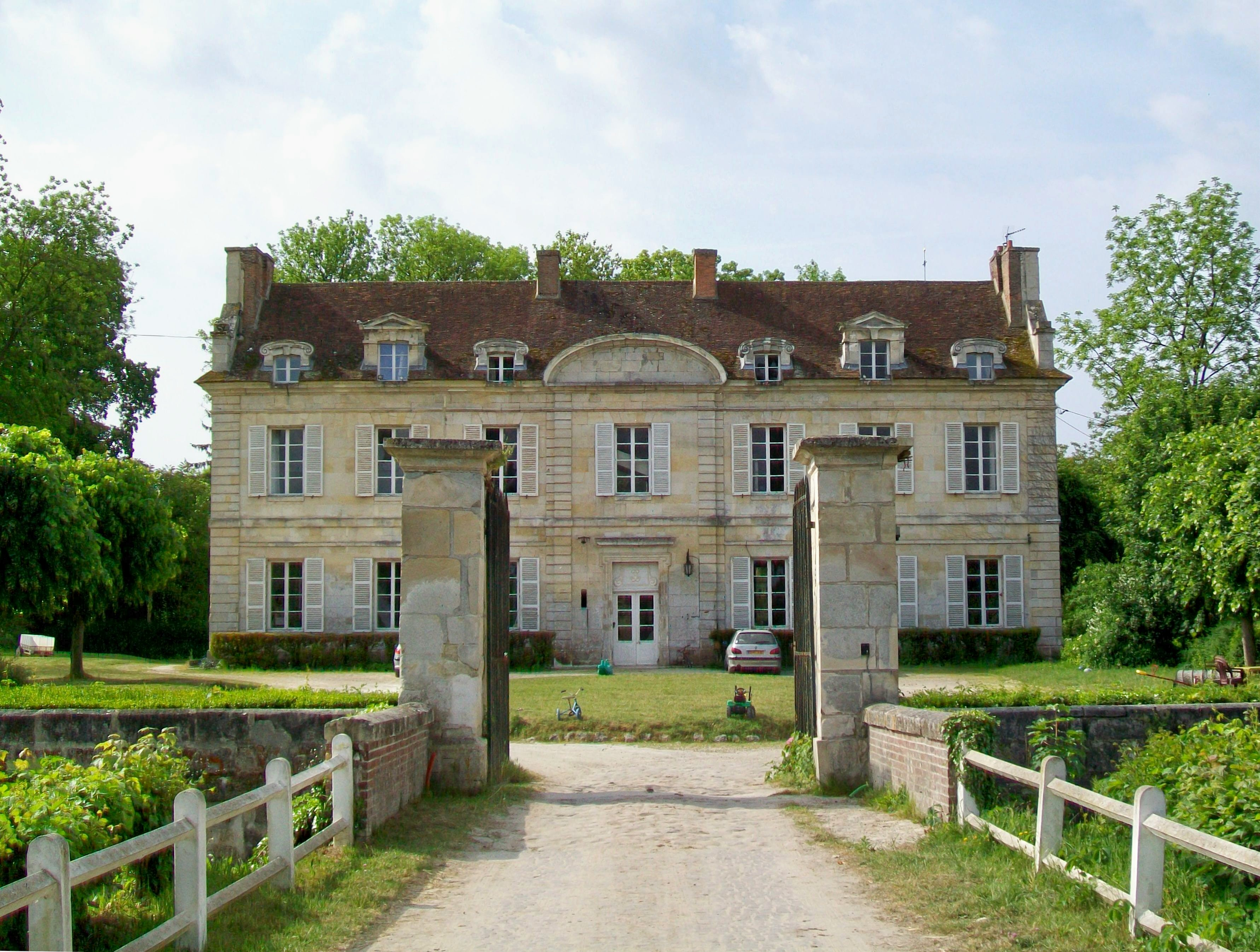
Façade principale.
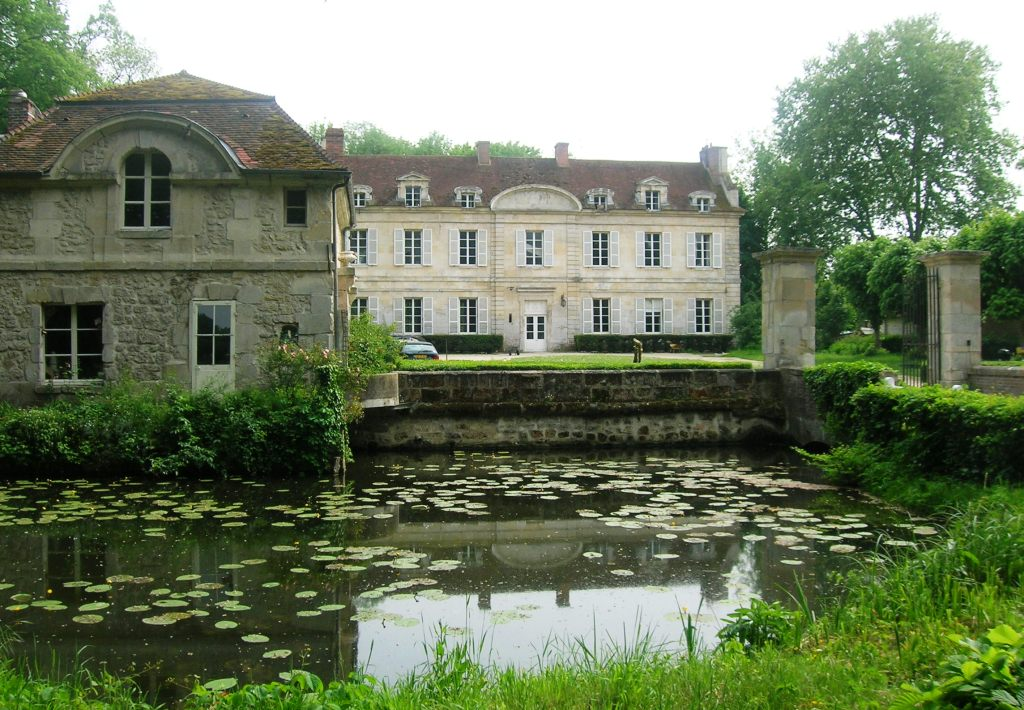
Le château et les douves.

- Le château de la Reine Blanche (classé Monument historique en 1989)[77]) : 
Au bord de l'étang de la Loge (premier des étangs de Commelles) s'élève aujourd'hui le château de la Reine Blanche, construit sur les restes d'une ancienne loge de bûcherons transformée en moulin à eau en 1765. En 1826, le moulin est supprimé ; la loge est réparée et se voit attribuer le cachet d'un château du Moyen Âge, avec portes et fenêtres ogivales, tourelles crénelées. Les trois chevaliers qui décorent la façade vers le lac ont été ajoutés en 1846 par le duc d'Aumale, dernier fils de Louis-Philippe et propriétaire du domaine de Chantilly.

Le château de la Reine Blanche
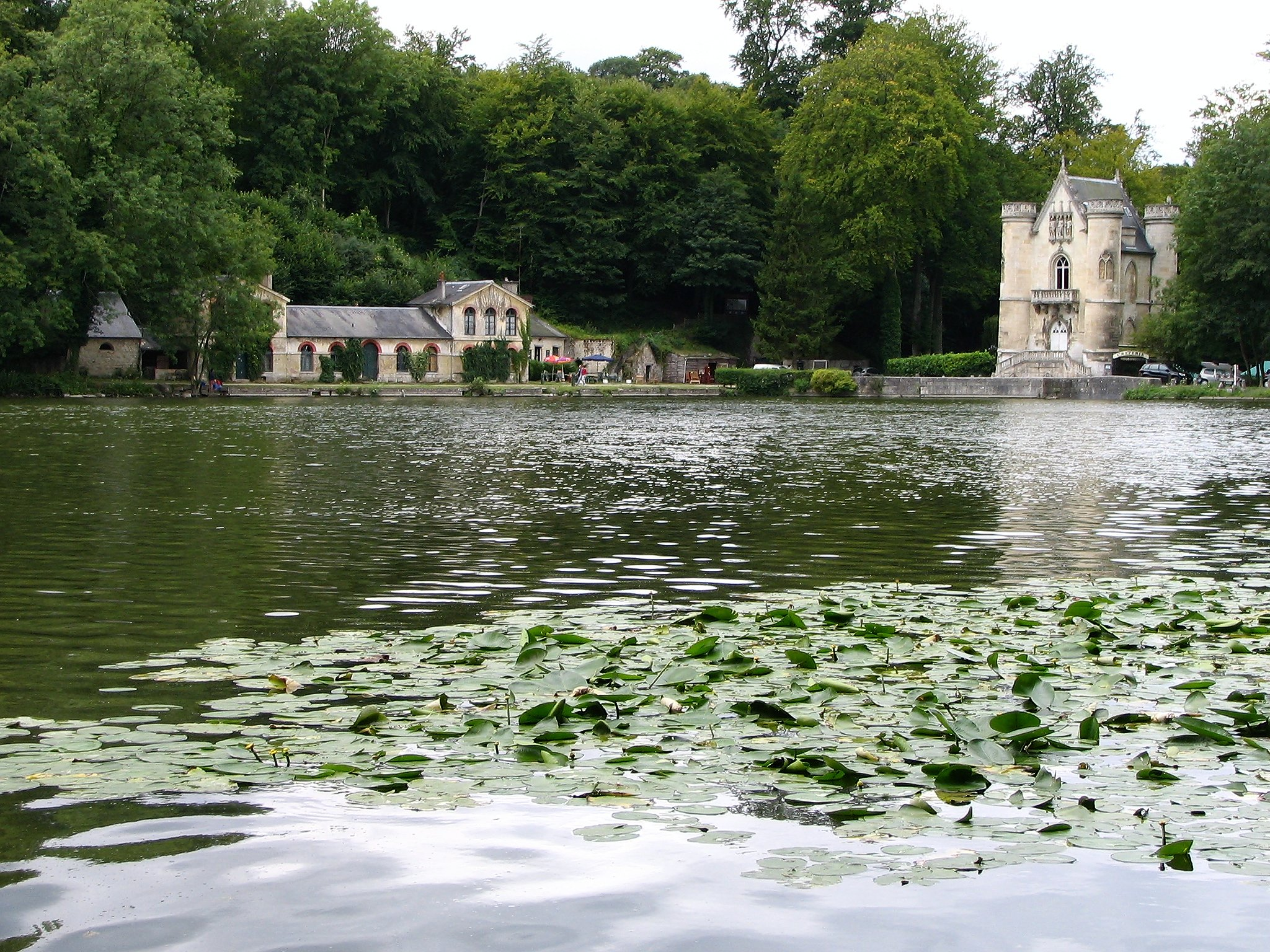
Château de la Reine Blanche, bâtiment voisin et nénuphares des Étangs de Commelles
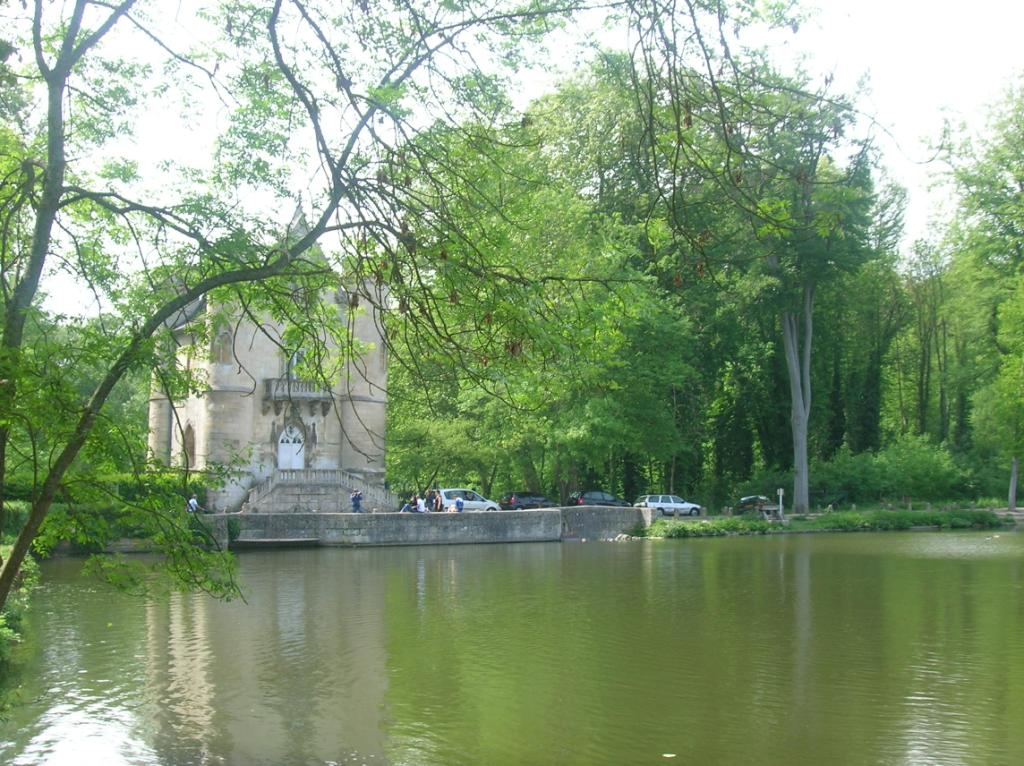
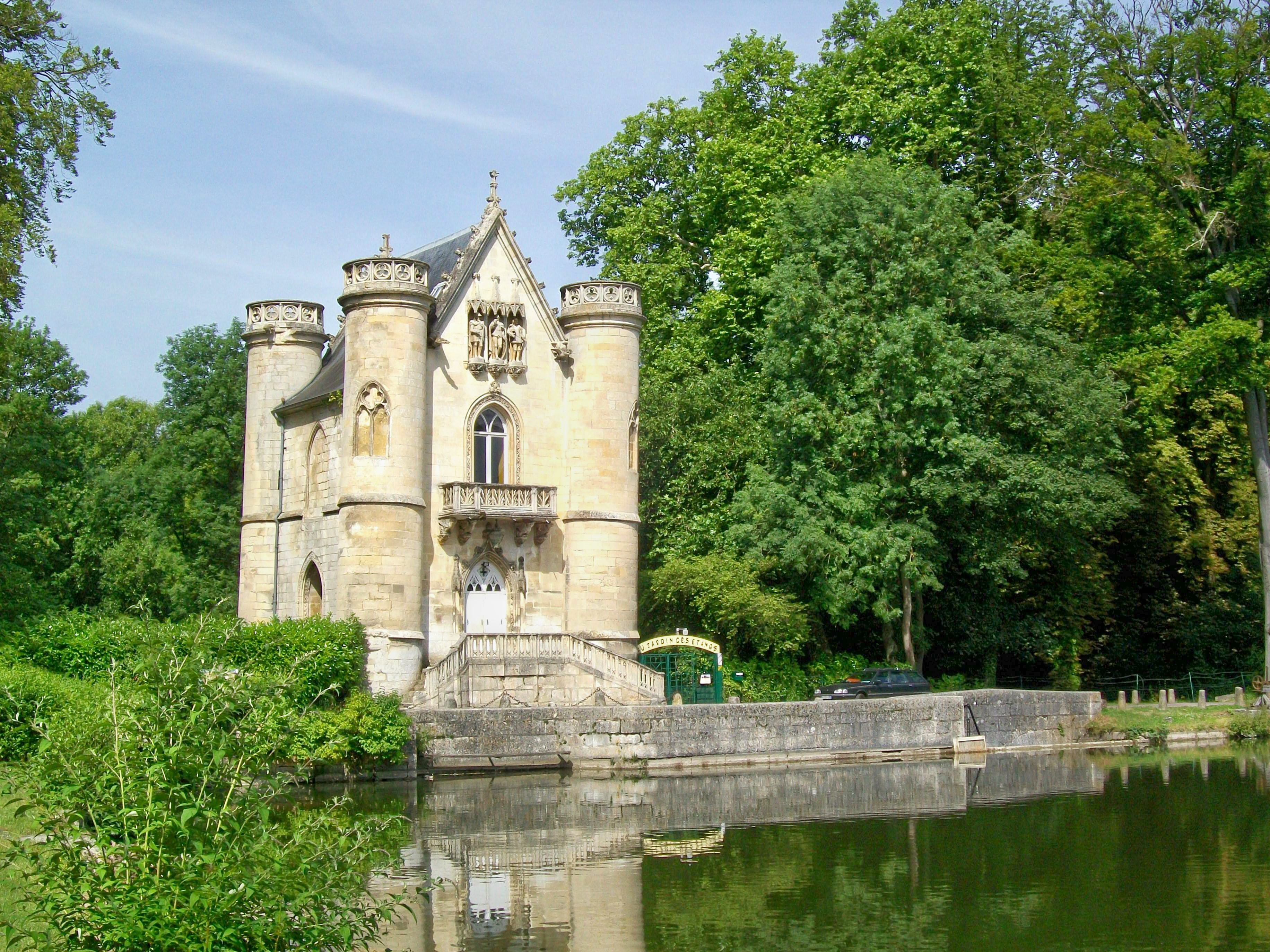
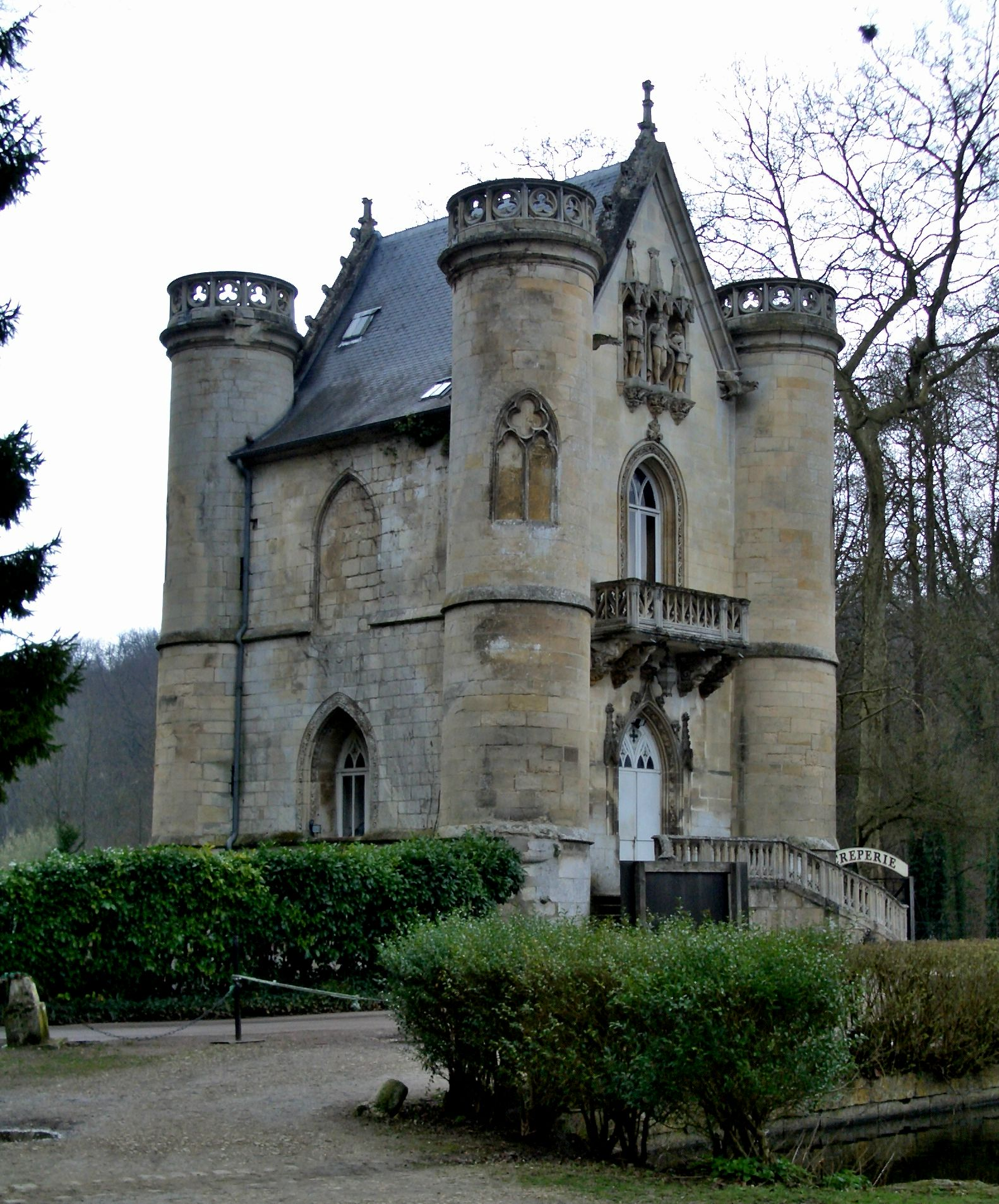
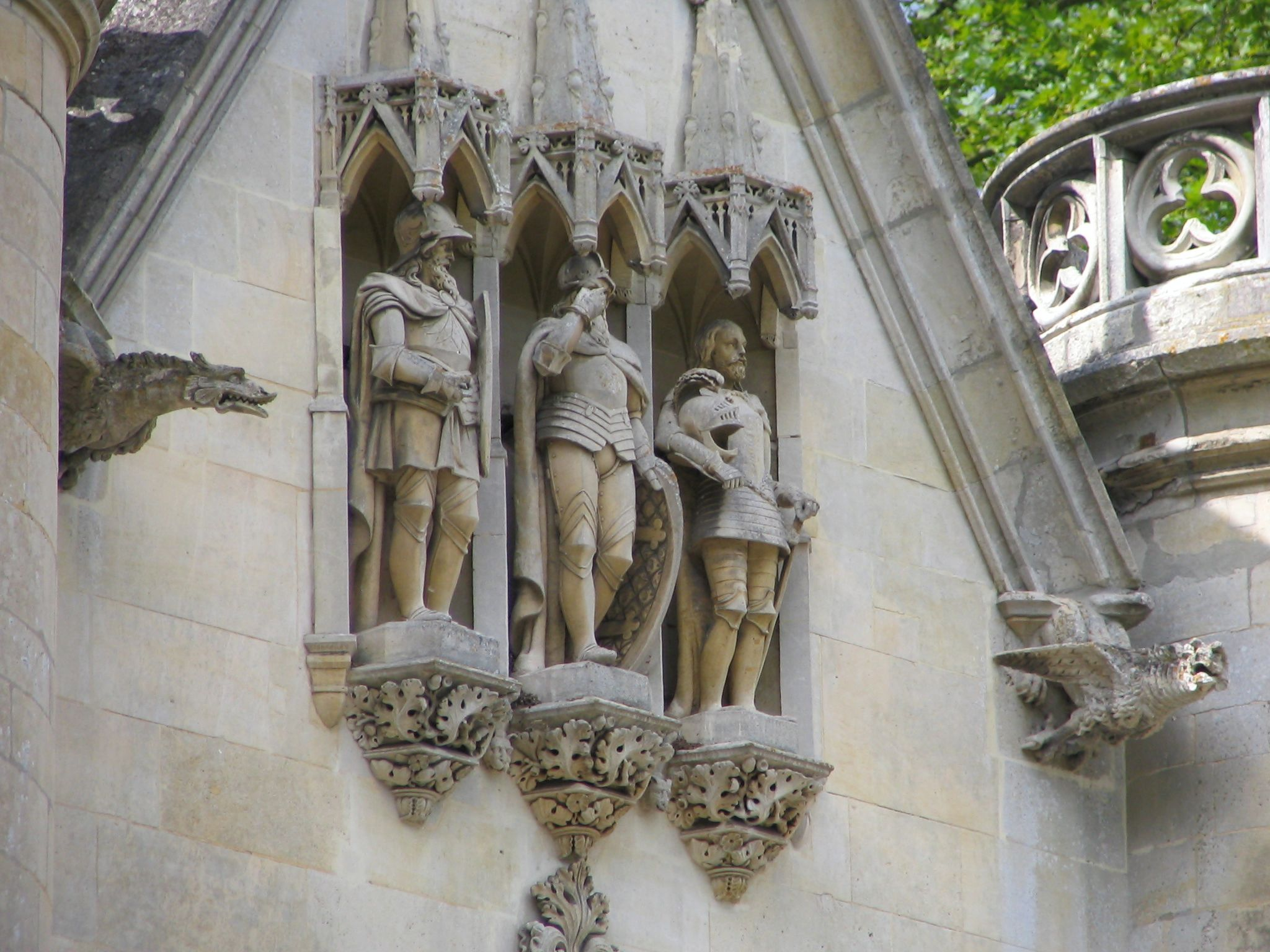
Sculptures de trois chevaliers et gargouilles sur la façade principale

On peut également signaler : 
- L'église Notre-Dame de la Jeunesse : La première chapelle de Coye remontait au XIIe siècle et était dédiée à saint Martin. Une église paroissiale est fondé en 1483 ou peu après par Jean de Suze, qui vient de devenir seigneur de Coye par son mariage avec Anne Aubin, dame de Coye. Les armes des Suze figurent toujours sur la clé de voûte de la base du clocher. Cette travée constitue le dernier vestige de l'église primitive, qui est reconstruite une première fois entre 1737 et 1753. Cependant, cette église n'est apparemment pas conçue pour durer, et au milieu du XIXe siècle, le curé Delachapelle prend l'initiative de la remplacer. 
La première pierre pour un nouvel édifice d'après les plans de l'architecte senlisien Drin est posée en 1869, et le gros œuvre est achevée en 1875. De style néogothique, son plan prétend s'inspirer de l'abbatiale de l'Royaumont. Il comporte une nef de sept travées accompagnée de deux bas-côtés, un chevet à cinq pans et un clocher réutilisant la base ancienne.
 À l'intérieur, l'élévation porte sur trois niveaux et comprend les grandes arcades, un étage de triforium avec des arcatures aveugles devant les combles des bas-côtés, et un étage de fenêtres hautes circulaires. Comme dans une église ancienne, l'on note quelques irrégularités : le triforium compte généralement deux arcades, mais trois arcades au-dessus de la dernière travée, et la première et la dernière grande arcade ne reposent pas sur de gros piliers cylindriques isolés, mais sur des colonnes engagées dans des piliers carrés. 
D'après Dominique Vermand, l'architecte aurait pu s'inspirer également des églises Saint-Denys d'Arcueil, Saint-Hermeland de Bagneux, Saint-Rémy de Ferrières-en-Brie ou Notre-Dame-de-la-Nativité de Villeneuve-le-Comte[78],[79] Au nord, l'on découvre la sacristie, évoquant une petite maison d'habitation.

L'église Notre-Dame de la Jeunesse
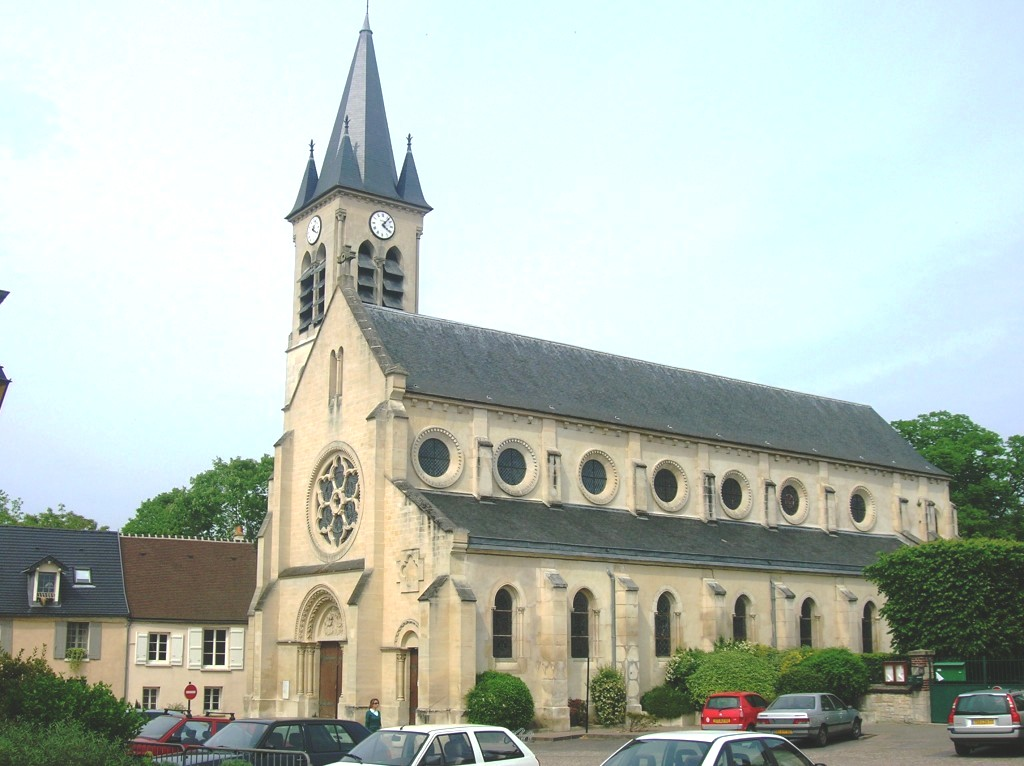
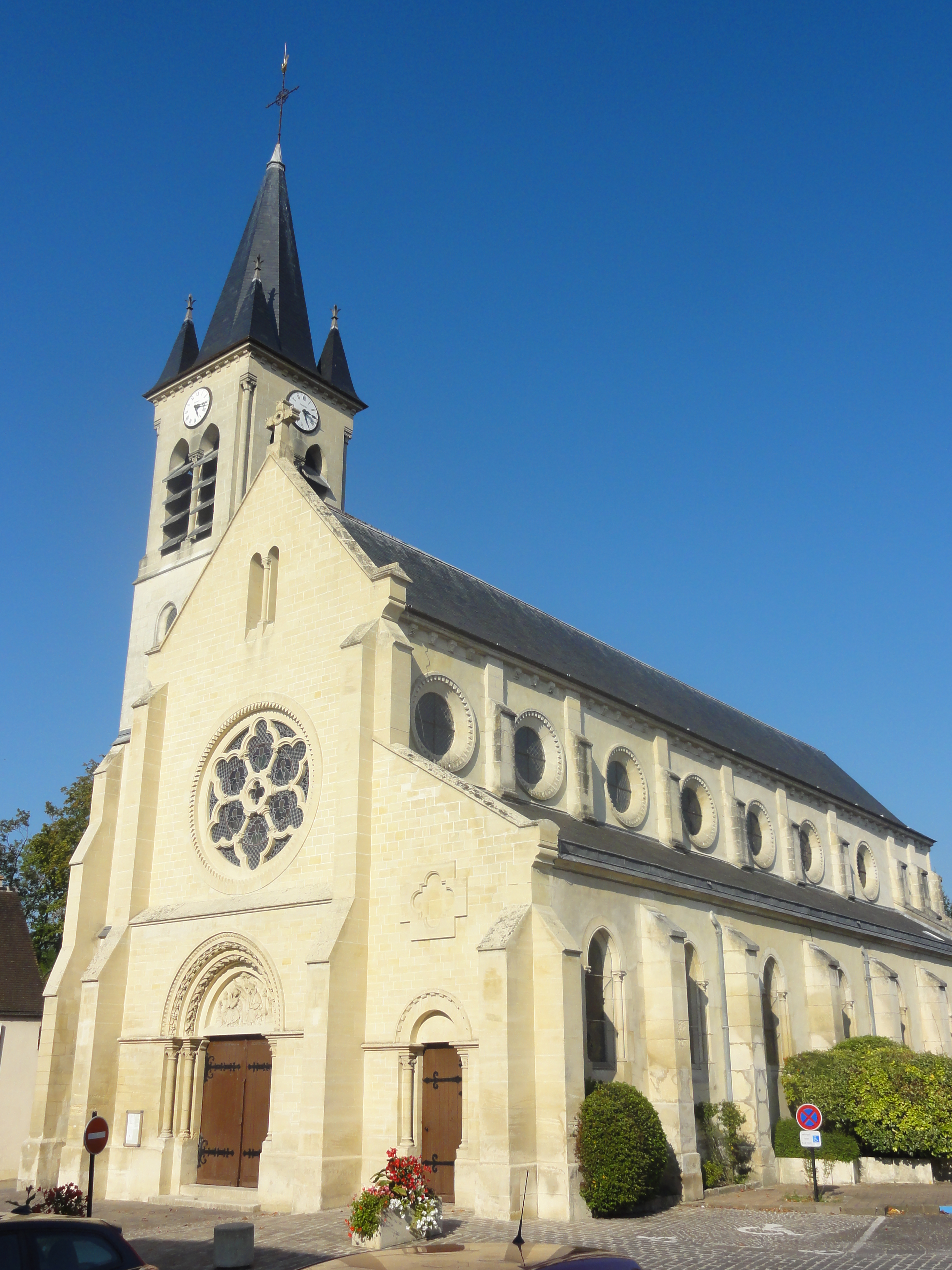
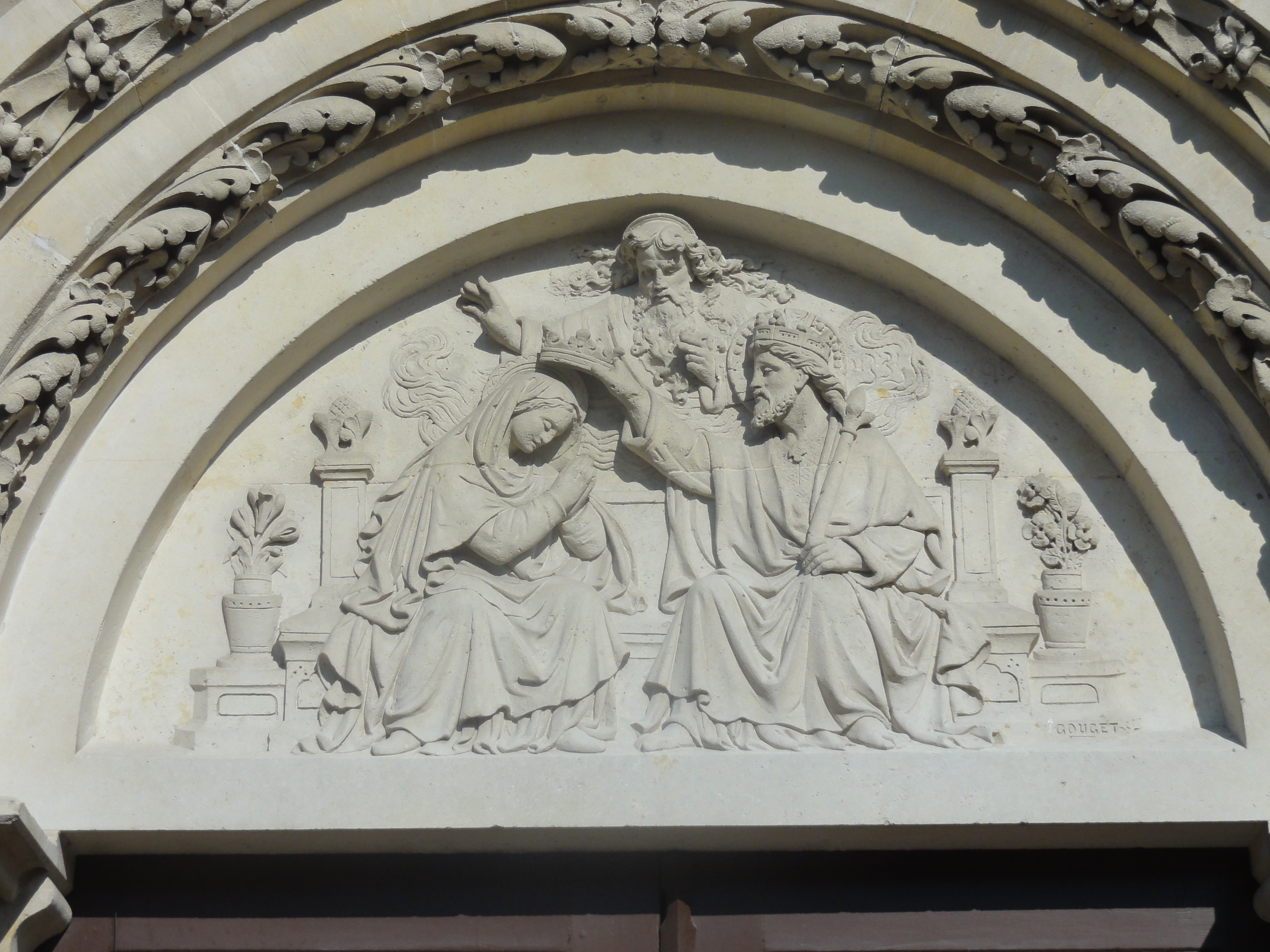
Le couronnement de la vierge, sur le tympan du portail
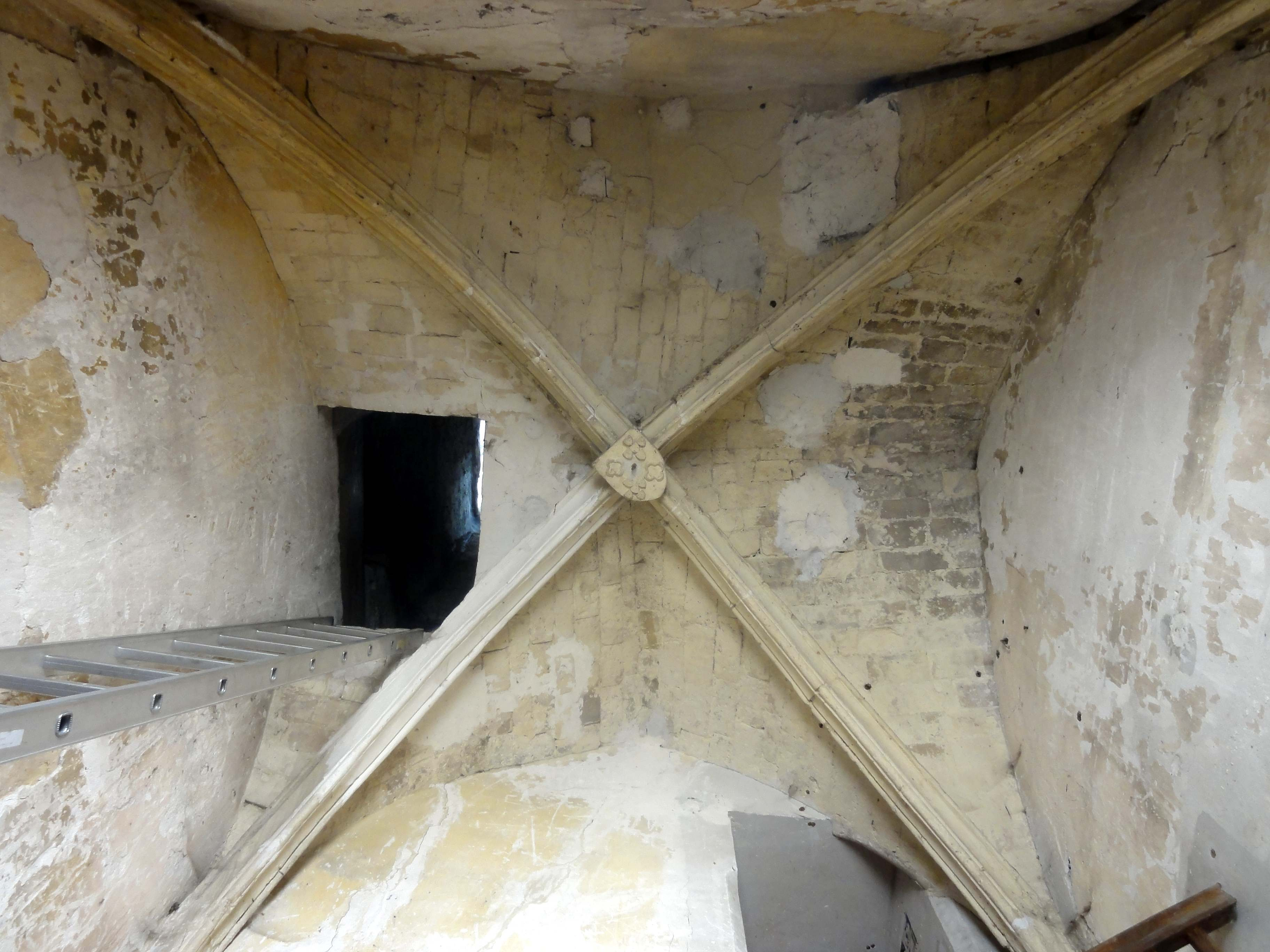
Croisée d'ogives supportant le clocher
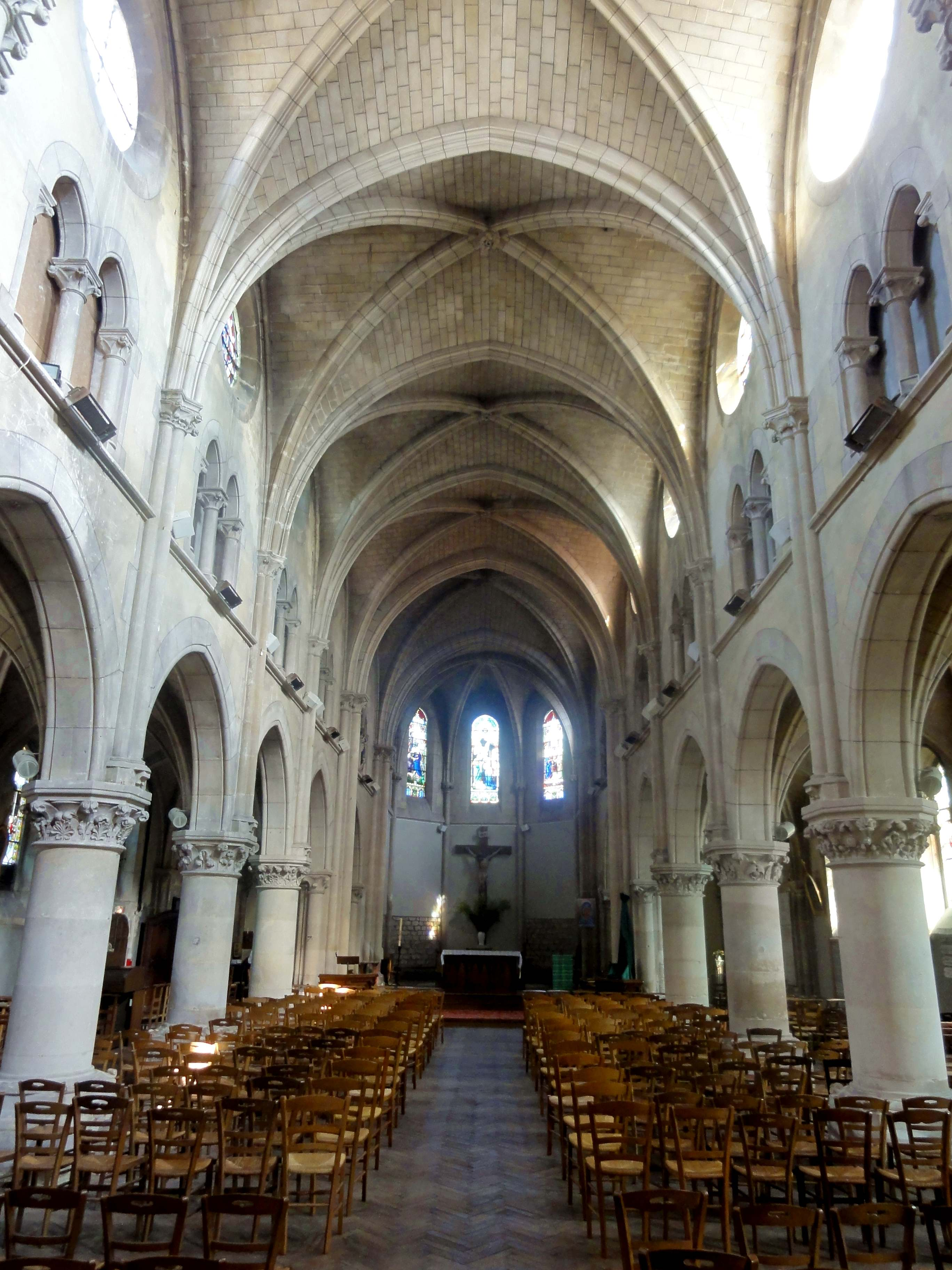
La nef
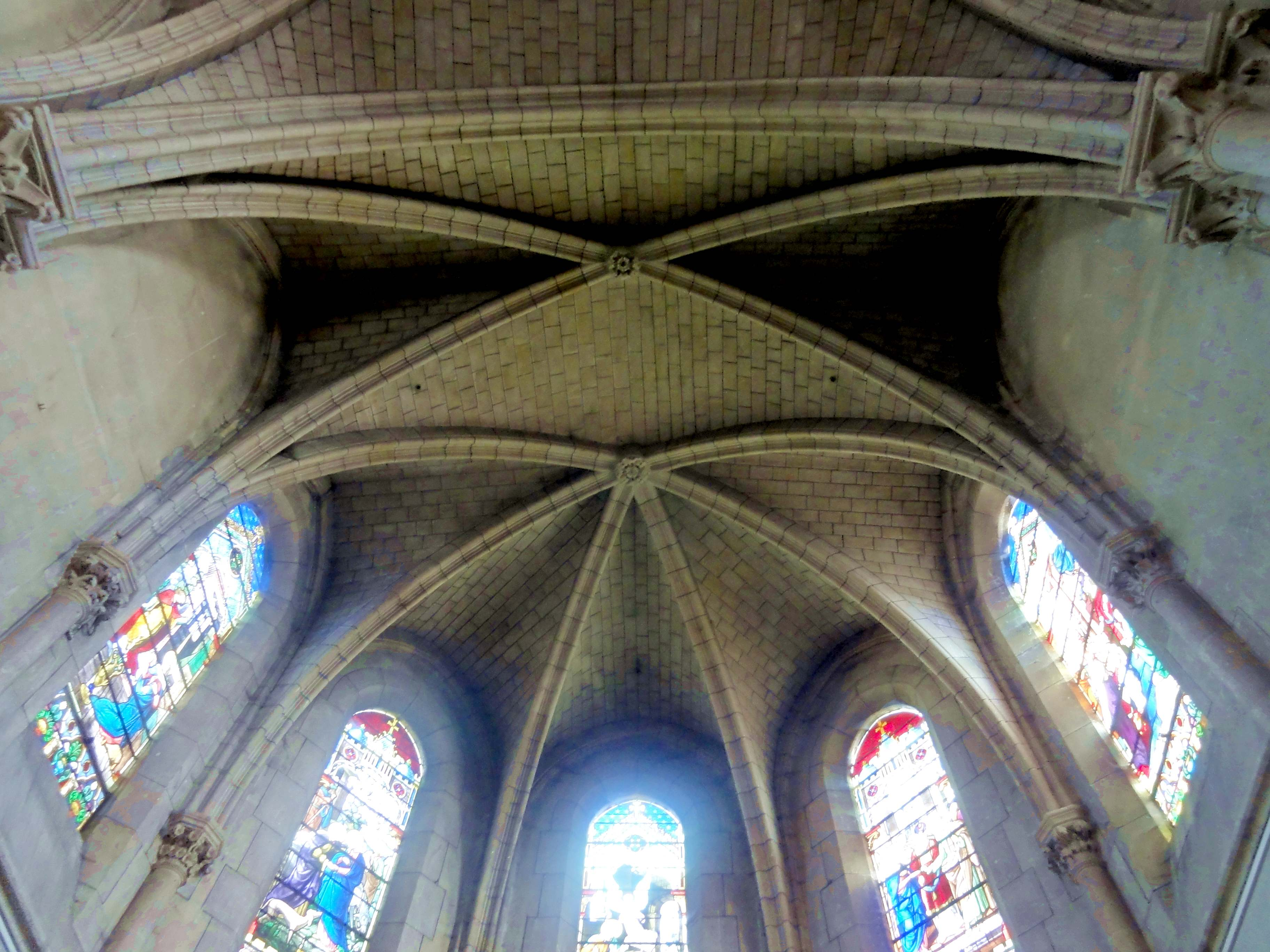
Voutes de l'abside
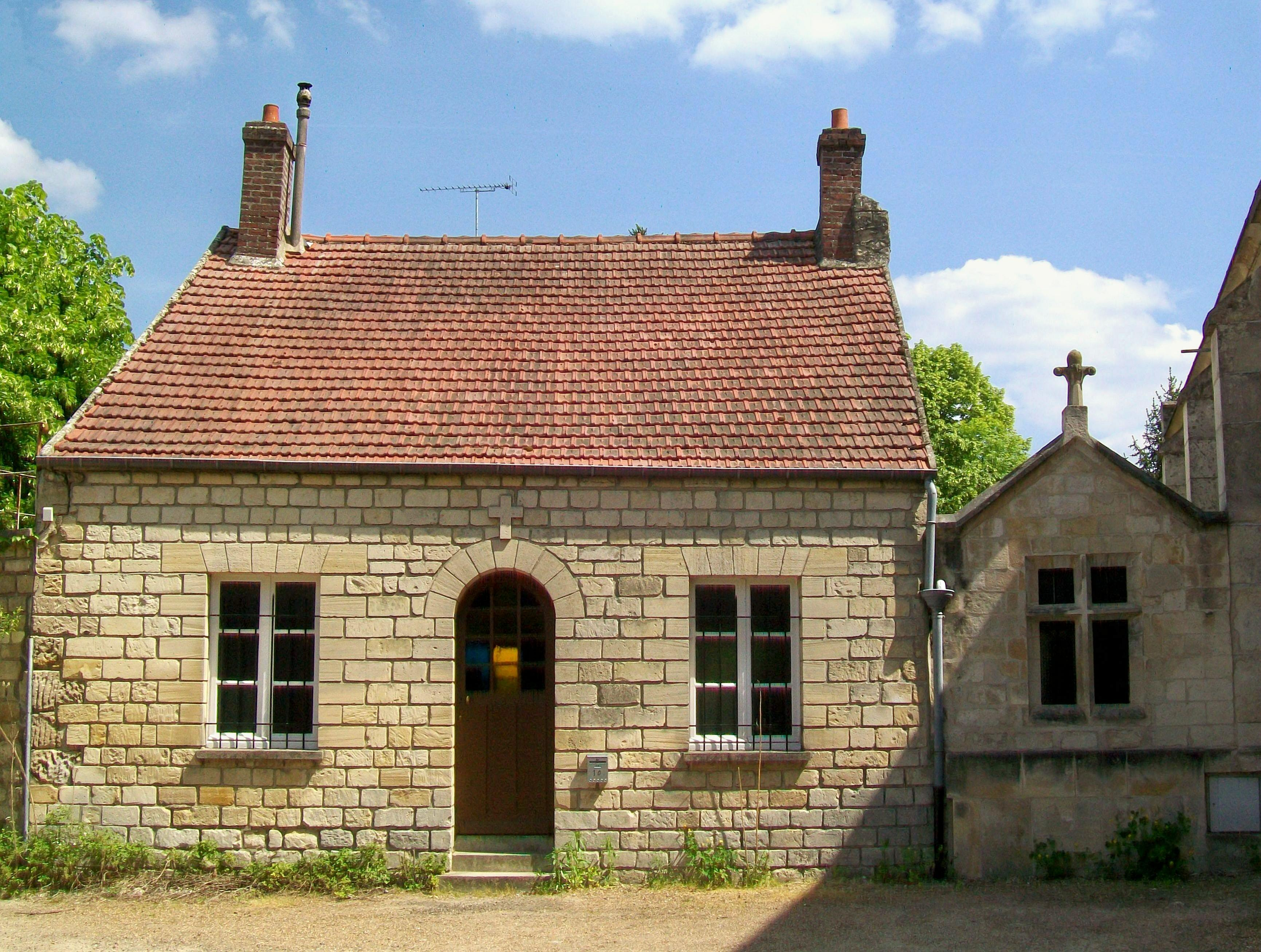
La sacristie derrière l'église.

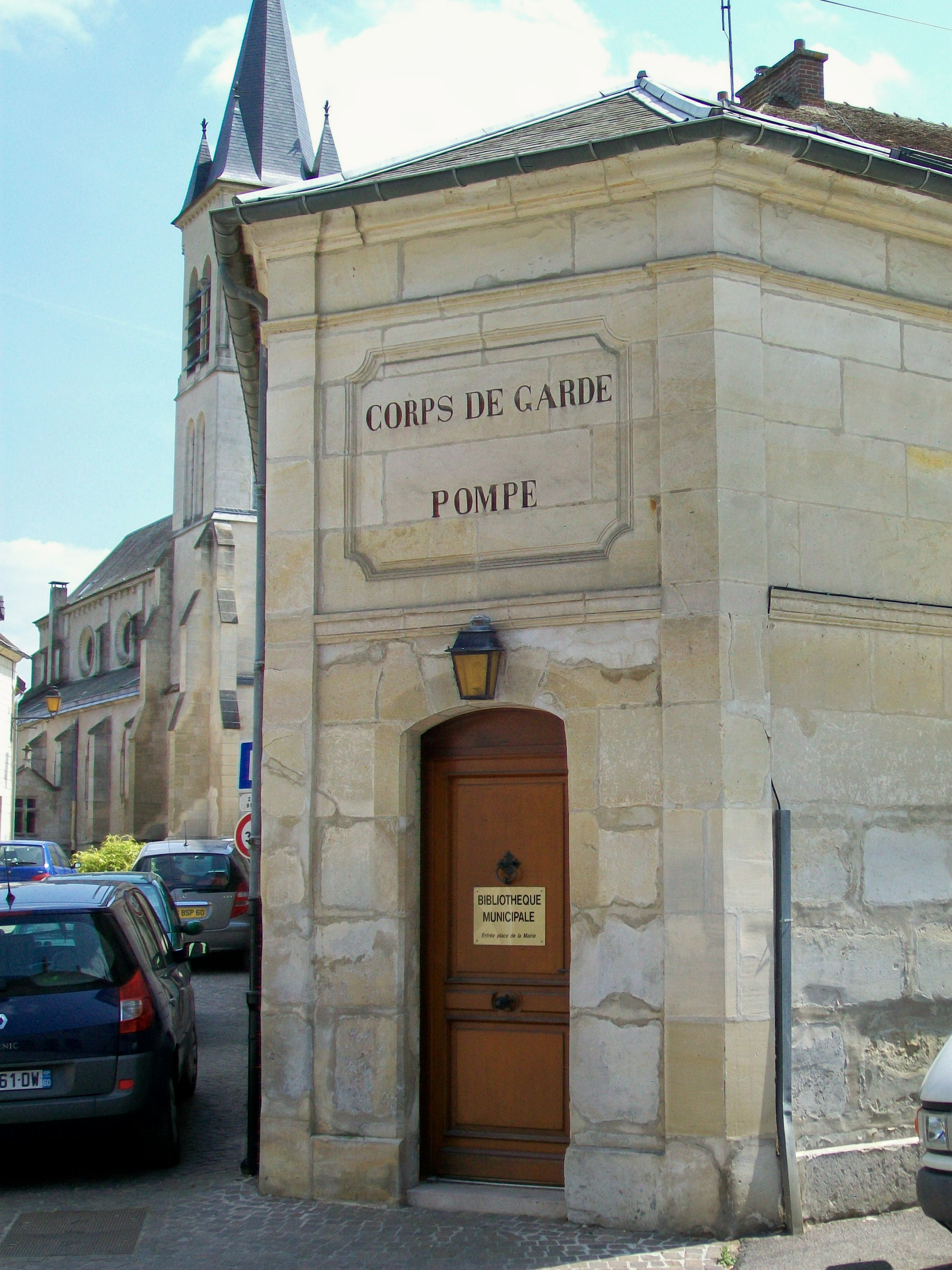
Le corps de garde.

- L'ancien bâtiment du corps de garde, rue du petit Pont, derrière la mairie : 
Accueillant la bibliothèque municipale à l'étage, ce petit bâtiment d'un plan triangulaire conserve l'inscription rappelant son ancien usage à l'entrée de la rue du Petit Pont.
- Le petit Pont sur la Thève, l'abreuvoir et l'ancien lavoir : 
À droite se dressait, depuis 1770, une manufacture où le prince de Condé, propriétaire du château voisin, fait fabriquer de l'indienne en utilisant de l'énergie hydraulique de la Thève[80]. Puis la manufacture fut transformée et changea complètement de vocation à plusieurs reprises : usine de cartes à jouer, filature de soie, fabrication d'objets en acier poli. Deux cents ouvriers sont employés sur le site au plus fort de son activité, mais la fermeture définitive intervient dès 1914, et plus rien n'en subsiste aujourd'hui.
- L'étang du Chardonneret, quai du Chardonneret / rue de l'Étang, au nord du centre-ville : 
On y trouve un autre vieux lavoir datant de 1841. 
Dans le parc du château, à l'endroit où la Thève arrive dans l'étang, on peut voir de loin l'élégant pont Pinel de 1859, avec une rambarde en fer forgé. Tenant son nom du constructeur de l'ancien viaduc ferroviaire, il est inscrit Monuments historiques avec l'ensemble du château[80]. L'étang étant une propriété privée, l'on peut seulement le regarder depuis la rue.
- Le pont Mandrou, sur la Thève : 
En se dirigeant vers les étangs de Commelles, on trouve le pont Mandrou (fin du XVIIIe siècle), sur la chaussée Porchène, chemin rural reliant la route des Étangs en provenance de Coye à l'avenue du Château en provenance du « petit Pont » mentionné ci-dessus. 
D'autres ponts se trouvent dans les environs : pont de la chaussée Porchène sur le ru Saint-Martin, et pont d'un sentier sur la Thève, près du viaduc du chemin de fer.
- Le Viaduc de Commelles sur la ligne de chemin de fer Paris - Lille, bâti de 1980 à 1984 en remplacement du viaduc construit par l'ingénieur Pinel entre 1856 et 1859. 
L'ancien viaduc a été détruit le 12 décembre 1985. Un bas-relief en bronze sur la base de l'un des piliers commémore le remplacement de l'ancien viaduc par un nouvel ouvrage d'art.

Les viaducs de Commelle
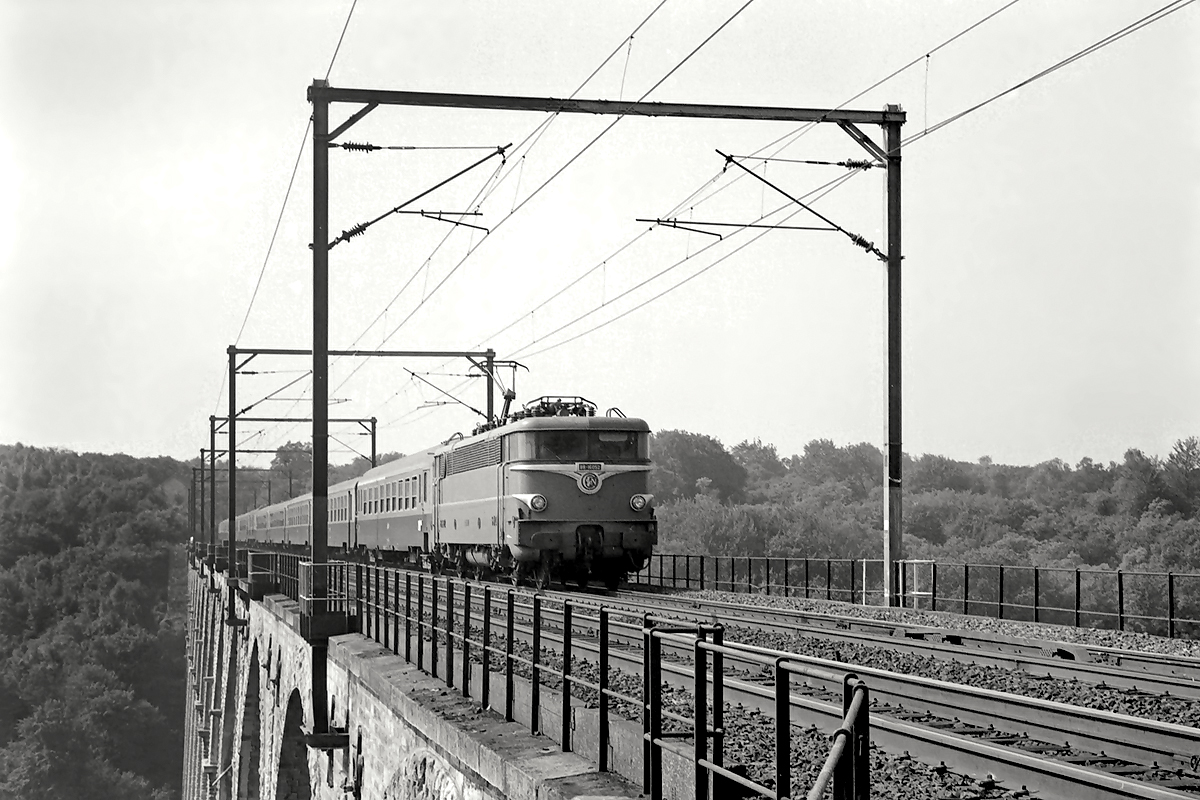
L'ancien viaduc
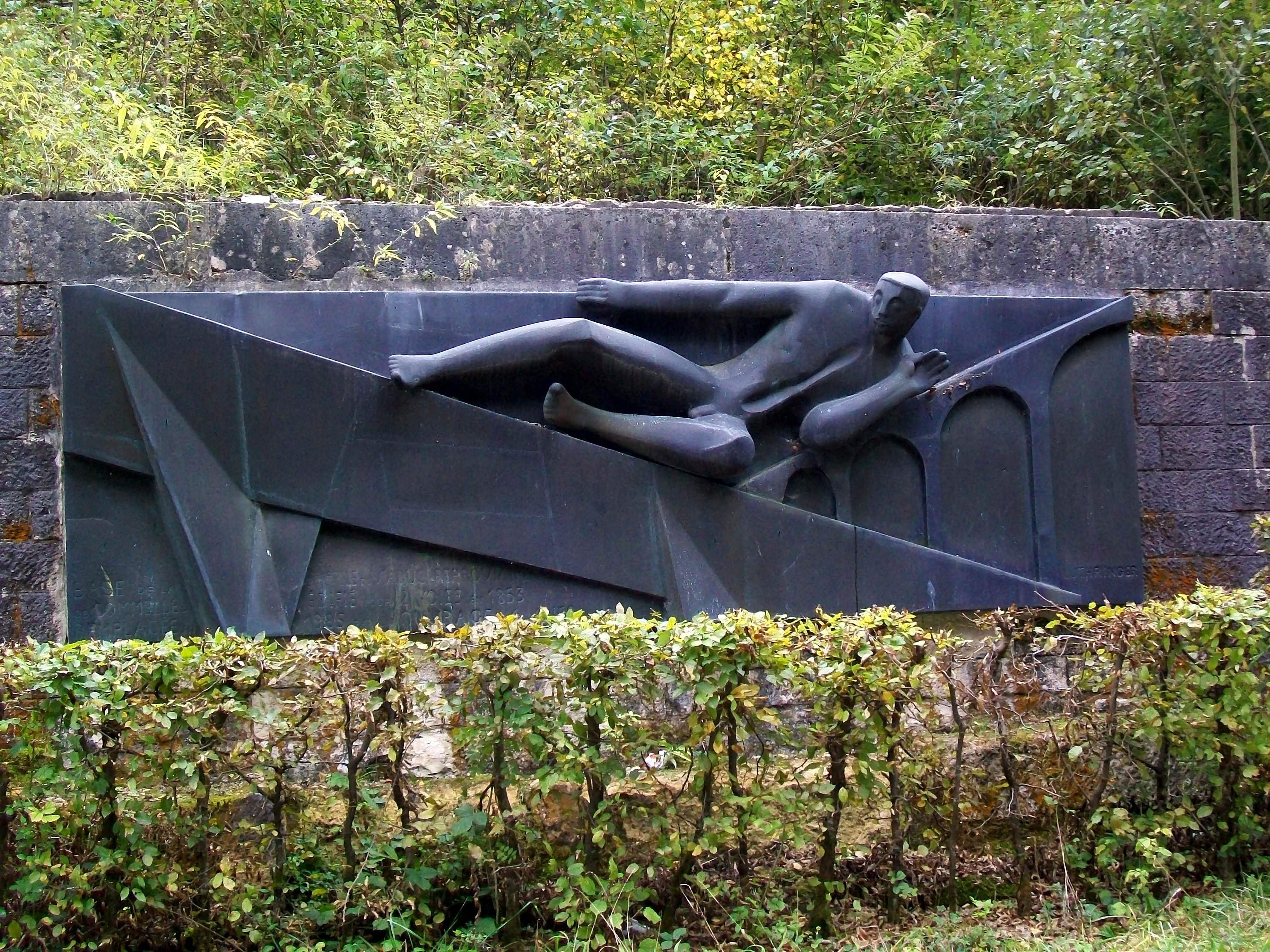
Monument commémoratif de 1985
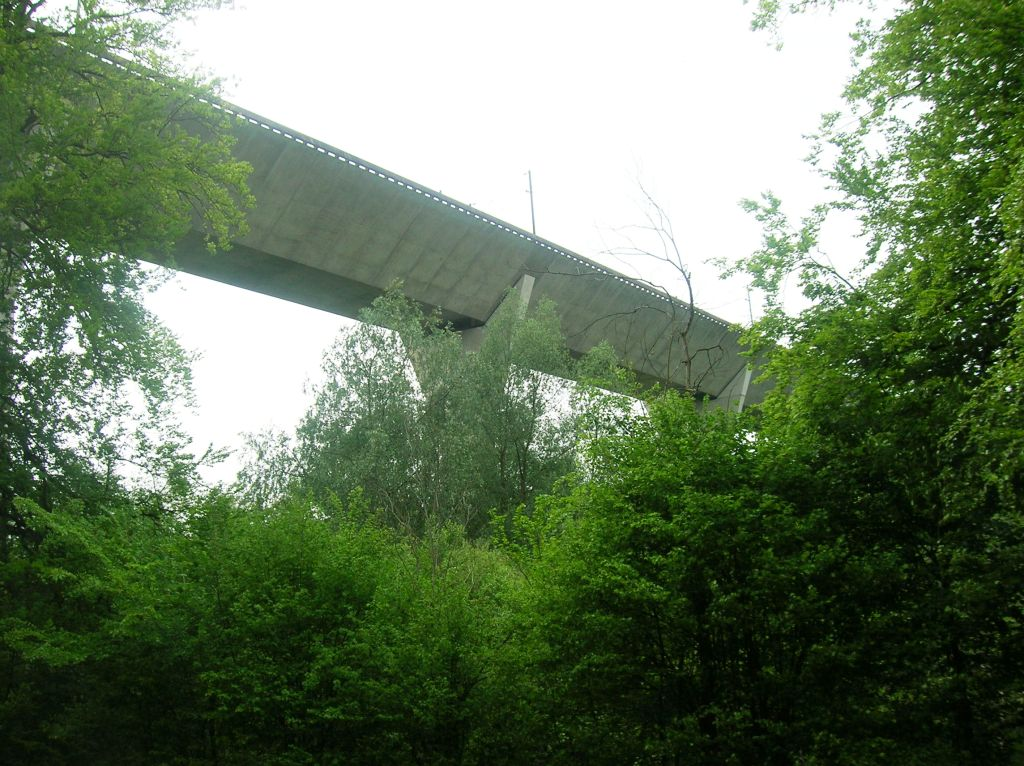
Le nouveau viaduc
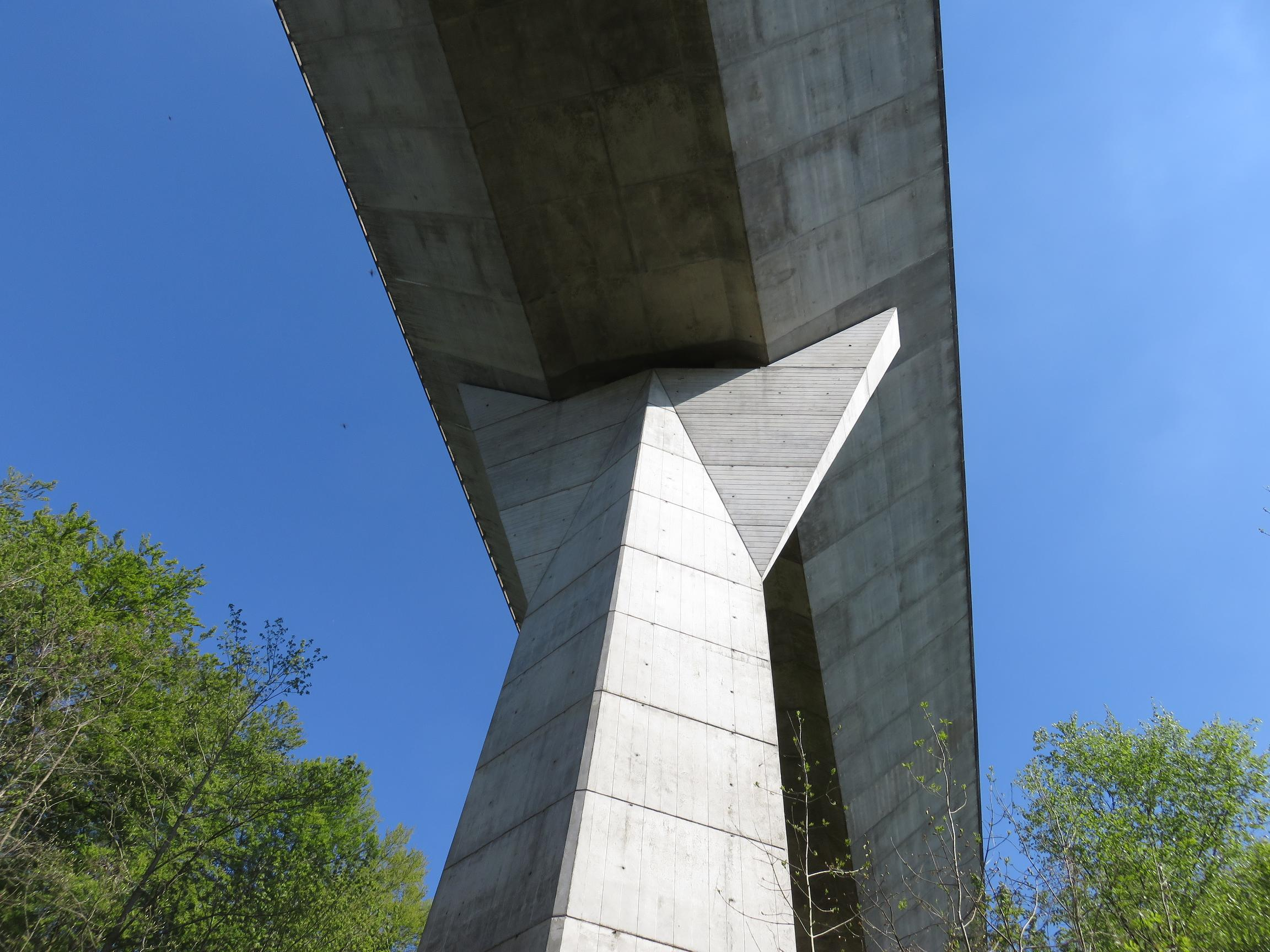
Détail du  nouveau viaduc

- Les pierres levées : 
En partant depuis le poteau des Écouteurs à la fin de la rue d'Hérivaux (à ne pas confondre avec la route d'Hérivaux en forêt de Coye), et en prenant la route de la Charmée (en direction du sud-est), on arrive au carrefour de la Charmée au bout de 750 m environ. Près de cet endroit et le long de la route d'Hérivaux, se trouvent quelques petites pierres levées, dont il est tout à fait incertain s'il s'agit de mégalithes.
- Les pistes d'entrainement : 
Même si Coye-la-Forêt n'a pas la même réputation que ses voisines, Lamorlaye et Chantilly, elle joue un rôle important dans le monde des courses. Elle possède sur son territoire quelques écuries et une partie des pistes d'entrainement de France Galop. Les pistes sont partagées entre Lamolaye et Coye. Elle s'étalent sur 60 hectares dont 15 en gazon et offrent toutes les garanties de sécurité et de calme nécessaires à l'épanouissement des coursiers.

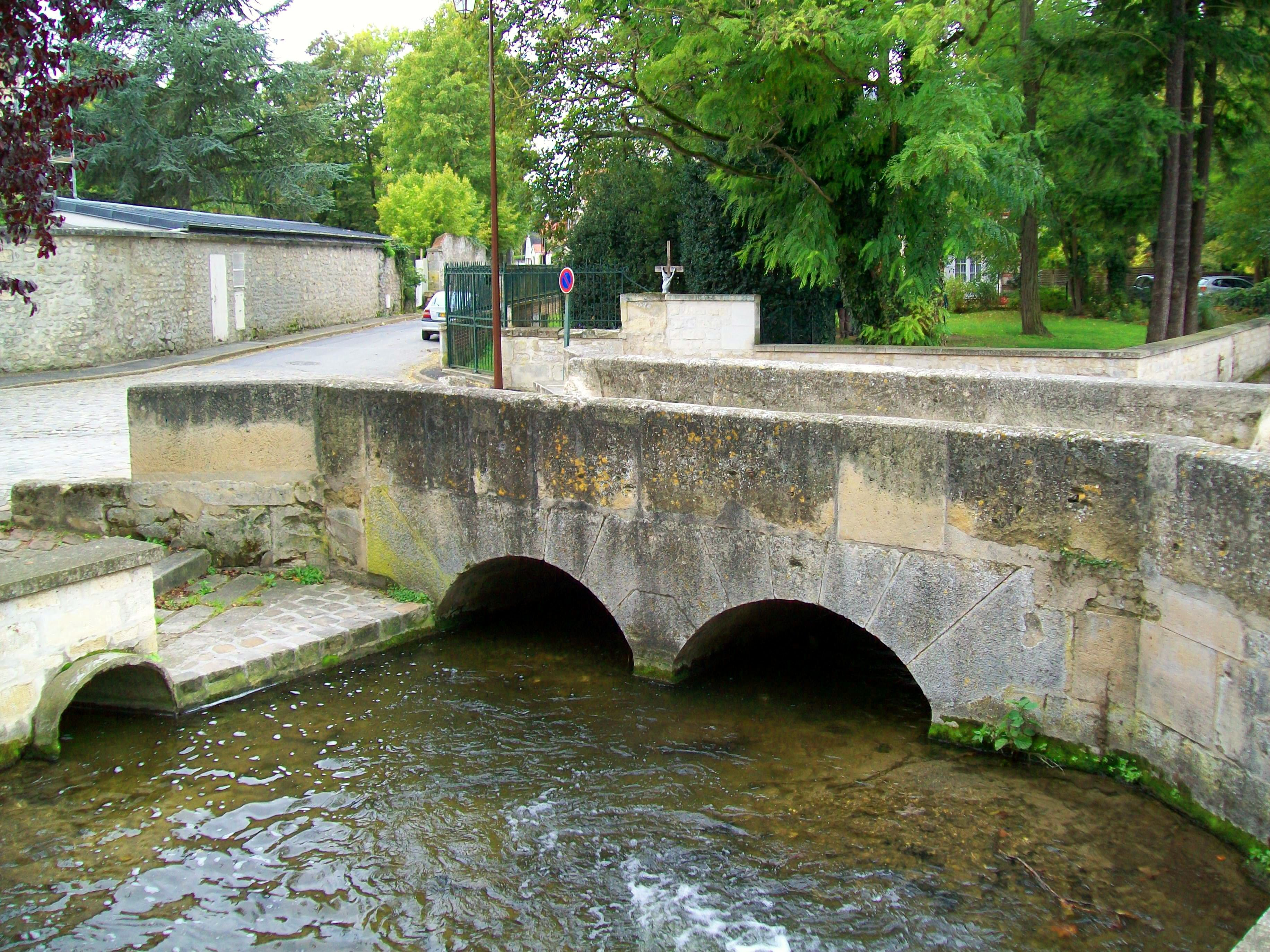
Le « petit Pont » sur la Thève, rue de l'Abreuvoir.
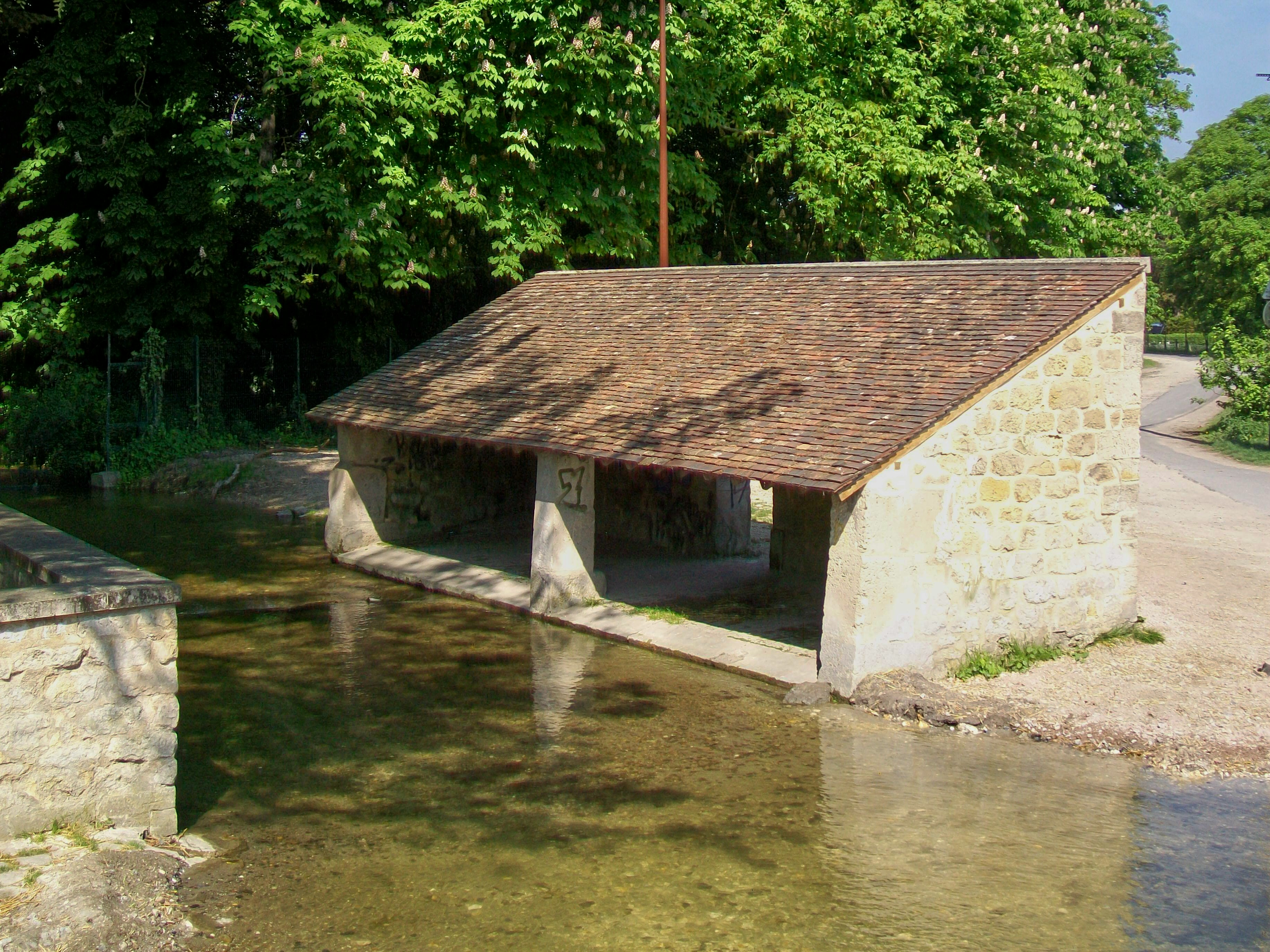
Le lavoir à côté du « petit Pont ».
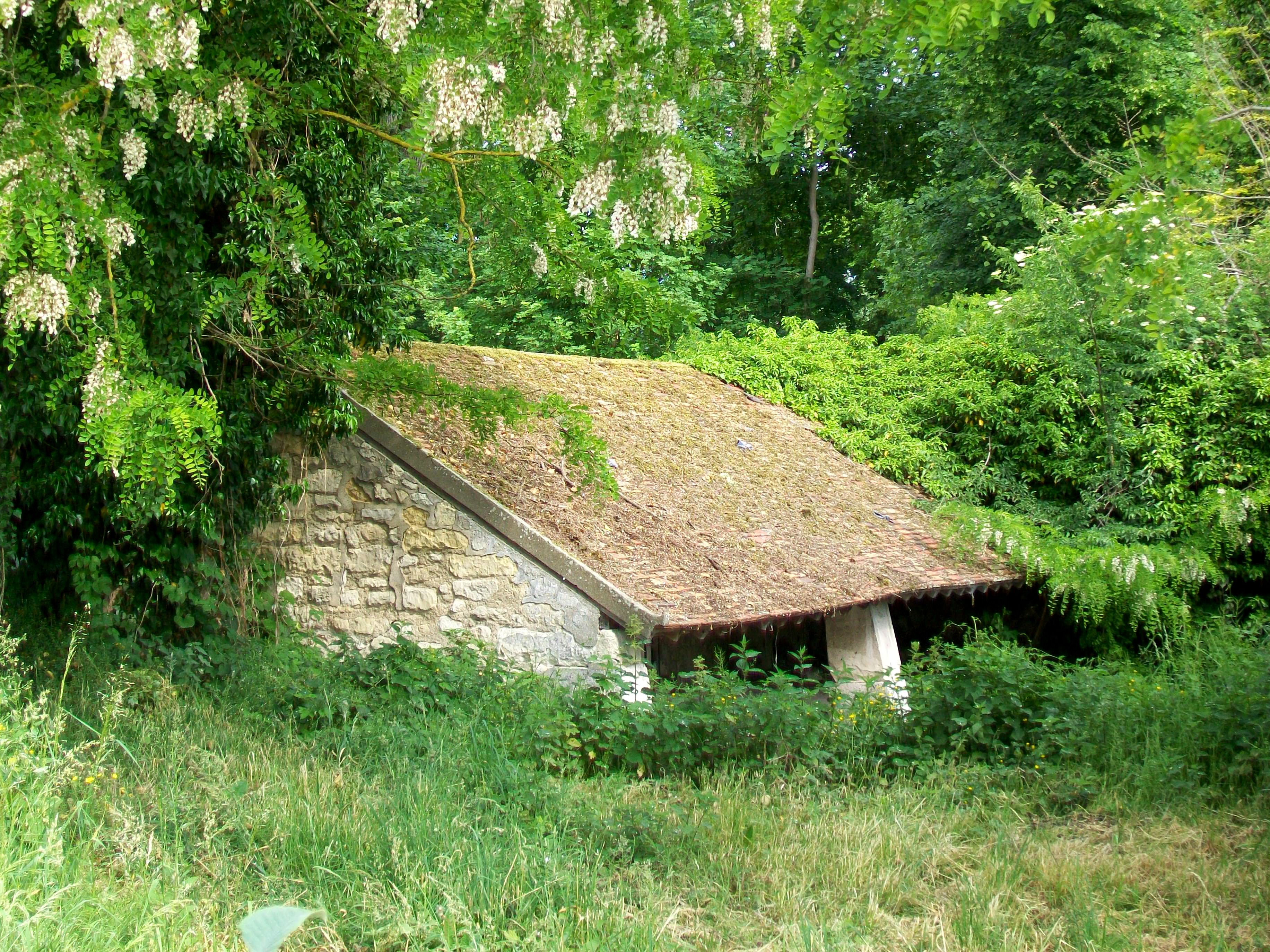
Le lavoir du Chardonneret, rue de l'Étang / quai du Chardonneret, sur l'étang du même nom.
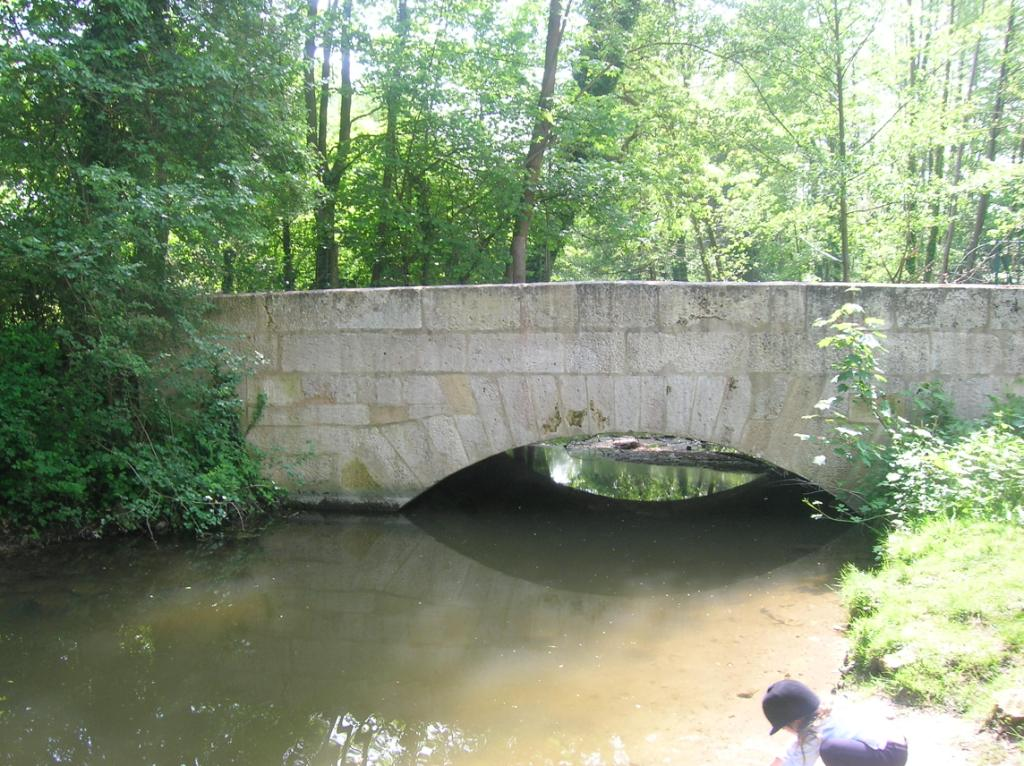
Le pont Mandrou sur la Thève, près des étangs de Commelles.
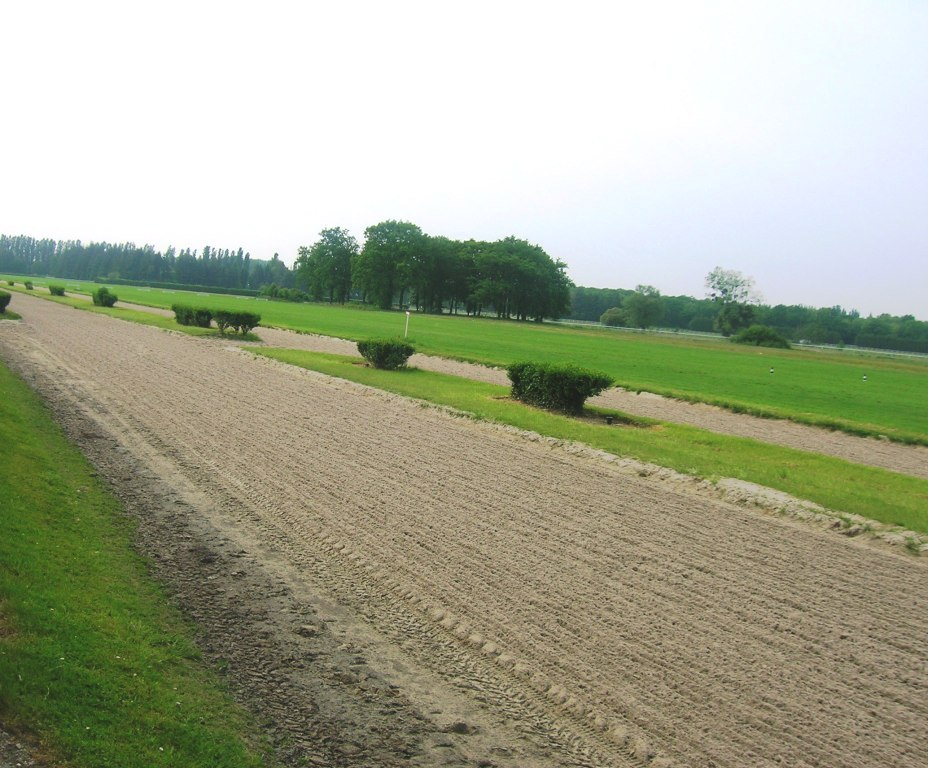
Vue des pistes d'entraînement hippique de Coye.
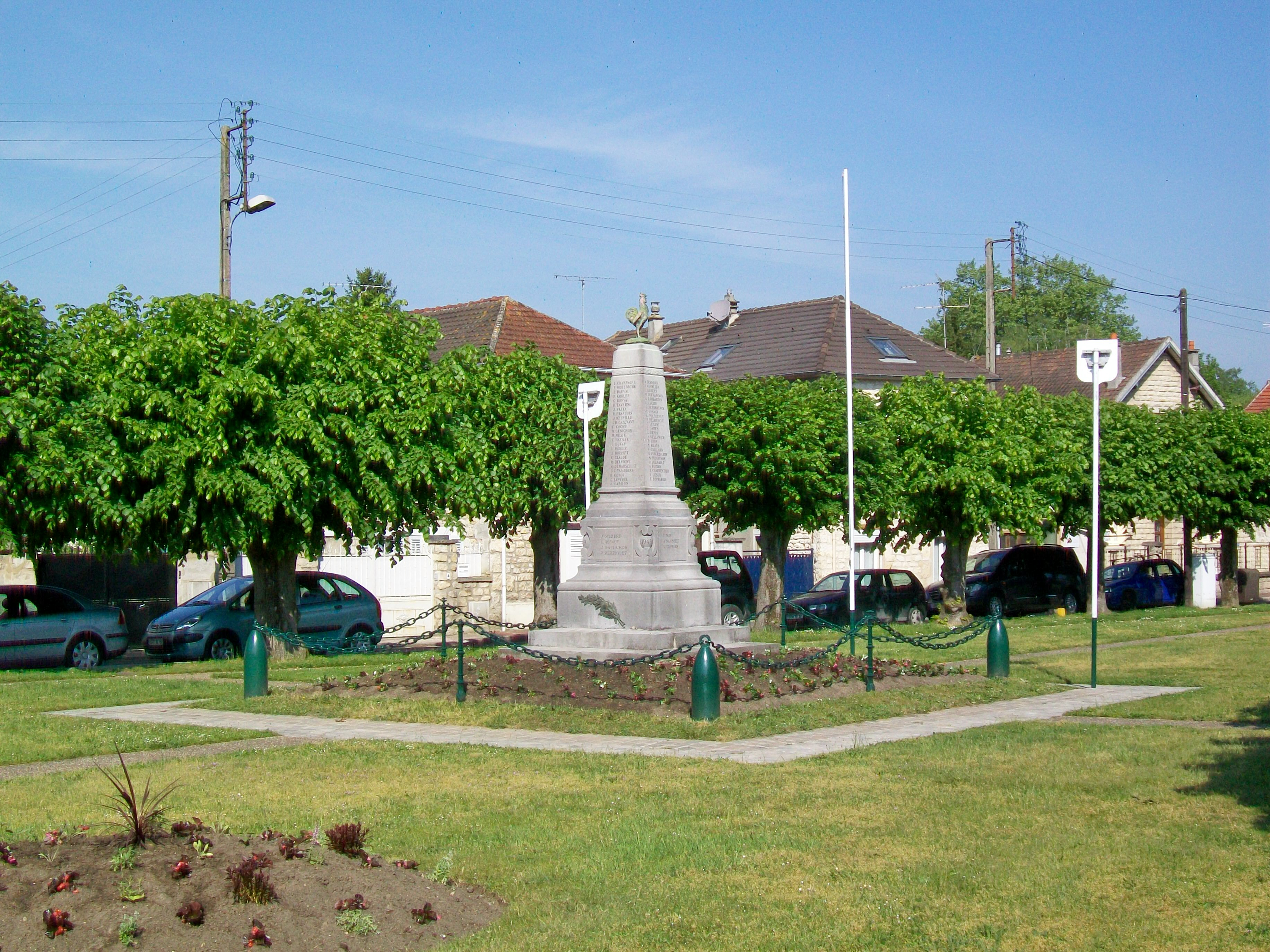
La place Blanche et le monument aux morts.
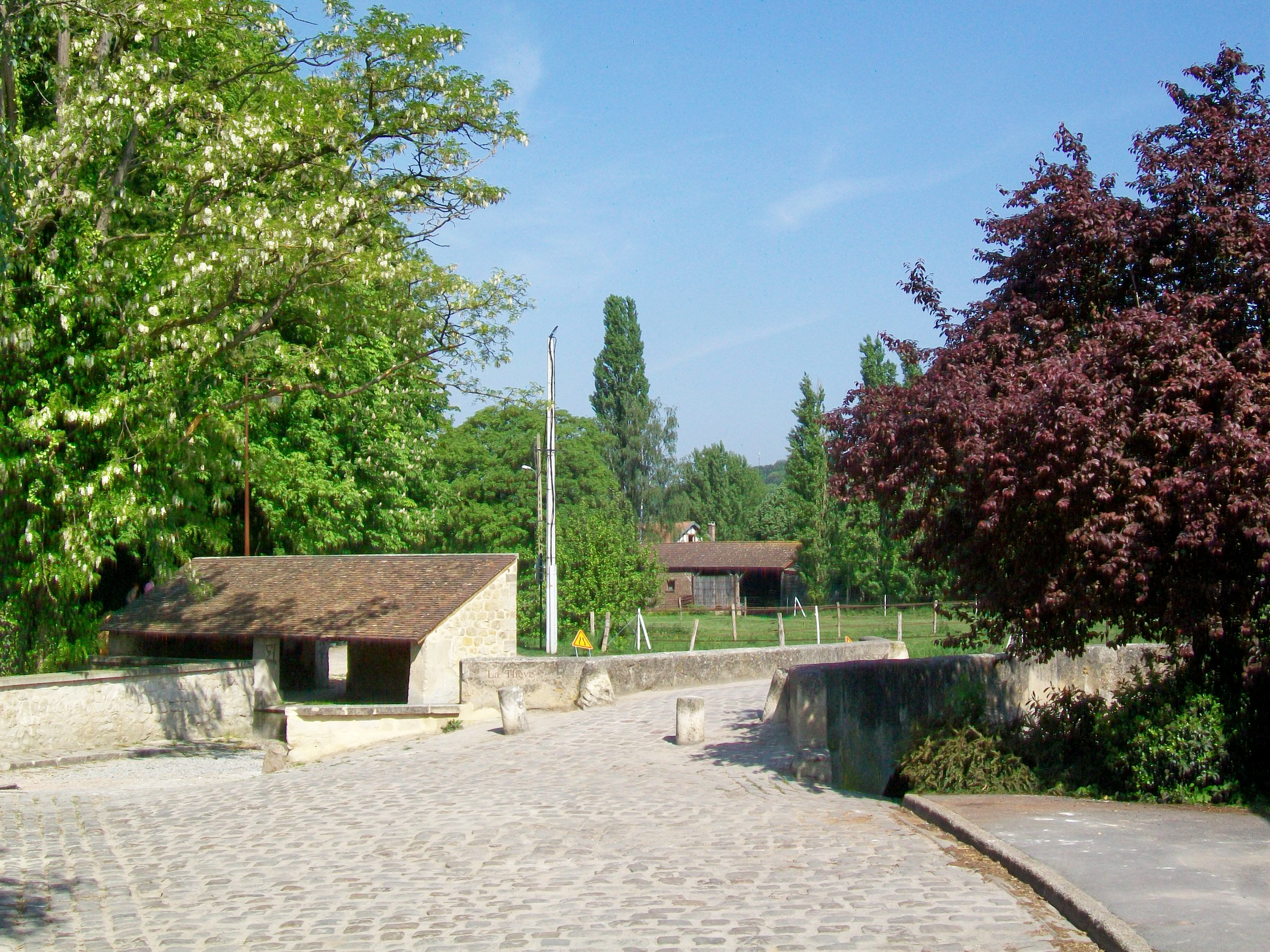
Le « petit Pont » sur la Thève et le lavoir.
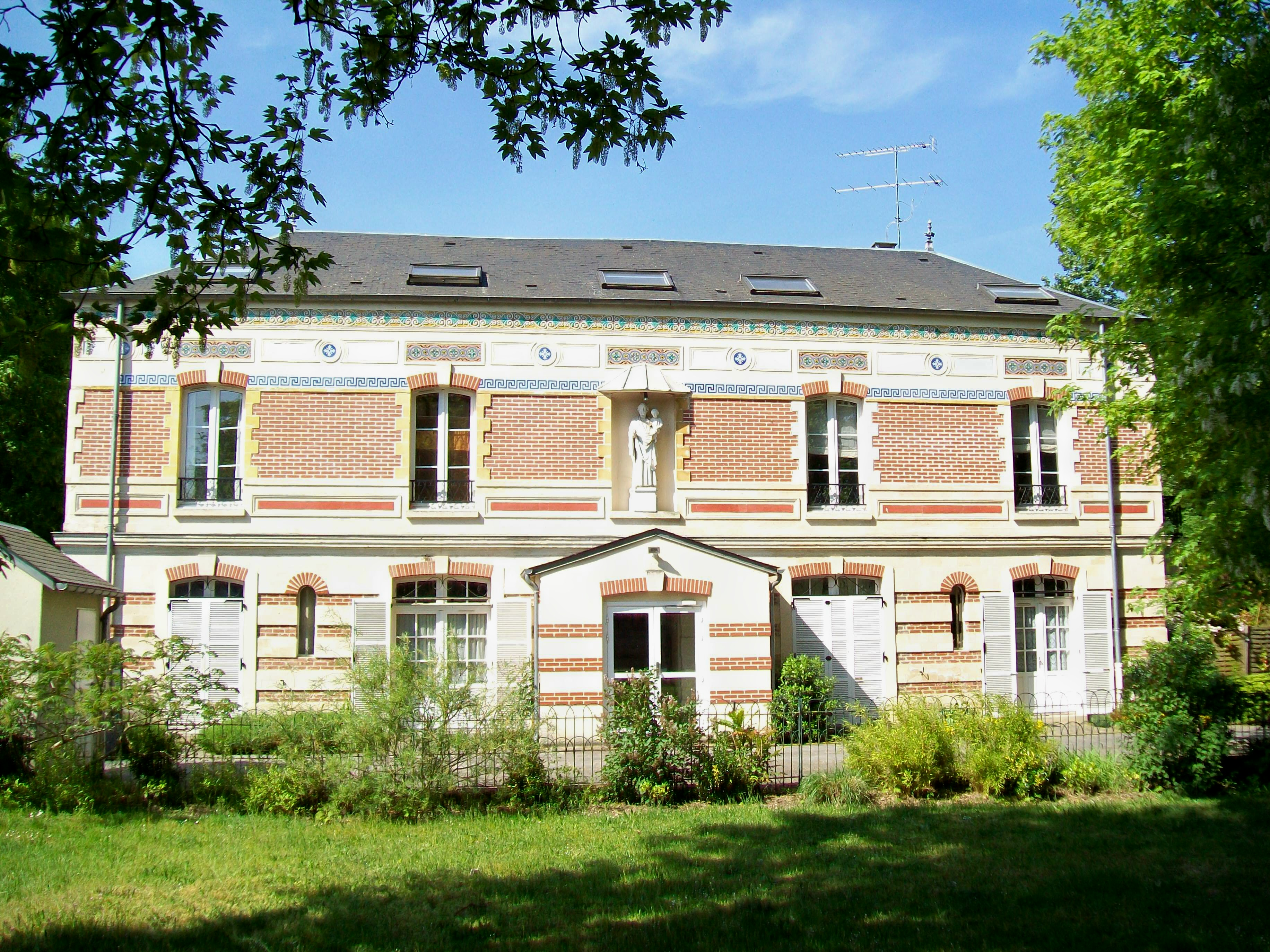
Une villa du XIXe siècle, rue de Luzarches.

### Personnalités liées à la commune
- Toussaint Rose (1611-1701), marquis de Coye, secrétaire de Louis XIV, membre de l'Académie française.
- Henri-Jules de Bourbon-Condé (1643-1709), marquis de Coye de 1701 à 1709, lieutenant général.
- Louis III de Bourbon-Condé (1668-1710), marquis de Coye de 1709 à 1710, maréchal de camp.
- Louis IV Henri de Bourbon-Condé (1662-1740), marquis de Coye de 1710 à 1740, premier ministre de Louis XV.
- Louis V Joseph de Bourbon-Condé (1736-1818]), marquis de Coye de 1740 à la Révolution française, colonel général de l'infanterie.
- Gangulphe Andryane (1753-1828), propriétaire d'une fabrique près des étangs, homme politique et député.
- Louis VI Henri de Bourbon-Condé (1756-1830), duc de Bourbon et prince de Condé, propriétaire des étangs à partir de 1819 puis du Château de la Reine-Blanche de 1825 à sa mort.
- Alexandre Andryane (1797-1863), fils de Gangulphe Andryane, homme politique carbonaro et maire de Coye-la-Forêt.
- Henri d'Orléans (1822-1897), fils de Louis-Philippe Ier, duc d'Aumale, homme politique et militaire, propriétaire du château de la Reine-Blanche, député de l'Oise et président du Conseil Général.
- Robert d'Orléans (1840-1910), duc de Chartres, militaire et propriétaire du château de la Reine-Blanche.
- George Starr, agent Special Operations Executive, actif dans la Résistance, retraité à Coye-la-Forêt

### Coye-la-Forêt dans les arts et la culture

#### Films liés à la commune
- 1957 : Drôle de frimousse de Stanley Donen, avec Audrey Hepburn et Fred Astaire.
- 1962 : Le Masque de Fer de Henri Decoin, avec Jean Marais et Sylva Koscina.
- 1965 : Fantômas se déchaîne d'André Hunebelle, avec Louis de Funès et Jean Marais.
- 1967 : Voyage à deux de Stanley Donen, avec Audrey Hepburn et Albert Finney.
- 1970 : Darling Lili de Blake Edwards, avec Julie Andrews et Rock Hudson.
- 1972 : Les Malheurs d'Alfred de Pierre Richard, avec Anny Duperey et Pierre Richard.
- 1990 : Lacenaire de Francis Girod, avec Daniel Auteuil et Jean Poiret.
- 1999 : Je règle mon pas sur le pas de mon père de Rémi Waterhouse, avec Jean Yanne et Guillaume Canet.
- 2013 : Duo d'escrocs de Joel Hopkins, avec Pierce Brosnan et Emma Thompson.

#### Tableaux représentants la commune
Coye-la-Forêt a inspiré plusieurs peintres ;

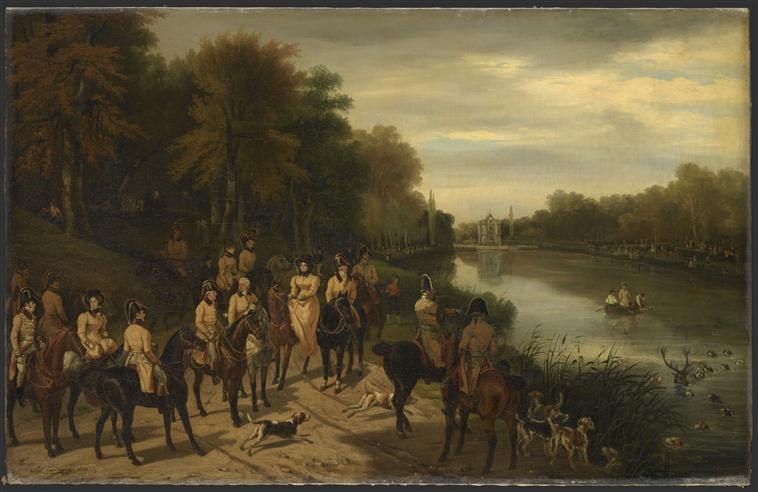
Adolphe Ladurner, L’hallali aux étangs de Commelles, 1828 Collection du Musée Condé
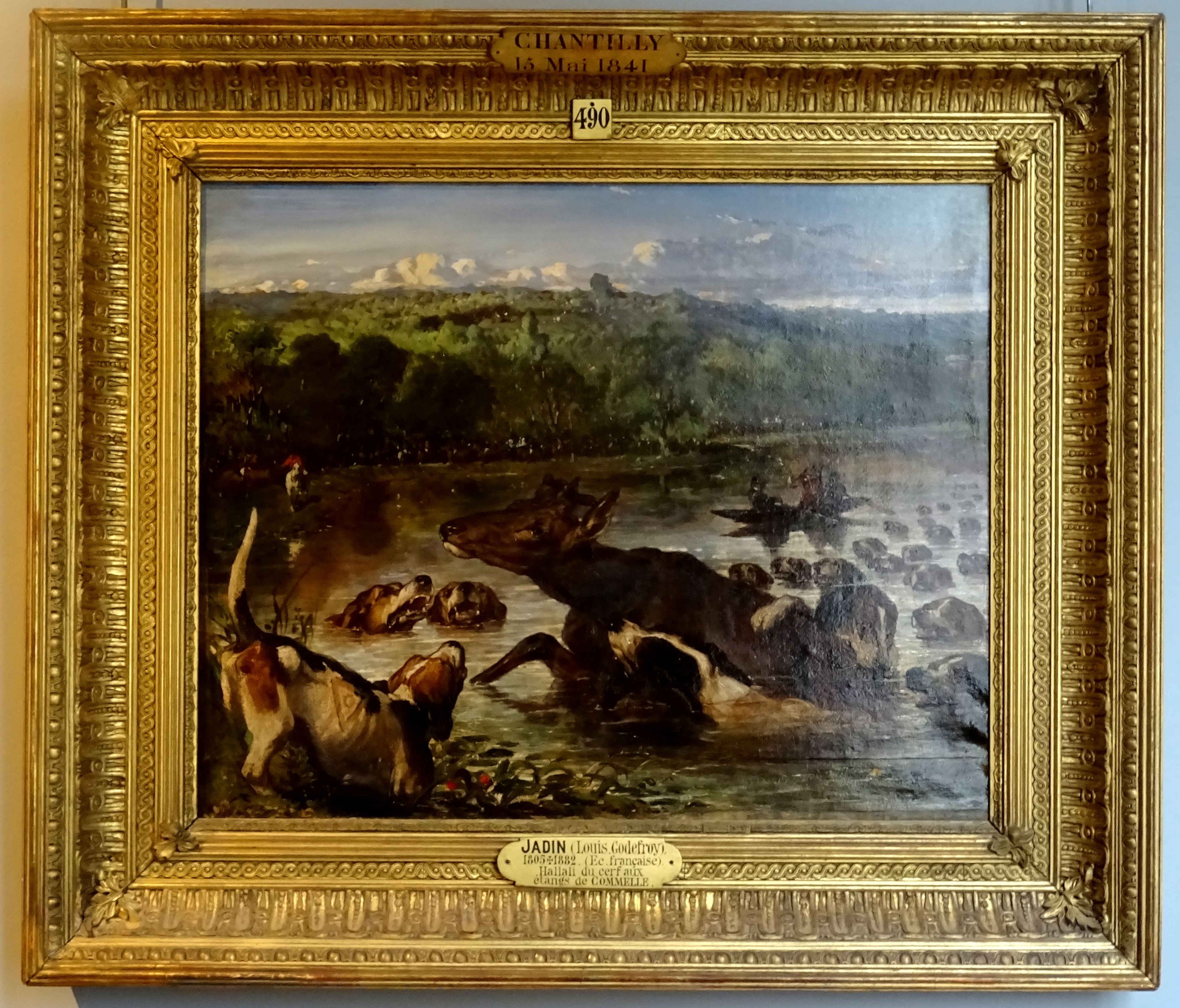
Louis Godefroy Jadin, Hallali du cerf aux étangs de Commelle, 1841 Collection du Musée Condé
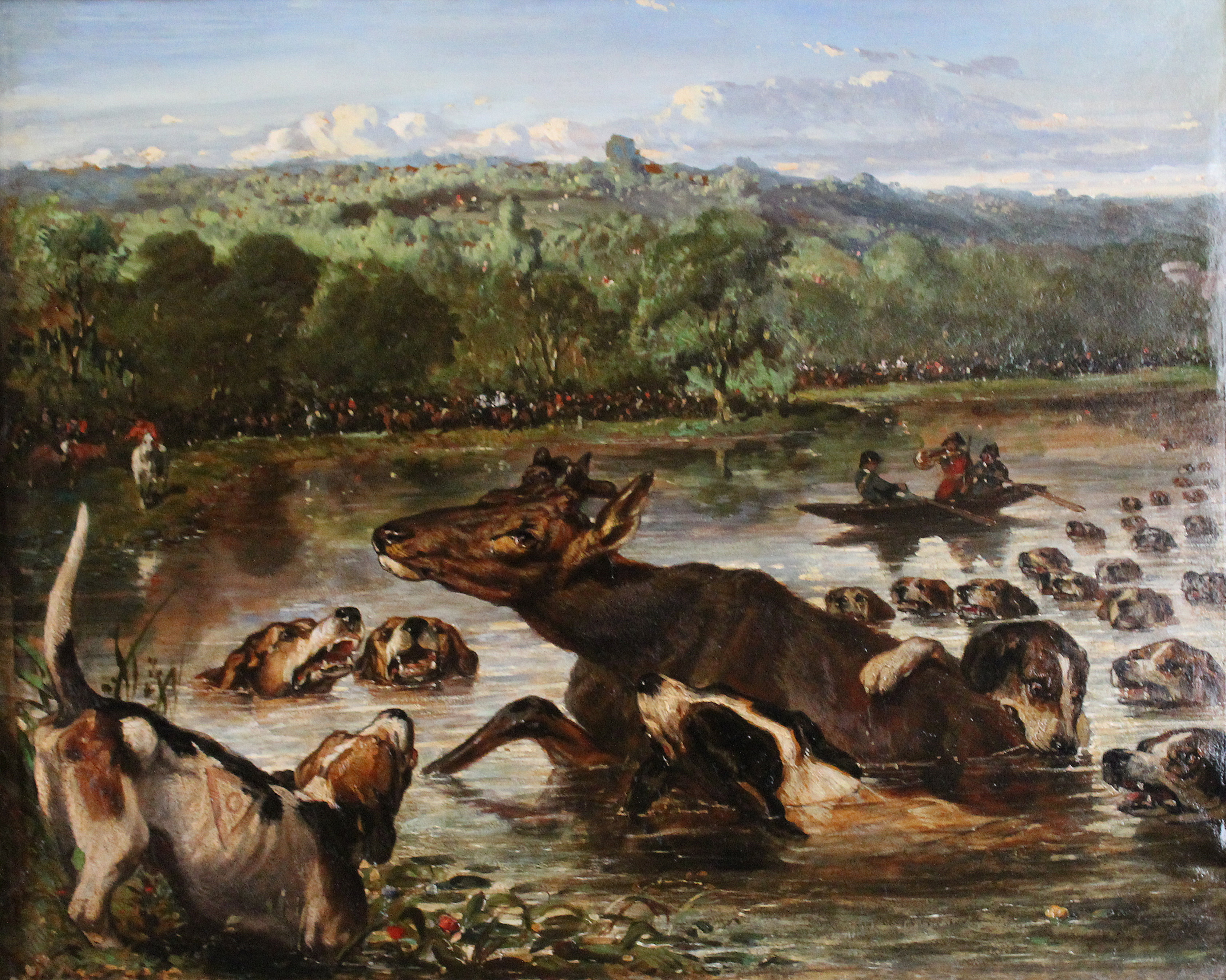
Louis Godefroy Jadin, Hallali du cerf aux étangs de Commelle Collection du Musée Condé
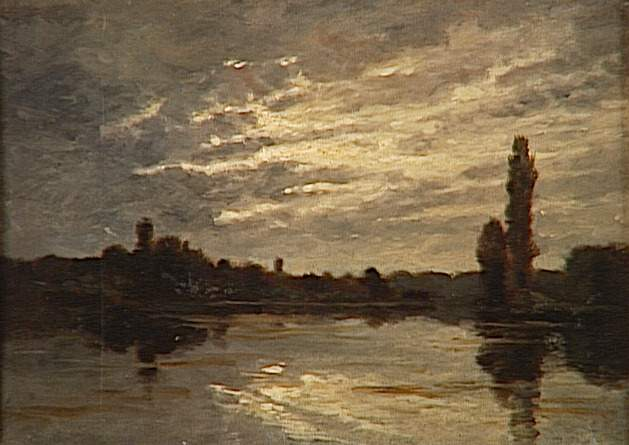
Auguste Anastasi, Étangs de Commelles (Chantilly) (avant 1873) Collection du Musée Condé
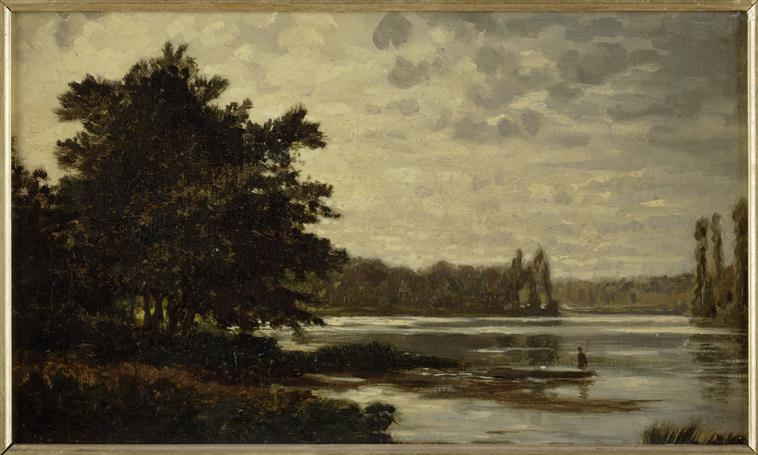
Auguste Anastasi, Les étangs de Commelle, avant 1873 Collection du Musée Condé

### Héraldique
| Blason de Coye-la-Forêt | Blason  | Écartelé : aux 1er et 4e d'azur au lunel d'argent, aux 2e et 3e d'argent à cinq écussons d'or à deux clefs de sable passées en sautoir et rangés en croix. |
| Blason de Coye-la-Forêt | Détails | Le statut officiel du blason reste à déterminer. |